# 2016 en radio en France
Cet article est spécifique à la France, pour un article plus général, voir 2016 à la radio.
Cet article concerne les stations de radio et ne traite ni des webradios ni des podcasts.
Cet article intitulé 2016 en radio en France est une synthèse de l'actualité du média radio en France pour l'année 2016. On ne retiendra en général que l'actualité des radios de caractère national ou international, afin de ne pas se perdre dans les détails des radios locales.

## Stations de radio en France

### Disparues en 2016
| Radio          | Pays   | Commentaire | Date             |
| -------------- | ------ | --- | ---------------- |
| Euronews Radio | France | Le CSA abroge d'autorisation d'émettre en RNT qui avait été accordée à Euronews Radio le 15 janvier 2013.                | 6 janvier 2016   |
| Resonance      | France | La station de radio régionale a été reprise par Tendance Ouest, qui atteindra ainsi la couverture de toute la Normandie. | 29 décembre 2016 |

## Le média radio en 2016 et la politique

Armoiries de Corte.
Armoiries de Paris.
Armoiries de Neuilly-sur-Seine.
Armoiries de Strasbourg.
Armoiries de Montreuil.
Armoiries de Vernon.
Armoiries de la France.

Janvier 2016
- janvier : News Participation acquiert les actifs que détient Alain Weill dans NextRadioTV, pour ainsi détenir une participation majoritaire dans NextRadioTV[3].
- 15 janvier : selon la justice, France Bleu a diffusé des messages publicitaires en contravention avec le cahier des charges de Radio France[4].
- mi-janvier : France Info a refondu sa chaîne de production de l'information en mettant en place sa propre agence de presse[5].
- 20 janvier : Lagardère a annoncé le départ d'Europe 1, en 2018, de son adresse historique, rue François 1er à Paris[6].

Février 2016
- 4 février : NextRadioTV devrait emménager prochainement à Paris 15e, dans un nouveau bâtiment regroupant les activités audiovisuelles d'Altice Média[7].
- 5 février : le CSA a retenu la candidature de Radio FG à Corte en Corse d'une part, la radio pourra étendre sa diffusion par la fréquence parisienne d'autre part[8].
- 16 février : Odoxa, Winimax et RTL s'associent pour lancer un dispositif de sondage sur l'actualité du sport[9].
- 17 février : Christopher Baldelli annonce que RTL déménagera fin 2017 pour aller à Neuilly-sur-Seine en quittant son siège historique du 22 rue Bayard[10].
- du 20 février au 6 mars : la Maison de la Radio organise des ateliers, des visites et des émissions en public pour les enfants et les jeunes[11].

Mars 2016
- 16 mars (à préciser) : le CSA autorise OUI FM à émettre à Strasbourg, constituant ainsi pour la station sa 27e fréquence sur le territoire français[12].
- du 17 mars au 10 avril : des messages en français, anglais, brésilien et espagnol sont diffusés sur RFI pour la mobilisation contre l'infection à virus Zika aux côtés de l'UNESCO[13].
- du 21 au 26 mars : pour la 27e édition de la Semaine de la presse et des médias dans l'école, Radio France et Europe 1 invitent des élèves dans leurs locaux[14],[15].

Avril 2016
- 6 avril : dorénavant, une fois par mois, la Maison de la Radio propose à son public de s'immerger dans une salle plongée dans le noir, pour écouter un son 3D[16].
- 6 avril : un nouveau décret de la République française précise que les stations de Radio France ne peuvent pas diffuser plus de trente minutes de publicité par jour[17].
- 10 avril : l'émission du Grand Jury RTL-Le Figaro-LCI est dorénavant diffusée en direct et en vidéo sur RTL.fr[18].
- 18 avril : RFI România étend sa couverture en Roumanie en diffusant sur les agglomérations de Sibiu et Timișoara, soit 500 000 auditeurs potentiels supplémentaires[19].
- 28 avril : sur l'île de Corse, désormais, les auditeurs peuvent écouter Europe 1 à Aiti, Bocognano, Canavaggia et Vivario[20].
- 28 avril : RMC diffuse dorénavant dans deux nouvelles villes de Corse : Bocognano et Aiti, suivant ainsi l'axe Bastia-Corte-Ajaccio[21].

Mai 2016
- 4 mai : une partie des médias du groupe Lagardère vont rejoindre prochainement l'ancien immeuble de Canal+ dans le XVe arrondissement de Paris[22].
- du 7 au 9 mai : Radio France inaugure son nouvel orgue avec une programmation de concerts pour tous les publics[23].
- 10 mai : Patrick Bruel inaugure un studio qui porte son nom dans les locaux de RFM à Paris[24].
- 18 mai : après appel à candidatures, le CSA attribue six[Combien ?] anciennes fréquences de la Radio de la mer à OUI FM[25].
- 20 mai : Inauguration d'un club RFI dans le camp de réfugiés burundais de Lucenda, en République démocratique du Congo[26].
- 27 mai : Mouv' organise une rencontre à la Maison de la Radio, autour de textes de Rap, avec des artistes, des universitaires et des étudiants[27].
- 31 mai : le déménagement complet de Sud Radio, station emblématique du Sud de la France, vers ses nouveaux locaux parisiens, est annoncé en comité d'entreprise[28].

Juin 2016
- 8 juin : RMC est nouvellement diffusée, sur la bande FM, à Vernon, en Normandie[29].
- 19 juin : 8 000 disques vinyles, en double ou triple exemplaires, issus de la collection de Radio France, ont été vendus à la Maison de la Radio[30].

Juillet 2016
- du 4 juillet au 28 août : Philippe Geluck pose sa griffe sur la campagne d'été de France Musique[31].
- 13 juillet : la synergie entre les rédactions d'Europe 1 et du JDD, deux médias de Lagardère Active, est actée[32].

Septembre 2016
- 14 septembre : par une décision du Conseil d'État, en France, les grands groupes de radios vont désormais pouvoir racheter des stations supplémentaires[33].
- 17 et 18 septembre : à l'occasion des Journées européennes du patrimoine, Radio France ouvre ses portes pour des concerts et de nombreuses autres manifestations[34].

Octobre 2016
- 17 octobre : selon L'Expansion, l'État français va accorder 55 millions d'euros sur deux ans à Radio France, en achetant des actions du groupe public de radios[35].

Novembre 2016
- nuit du 8 au 9 novembre : Radio France est mobilisée pour faire vivre les élections américaines à la Maison de la Radio[36].
- du 14 au 18 novembre : Radio France donne un coup de projecteur sur l'accessibilité de la radio, grâce au numérique, aux personnes sourdes et malentendantes[37].
- 23 novembre : le SNRL a effectué une dotation initiale de 15 000 euros à la constitution du fonds créé pour soutenir les radios de proximité[38].
- 30 novembre : la Maison de la Radio, en France, a reçu la labellisation patrimoine du XXe siècle de la part du Ministère de la culture, parmi dix édifices franciliens[39].

Décembre 2016
- du 2 au 11 décembre : le réseau France Bleu s'appuie sur ses 44 antennes pour réaliser une opération de solidarités sur toute la France, en commençant par le Téléthon[40].
- 3 décembre : les radios en France se mobilisent pour la Journée internationale des personnes handicapées, comme demandé par le CSA le 20 septembre 2016[41].
- 7 décembre : les candidatures des radios Ado FM, Latina et Vibration, du groupe 1981, sont acceptées par le CSA pour l'autorisation de diffusion en mode numérique[42].
- 13 décembre : le Groupe M6 lance l'acquisition de RTL, RTL2 et Fun Radio pour 216 millions d'euros[43].
- 16 décembre : France Musique lance sept nouvelles webradios dont La Jazz, Concerts Radio France, Musiques du monde, La Contemporaine et Classique Kids[44].
- 16, 22 et 23 décembre : pour les fêtes de fin d'année, les quatre formations musicales de Radio France organisent trois concerts à la Maison de la radio[45].
- 23 décembre : Radio FG s'installe désormais les lundis et mardis soir dans deux établissements parisiens de dimension internationale : le Buddha Bar et le Matignon Paris[46].
- 31 décembre : la technologie des ondes longues s'arrête pour la couverture des zones où France Inter diffuse ses programmes[47].

## Considérations techniques et progrès en 2016
- 4 janvier : les trois fréquences sur Strasbourg accordées à OUI FM, Skyrock et Mouv', brouillaient l'Allemagne depuis 2012, une solution technique a été trouvée[48].
- 21 janvier : Olivier Schrameck, président du CSA annonce le déploiemet de la RNT sur le territoire métropolitain français pour l'année 2016[49].
- 22 février : Crooner Radio propose un flux d'images avec un programme musical permettant à l'auditeur d'accéder par exemple aux pochettes des titres joués[50].
- 15 mars : le système MultiCAM permet, par intelligence artificielle, de réaliser des podcasts vidéo, en pilotant des caméras à partir d'un écran tactile et d'un joystick[51].
- 9 décembre : en France, le CSA a sélectionné 96 radios sur les zones de Lille, Lyon et Strasbourg, après les agglomérations de Paris, Marseille et Nice, déjà couvertes[52].

## Manifestations liées à la radio en 2016
Partout, en Europe, des radios participent à plusieurs séminaires, salons ou conférences dédiés à la radiodiffusion. En outre, sont organisés, tout au long de l'année, des remises de prix, des concerts ou toutes sortes de manifestations, pour lesquels des stations de radio sont partenaires. Bien souvent, ces radios sont de véritables organisatrices ou co-organisatrices.
Cela étant, devant le nombre toujours croissant d'événements musicaux proposés par les stations de radio, à l'instar de Virgin Radio, il est décidé qu'à partir de la rentrée 2016, ces manifestations ne seraient plus répertoriées dans cette chronologie.

### Conférences, salons et séminaires

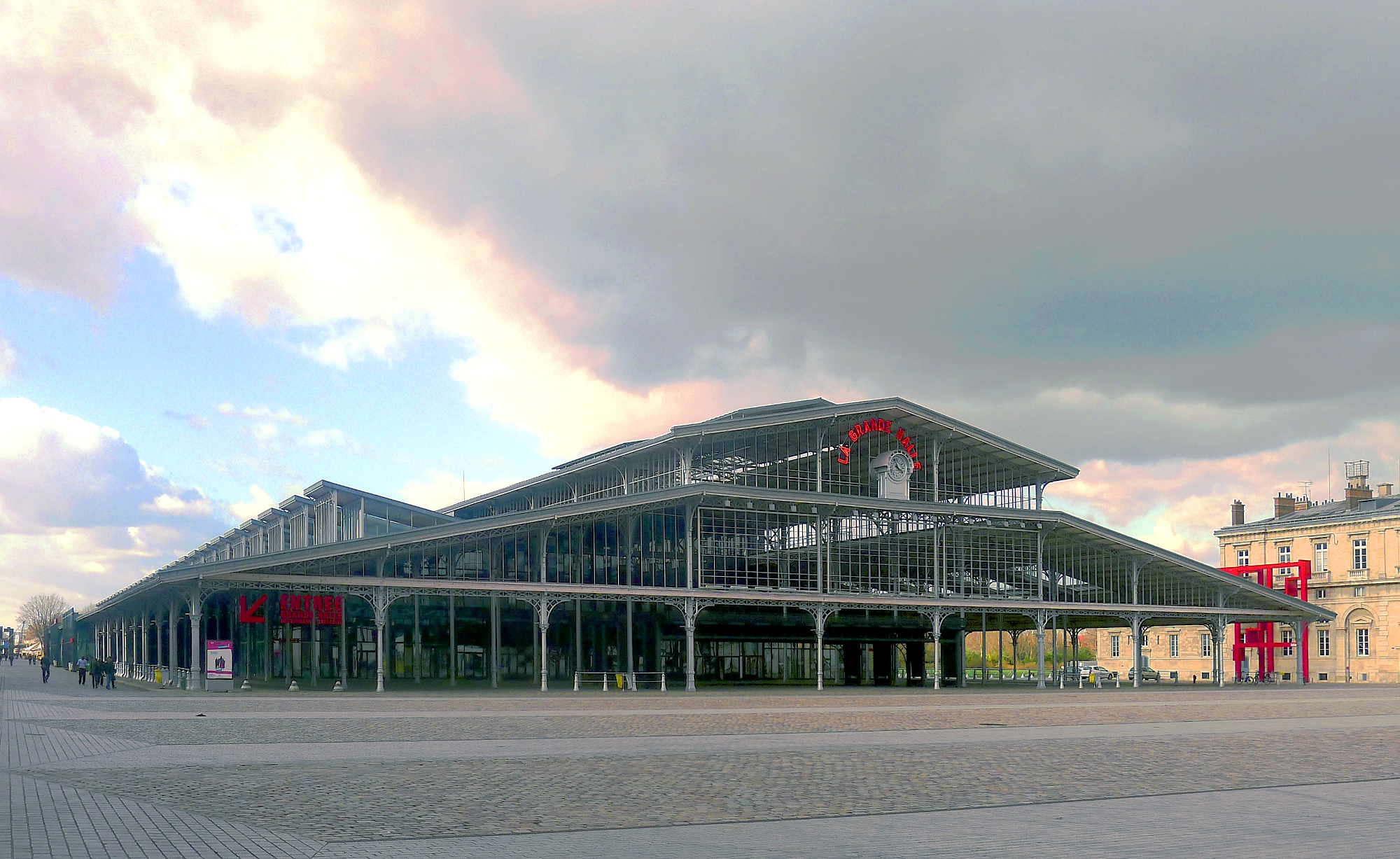
Grande Halle de la Villette à Paris.
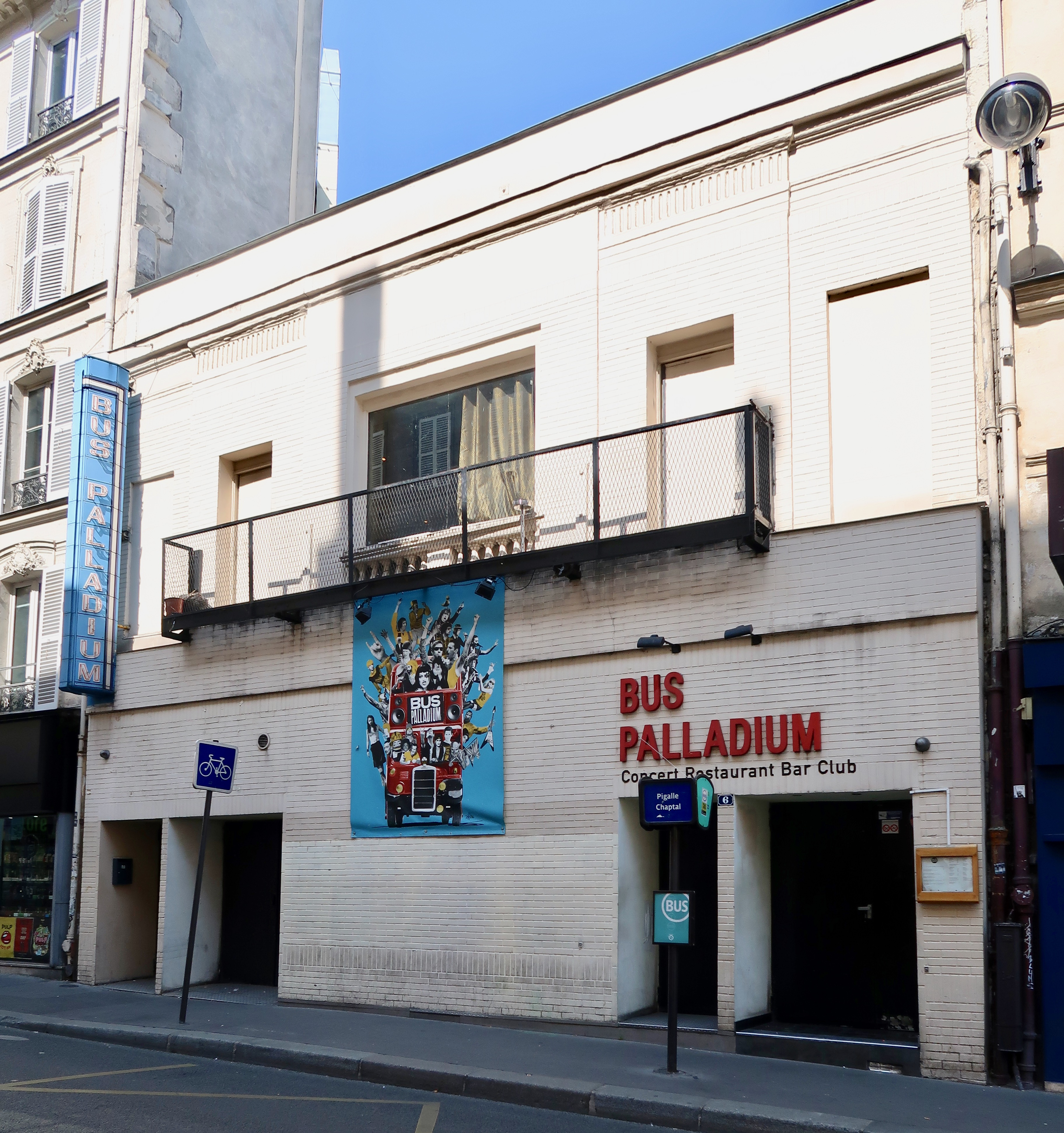
Bus Palladium à Paris.
Centre international des congrès de Tours.
Palais des Congrès de Paris.

#### Janvier 2016
- du 18 janvier au 7 février : la 13e édition de la semaine du son se déroule partout en France, manifestation organisée dans onze pays sur trois continents[54].
- du 31 janvier au 2 février : le Salon de la radio se déroule à la grande halle de la Villette[55].

#### Février 2016
- du 4 au 7 février : à Brest, la 13e édition du Festival de la radio et de l'écoute propose des rencontres avec des femmes et des hommes de radio[56].
- 18 février : LCP diffuse un documentaire qui retrace l'histoire de la radio d'après-guerre, lequel est suivi d'un débat avec Pierre Bellanger et Fabienne Sintes[57].
- 27 et 28 février et 6 mars : l'Atelier radio France Info s'installe au Salon de l'agriculture pour montrer comment devenir journaliste et faire découvrir la partie technique[58].

#### Mars 2016
- du 9 au 12 mars : les Assises Internationales du Journalisme et de l'Information se tiennent au Centre international de congrès de Tours[59].

#### Avril 2016
- 9 avril : un séminaire de recherche du Groupe de recherches et d'études sur la radio se tient à Paris et a pour thème Radio, mobilisations et crises politiques[60].

#### Juin 2016
- 4 et 5 juin : deux journées sont consacrées à la création et aux idées au Centre Pompidou, du fait du partenariat organisationnel avec France Culture[61].

#### Juillet 2016
- du 16 au 18 novembre : Biarritz accueille le 12e congrès national des radios libres avec notamment la présence du SNRL[62].
- 18 et 19 novembre : le Groupe de recherches et d'études sur la radio organise deux rencontres à Paris, dont l'objet est la présentation d'un manuel et un séminaire[63].

### Concerts, fêtes et jeux de plein air

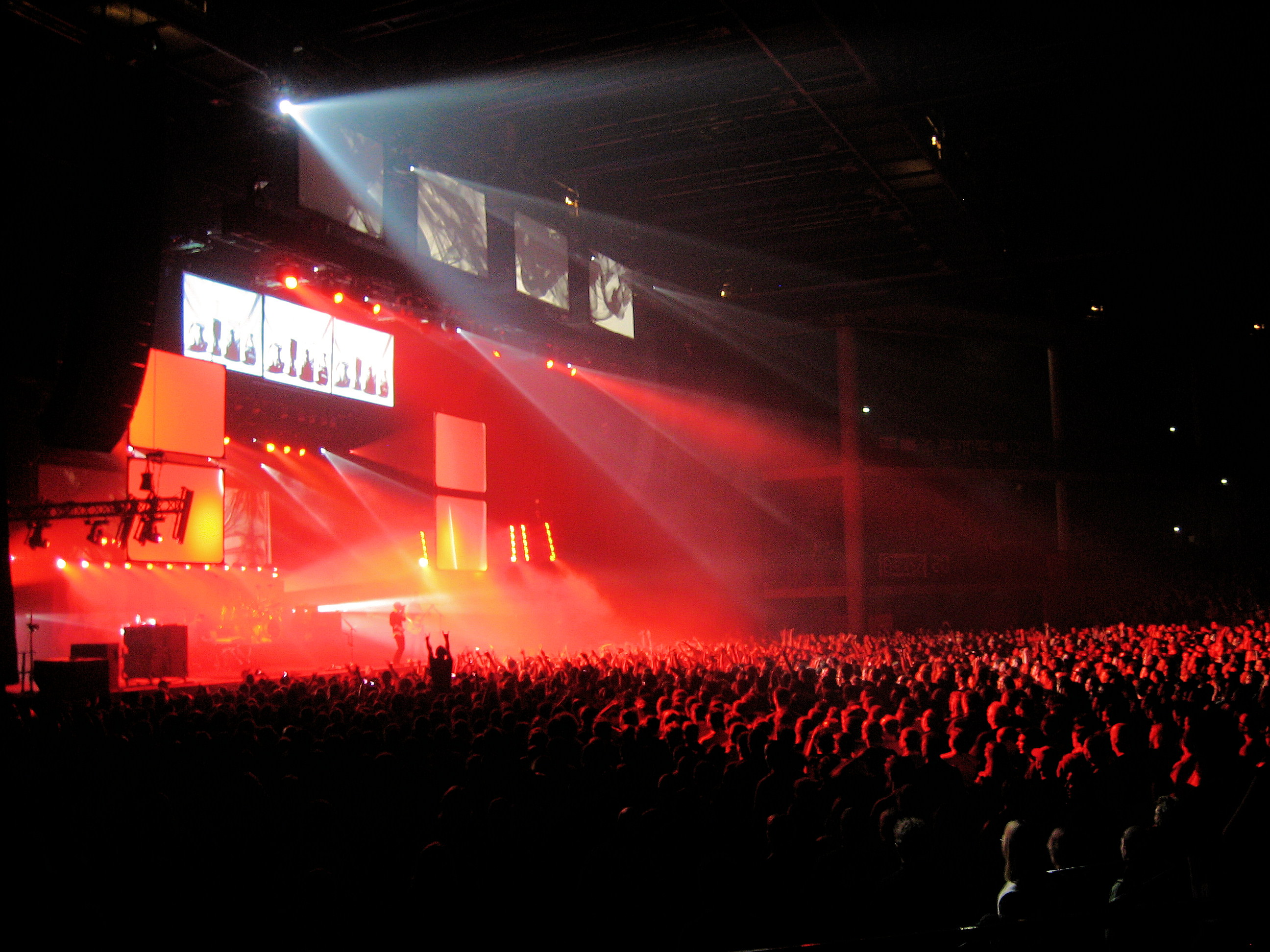
Le Zénith de Nantes-Métropole.
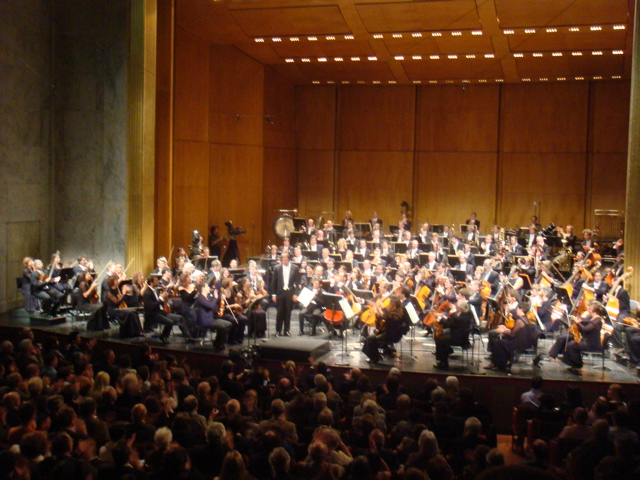
L'Orchestre national de France en 2009.
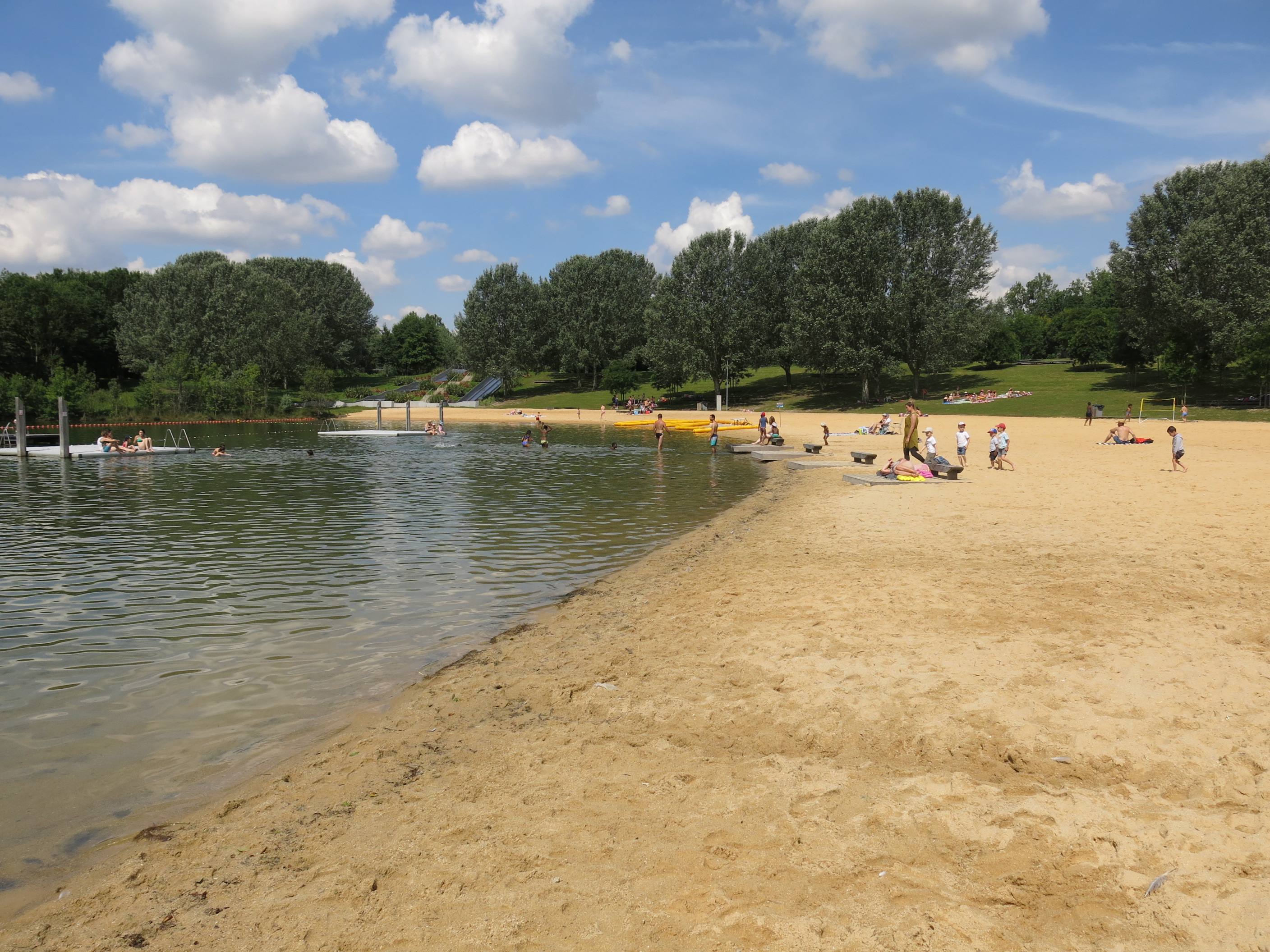
La plage de la Base de Torcy.
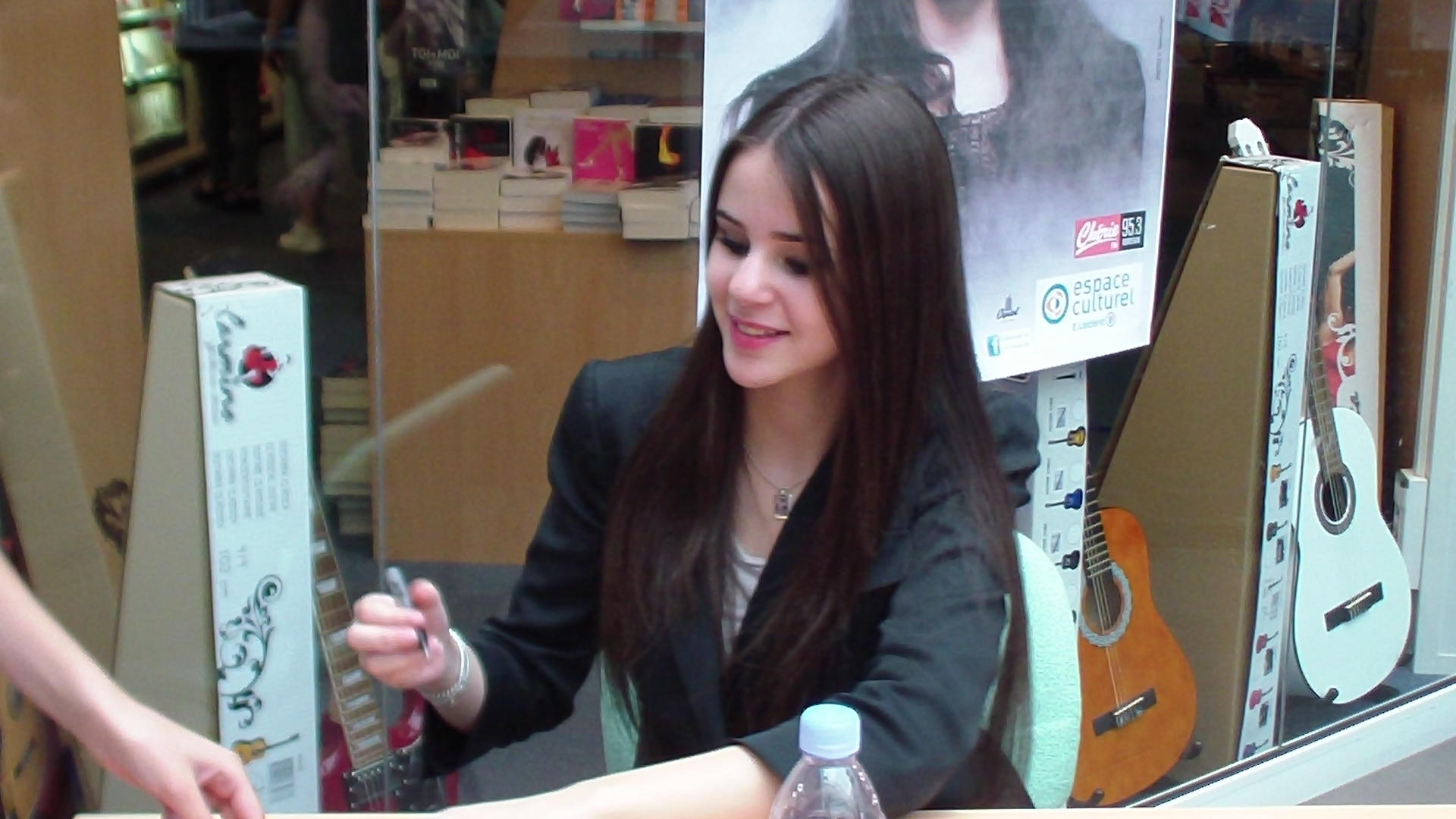
Marina Kaye en 2015.
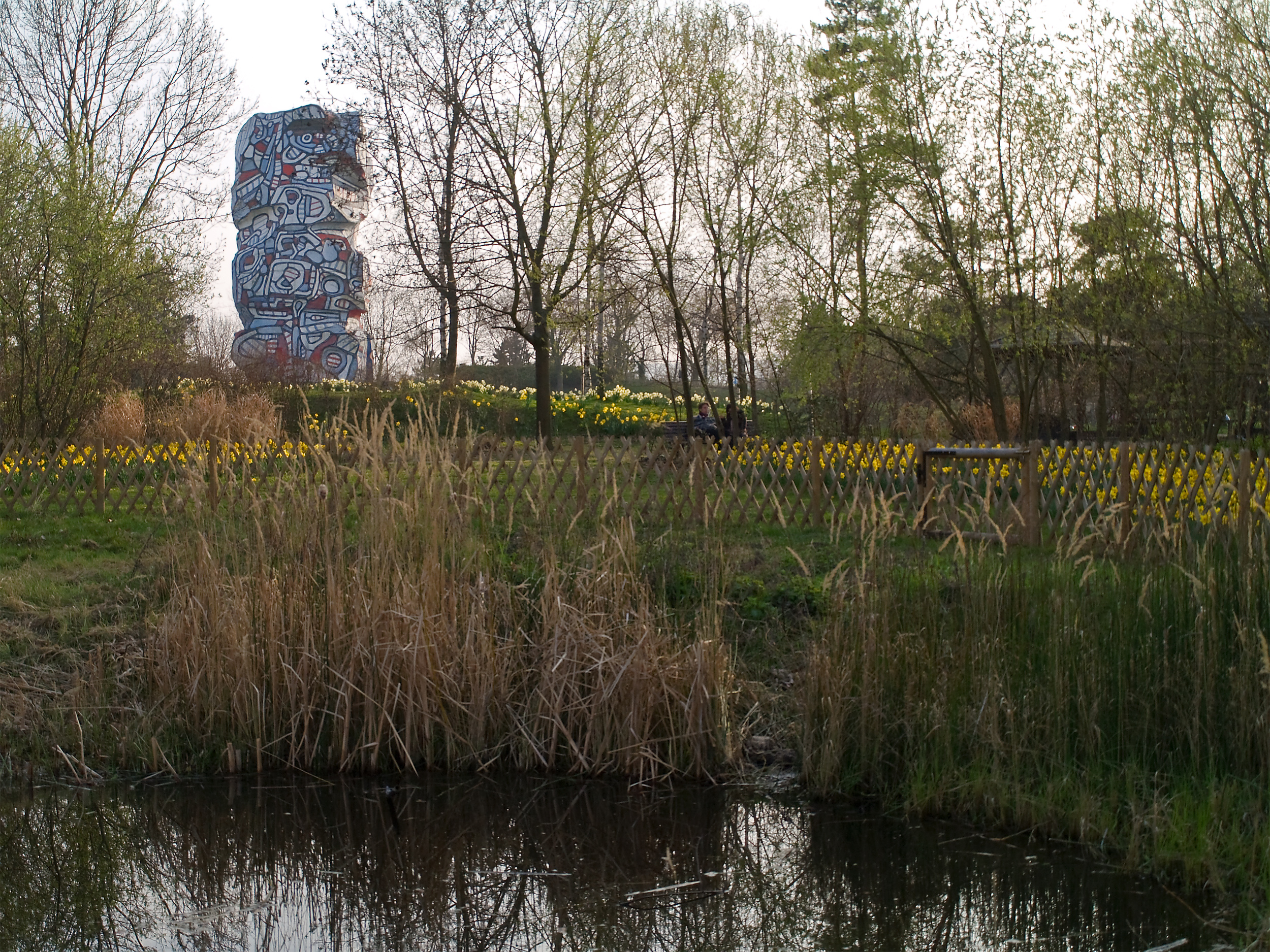
Le Parc de l'Île St-Germain à Issy-les-Moulineaux.
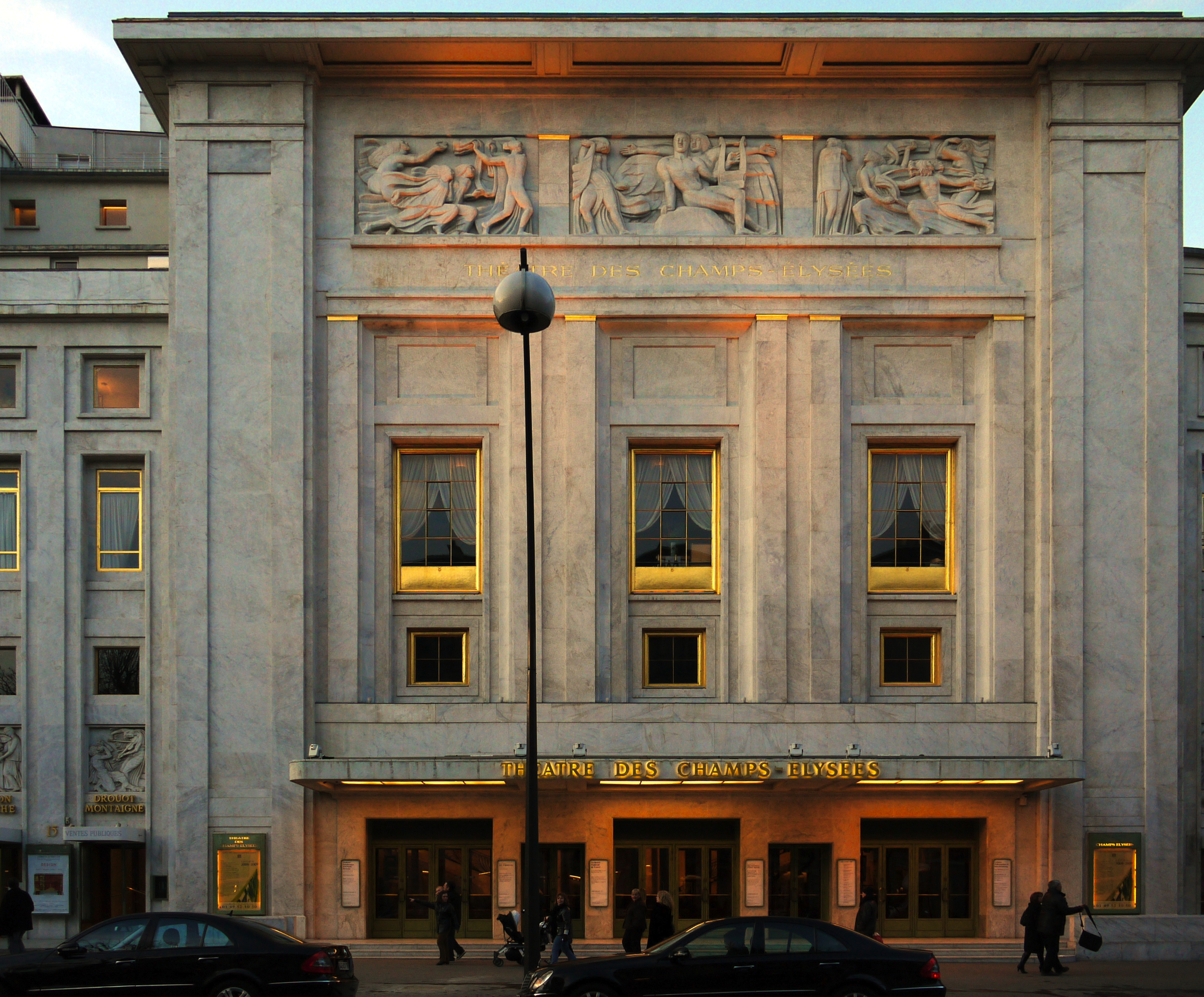
Le Théâtre des Champs-Élysées à Paris.
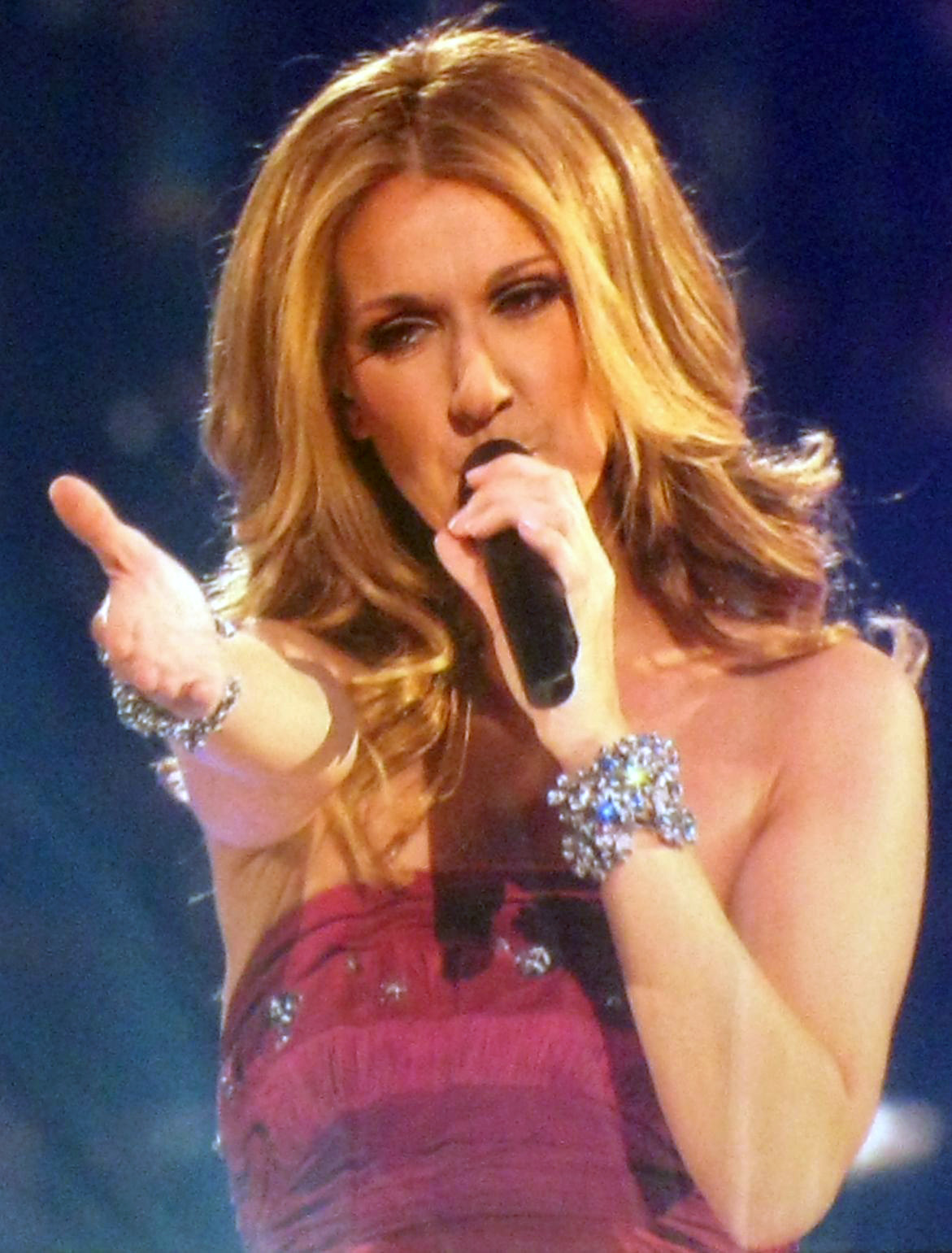
Céline Dion en 2008.
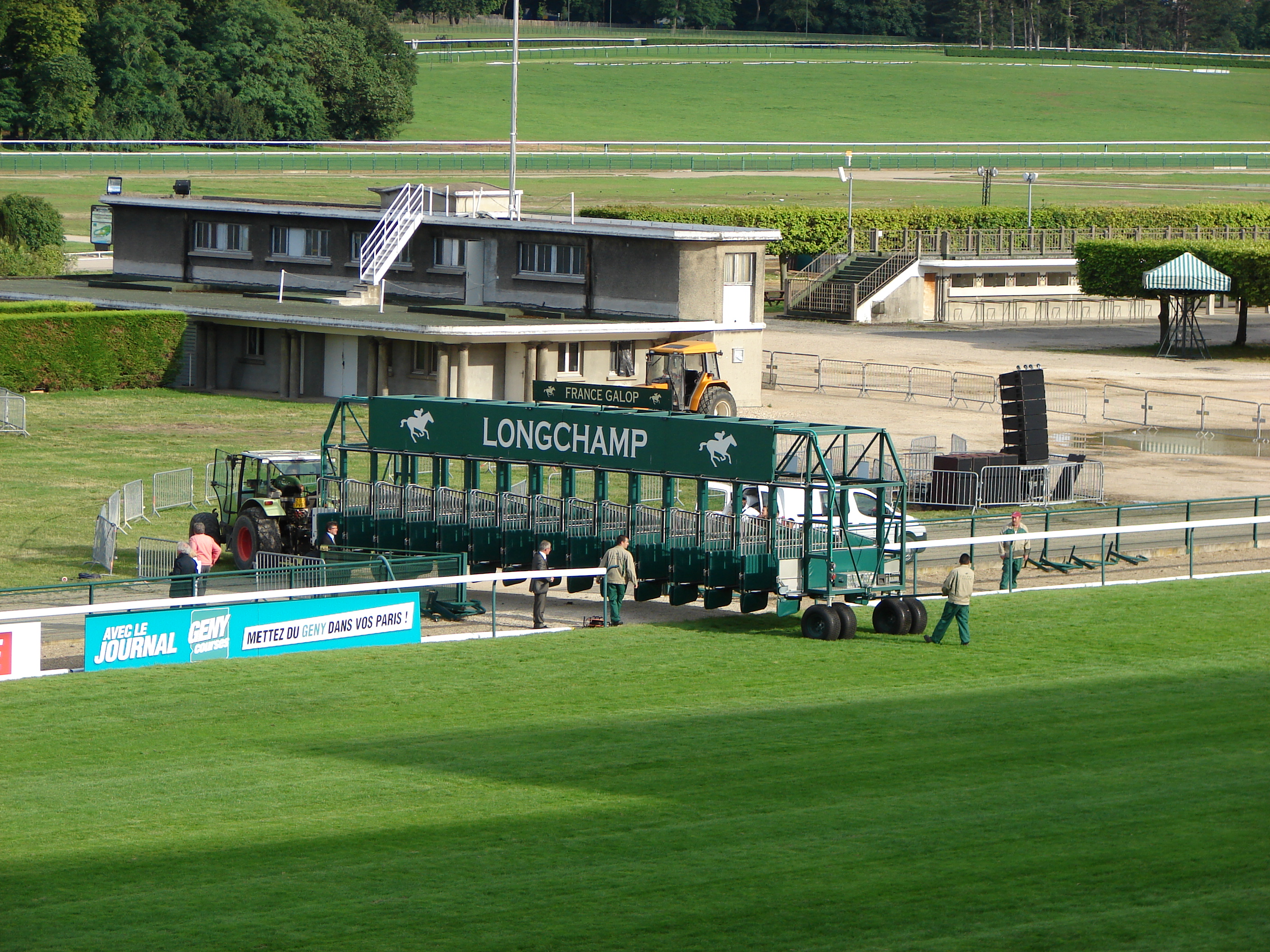
L'hippodrome de Longchamp.
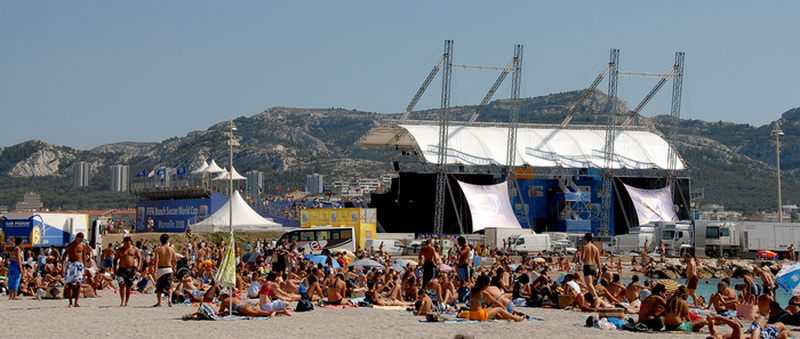
La Plage du Prado à Marseille.
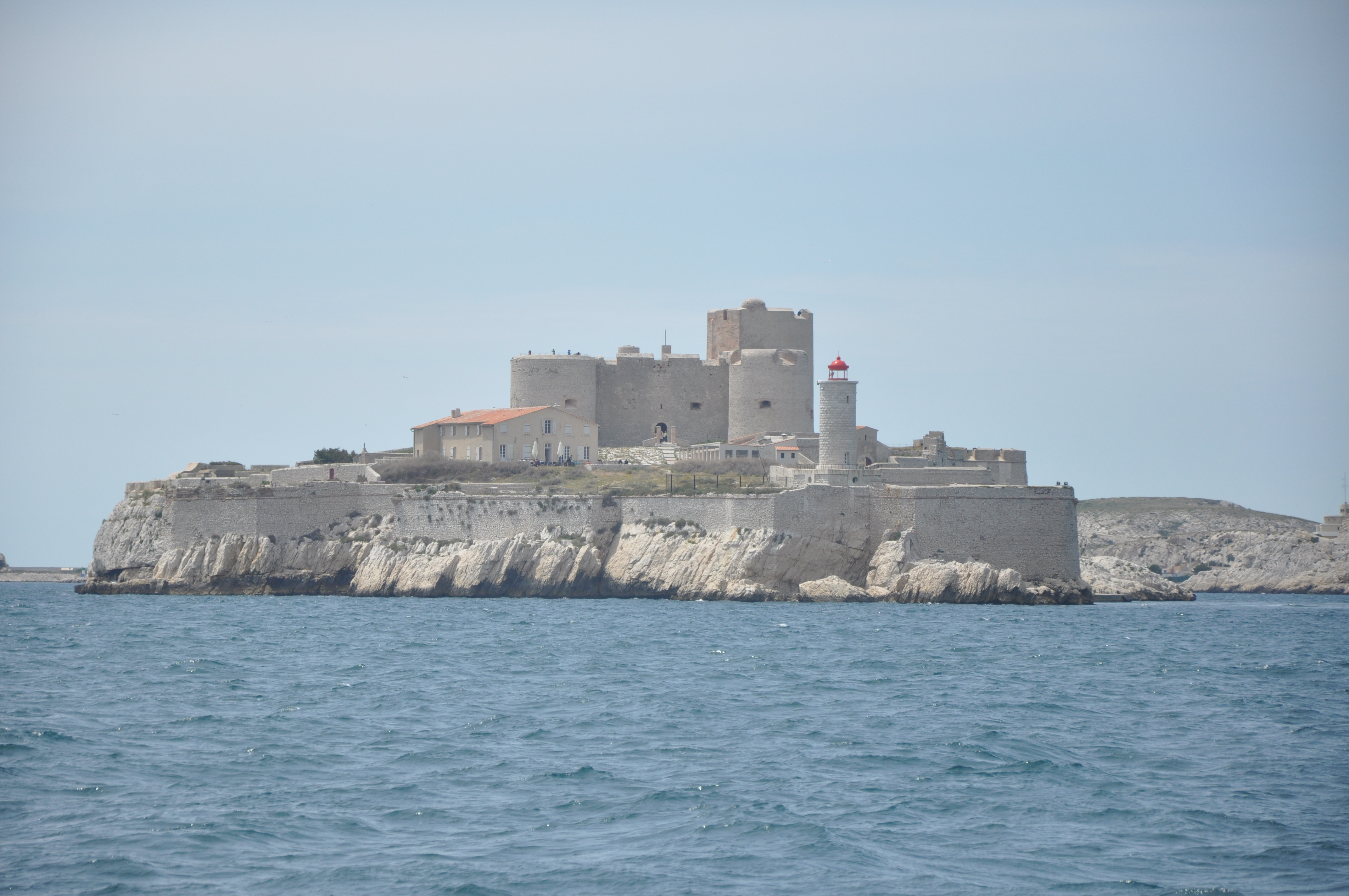
Le Château d'If à Marseille.
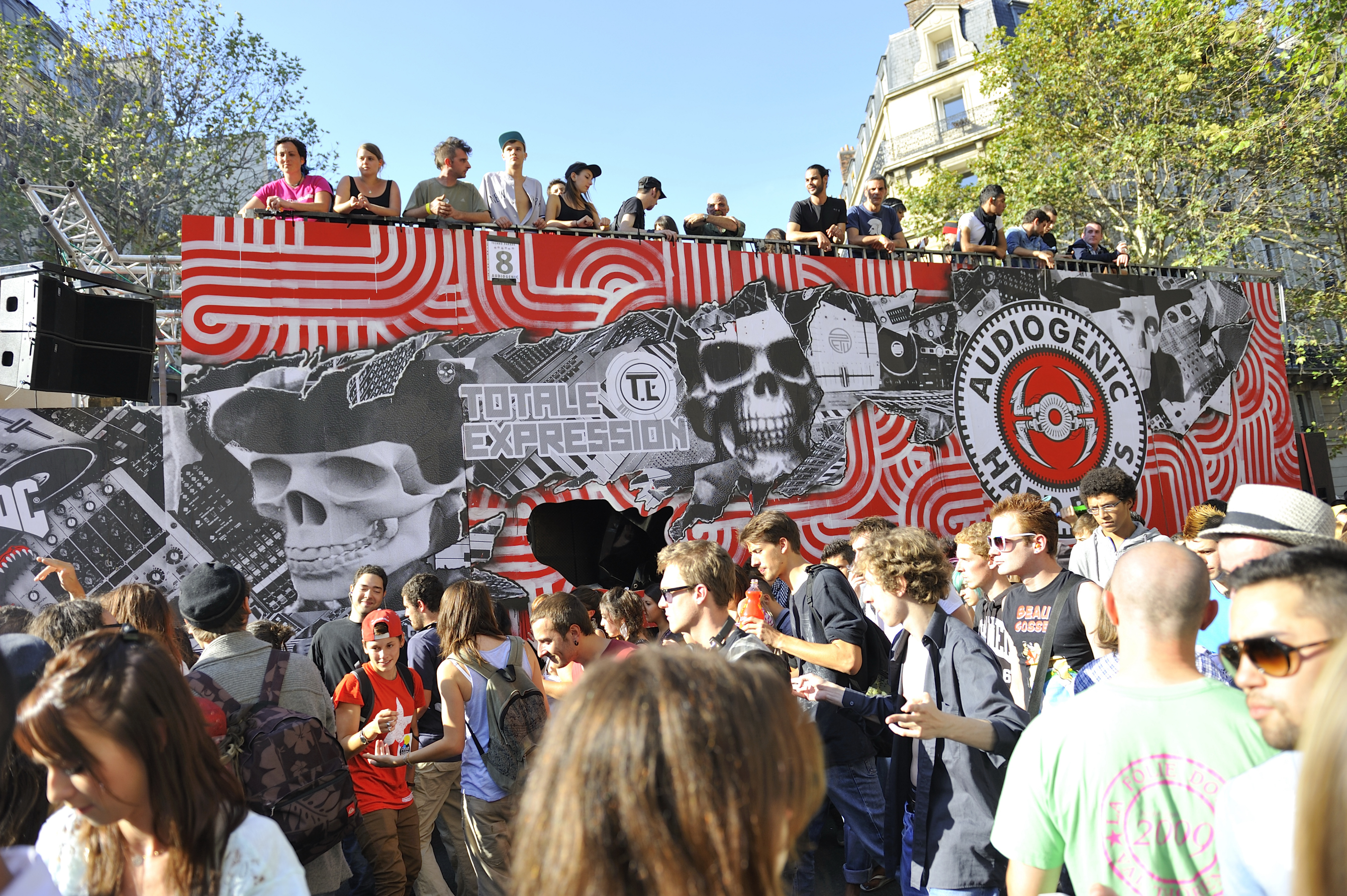
La Techno Parade en 2012.
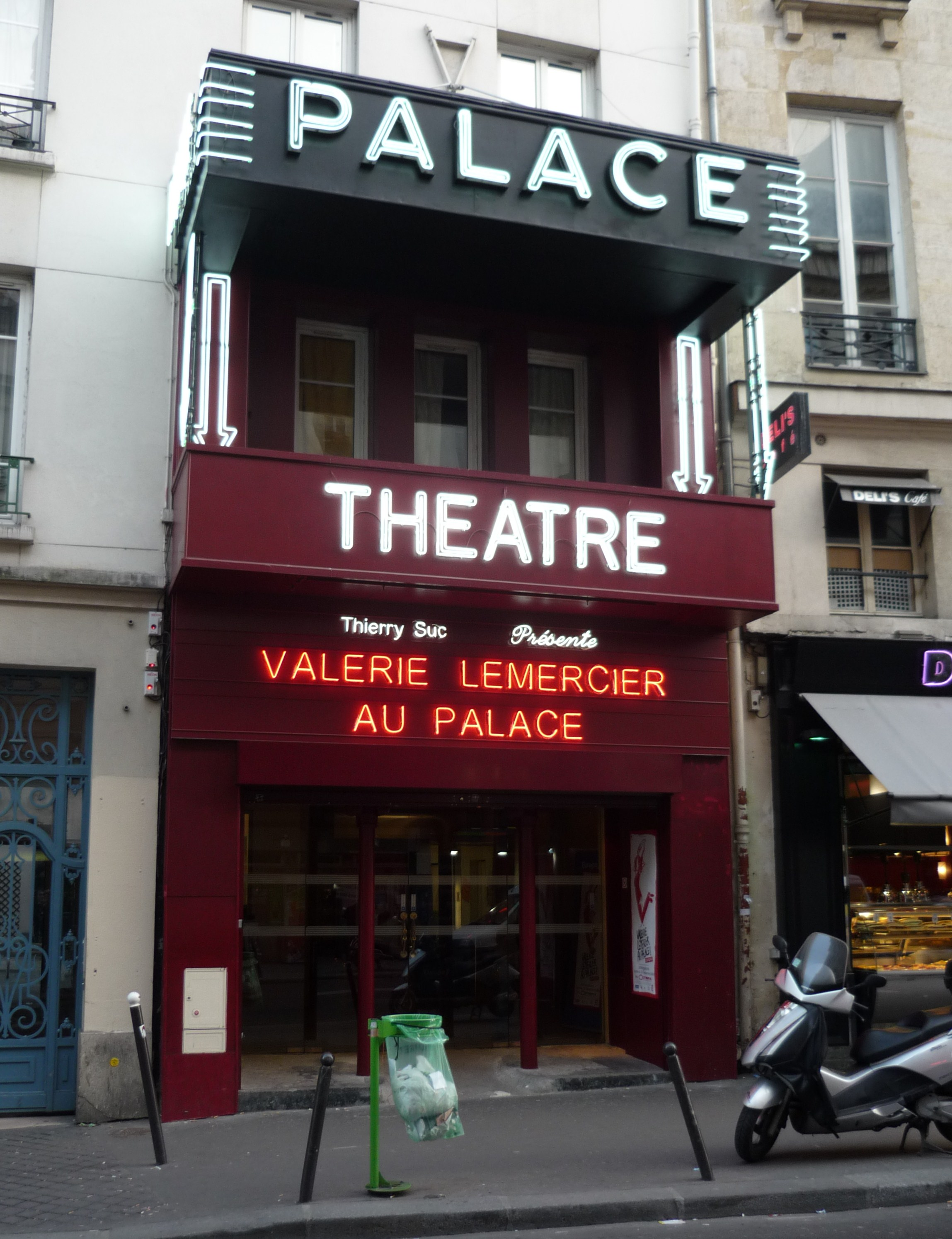
Le Palace à Paris.
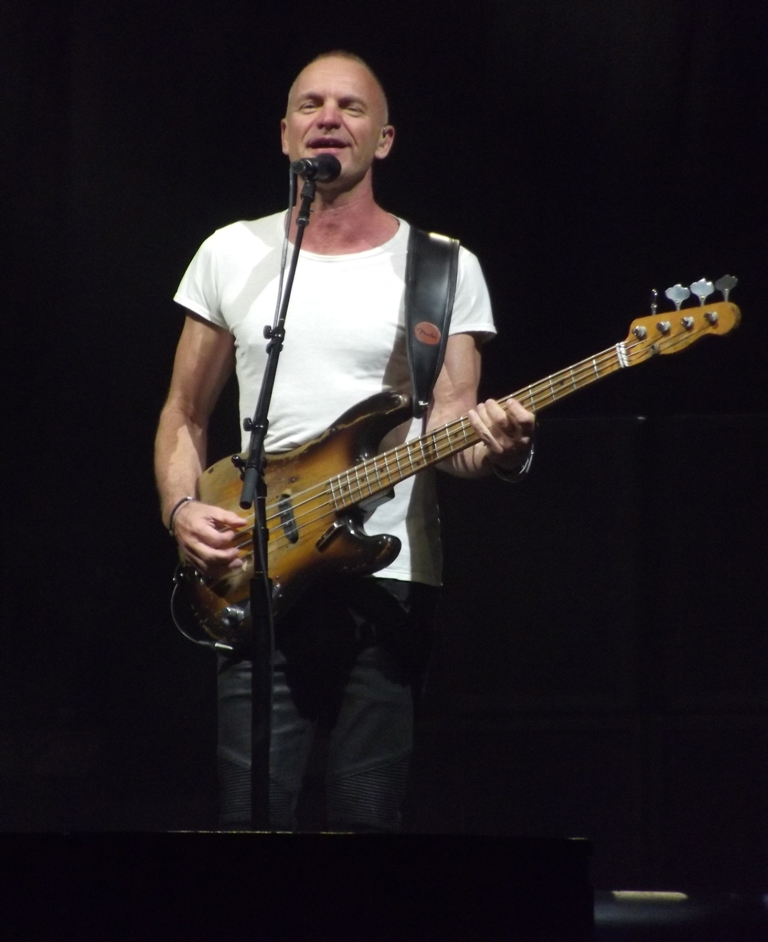
Sting en 2013.
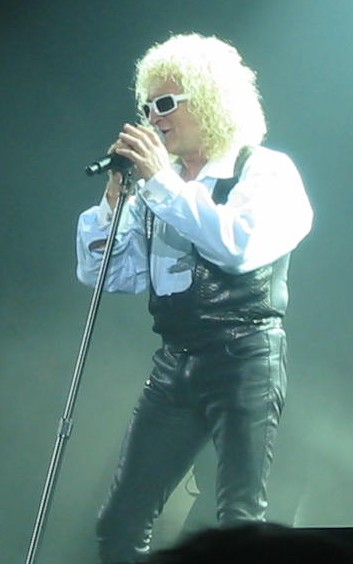
Michel Polnareff en 2007.
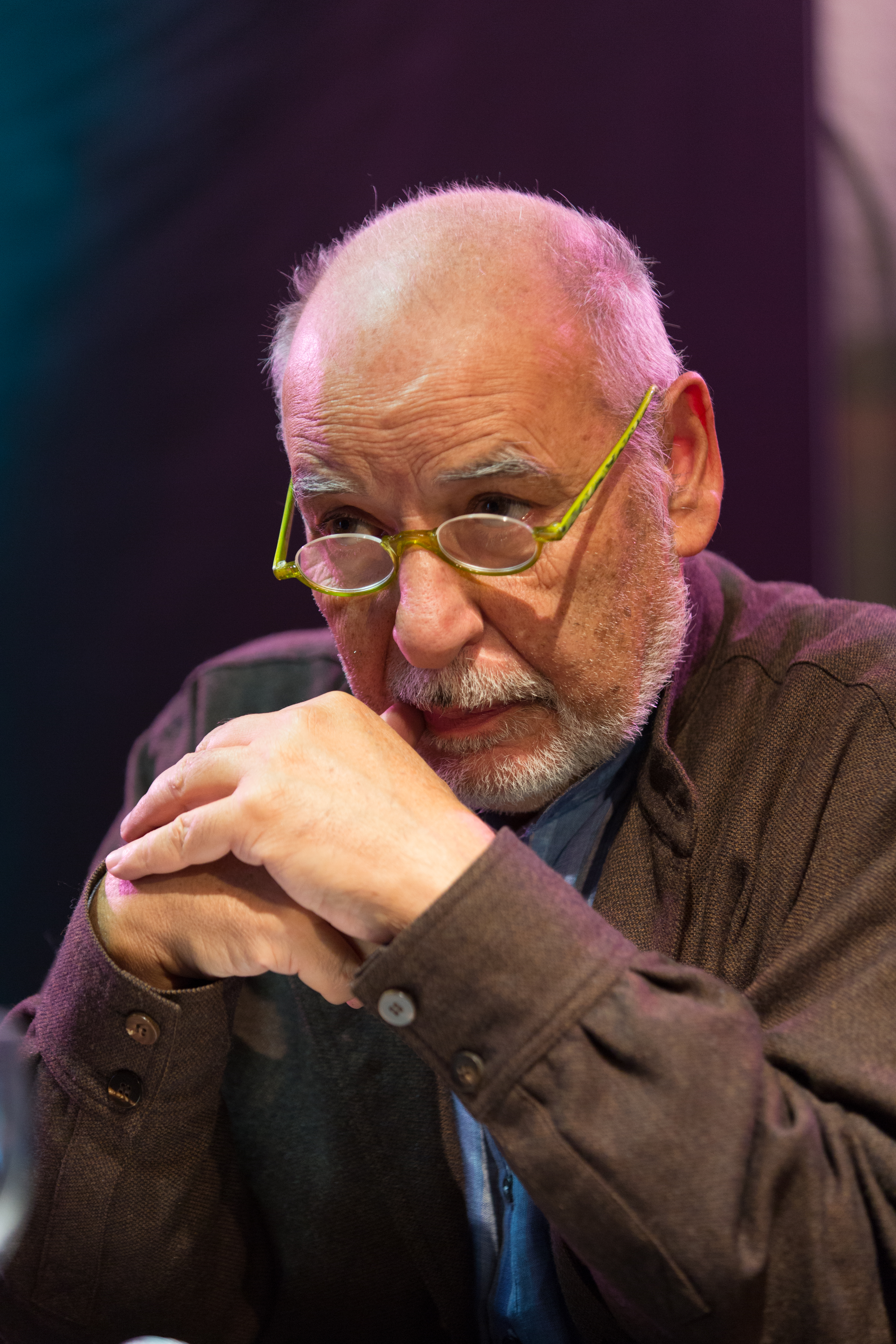
Tahar Ben Jelloun en 2013.
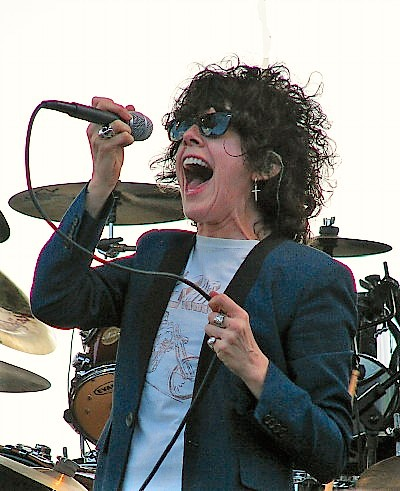
LP en 2014.

#### Janvier 2016
- 13 janvier : Europe 1 organise un concert Podium sur la scène du Zénith de Nantes Métropole, présenté par l'animatrice Julia Martin[64].
- du 24 au 31 janvier : la formation musicale de Radio France se produit pour une tournée de six concerts en Amérique du Nord[65].

#### Février 2016
- 11 février : 3 000 auditeurs sont réunis à l'amphithéâtre du Centre de congrès de Lyon pour le deuxième Podium Europe 1 de la saison[66].
- 25 février : Virgin Radio organise un concert privé avec le duo Fréro Delavega au Bus Palladium de Paris[67].

#### Mars 2016
- 16 mars : MFM Radio propose, pour son MFM Radio Live, devant 300 auditeurs, un concert privé de Patrick Bruel sur un bateau-mouche[68].
- 31 mars : RFM organise, à Lille, sur la scène du Splendid, un concert gratuit réservé aux auditeurs de la station[69].

#### Avril 2016
- 4 avril : MFM Radio propose un nouveau concert Live, dans un hôtel particulier de Paris, pour les auditeurs qui ont gagné leur place la journée même[70].
- 8 avril : le 18e rendez-vous mensuel de la OÜI Don't Care, showcase gratuit organisé par la station OUI FM, se déroule à Paris, au Riviera, avec Fuzzy Vox[71].
- 12 avril : RFM est la 1re radio à proposer un concert acoustique à ses auditeurs en direct de sa page Facebook[72].

#### Mai 2016
- 1er mai : sur NRJ, la matinale Manu dans le 6/9 lance l'opération Le Fugitif NRJ, au cours de laquelle un homme se cache en France, des indices permettant de le retrouver[73].
- 7 et 8 mai : la Maison de la radio, en France, qui s'est dotée d'un nouvel orgue, inaugure l'instrument avec une programmation de concerts diversifiée[74].
- 14 et 15 mai : Radio FG est le partenaire officiel de la quatrième édition, depuis la plage de la base de Torcy, du festival electro intitulé Marvellous Island Festival[75].
- 31 mai : RTL2 organise un Concert très très privé avec Marina Kaye et Fréro Delavega, à Amiens[76].

#### Juin 2016
- 3 juin : Fun Radio propose le concert Fun Radio Live, au Chaudron du Portel, présenté par Marion et Ann-So[77].
- 4 juin : RFM propose un concert en plein air, gratuit et ouvert à tous, au Parc départemental de l'Île Saint-Germain à Issy-les-Moulineaux[78].
- du 8 juin au 10 juillet : RMC est partenaire de Paris pour l'Euro 2016 et est associée aux animations du Champ de Mars et des Berges de Seine[79].
- 10 juin et 10 juillet : le Chœur et la Maîtrise de Radio France, sous la direction de Sofi Jeannin, jouent les hymnes des matchs d'ouverture et de finale de l'Euro 2016[80].
- 18 juin : Radio Classique produit Offenbach en fête au Théâtre des Champs-Élysées, spectacle placé sous le signe de l'allégresse et de la virtuosité[81].
- 21 juin : pour la 35e édition de la Fête de la musique, Radio France propose gratuitement trois concerts à l'Auditorium et au Studio 104[82].
- 24 juin : pour clore la saison de Virgin Tonic, Camille Combal organise une grande Pool Party en direct d'une villa d'Aix-en-Provence avec 300 auditeurs[83].
- 24 et 25 juin : Céline Dion offre à ses fans un grand show à l'AccorHotels Arena de Paris, en partenariat avec France Bleu[84].
- du 24 au 26 juin : Radio FG est partenaire du 18e festival Solidays, qui se déroule à Paris, à l'hippodrome de Longchamp[85].
- 28 juin : plus de 30 000 personnes étaient présentes sur les Plages du Prado, à Marseille, pour le concert organisé par France Bleu[86].

#### Juillet 2016
- 2 juillet : à la Maison de la Radio, Mouv' et l'Orchestre philharmonique de Radio France présentent un concert mêlant hip-hop et musique symphonique[87].
- 8 juillet : NRJ organise, pour la 3e année consécutive, au Parc du Vissoir, à Trélazé, un grand concert ayant rassemblé l'an passé 40 000 spectateurs[88].
- à partir du 11 juillet : le Festival de Radio France et Montpellier Languedoc-Roussillon, avec près de 200 manifestations, fait rayonner tous les styles de musique[89].
- 14 juillet : l'Orchestre national de France, le Chœur et la Maîtrise de Radio France propose une manifestation originale sur le Champ de Mars, à Paris[90].
- 14 juillet : avant le feu d'artifice, NRJ offre aux Toulousains le plus grand concert gratuit de l'année intitulé le NRJ Music Tour, présenté par Guillaume Pley[91].
- 15 juillet : les passionnés de radio ont rendez-vous de nuit au Château d'If, à Marseille, pour une immersion sonore inédite[92].
- du 28 juillet au 15 août : NRJ part à la rencontre des vacanciers sur une dizaine de plages dans toute la France, avec la tournée NRJ Summer Tour[93].

#### Septembre 2016
- 24 septembre : NRJ et Radio FG sont partenaires de la 18e édition de la Techno Parade, qui se déroule à Paris[94],[95].
- 29 septembre : RFM retransmet, sur sa page Facebook, les 25 premières minutes de l'opéra rock Le Rouge et le Noir, joué au Palace, à Paris[96].

#### Octobre 2016
- 11 octobre : Sting est dans les studios de RFM pour faire découvrir à une cinquantaine d'auditeurs privilégiés son nouvel album[97].
- 18 octobre : la Maîtrise de Radio France fête ses 70 ans à l'auditorium de la Maison de la Radio, soirée qui verra se succéder quatre chefs au pupitre[98].

#### Novembre 2016
- 3 novembre : Michel Polnareff est le parrain de la 21e édition des Talents France Bleu en direct des Folies Bergère à Paris[99],[100].
- 26 et 27 novembre : 5e édition de Radio France fête le livre à la Maison de la Radio, avec Tahar Ben Jelloun comme invité d'honneur parmi 200 auteurs présents[101].

#### Décembre 2016
- 5 décembre : après le succès de l'édition précédente en mai dernier, la rubrique Le Fugitif NRJ est de retour dans l'émission Manu dans le 6/9[102].
- 14 décembre : Le Fugitif NRJ est démasqué et retrouvé à Marseille, par une auditrice qui empôche donc les 50 000 euros[103].
- 15 décembre : une auditrice de RFM habitant Boulogne accueille la chanteuse LP pour un concert dans son salon[104].

### Livres, disques, films et jeux de société

#### Janvier 2016
- 6 janvier : Radio FG a signé un partenariat avec le film Desert Dancer à l'affiche, annonçant vouloir soutenir dorénavant des œuvres artistiques qui le méritent[105].

#### Avril 2016
- 7 avril : Radio FG annonce la 4e édition de sa compilation FG Deep House, musiques électroniques constituant l'essentiel de la programmation de la station[106].
- 20 avril : la sortie au cinéma du film Parfum de Printemps, première comédie sur le thème de la Révolution tunisienne, est soutenue par Radio FG[107].
- 22 avril : dans le livre Les meilleurs zeugmas du Masque et la Plume, Jérôme Garcin rassemble ceux d'écrivains, de chanteurs, de réalisateurs et de journalistes[108].
- 28 avril : France Bleu soutient Christophe Maé en accompagnant la sortie de son nouvel album L'attrape-Rêves ainsi que sa tournée à travers la France[109].

#### Mai 2016
- 11 mai : parution du livre Souriez, vous êtes français, reprenant la série de l'été 2015 La France au milieu du gué, sur France Inter, présentée par Bernard Maris[110].
- 12 mai : sortie du livre Amoureux Foot de Jacques Vendroux à l'occasion de ses 50 ans de carrière à Radio France[111].
- 17 mai : Claude Halmos, collaboratrice de France Info depuis plus de dix ans, publie un recueil de près de 200 de ses chroniques Savoir être diffusées depuis 2011[112].
- 20 mai : RFM assure la sortie d'une compilation en 3 CD regroupant les plus belles chansons françaises et internationales chantées en duos[113].
- 25 mai : Bertrand Dicale, spécialiste de la musique sur France Info, a écrit un Dictionnaire amoureux de la chanson française[114].

#### Juin 2016
- 3 juin : RTL édite un coffret de 4 CD fidèles aux émissions de Georges Lang sur cette même station[115].
- 9 juin : la compilation NRJ Hit List 2016, sortie le 13 mai 2016, est un succès commercial[116].
- 9 juin : sortie de la cinquième compilation de musique pop française et internationale intitulée Le son de France Inter[117].

#### Août 2016
- du 23 au 28 août : RTL devient le nouveau partenaire du Film francophone d'Angoulême[118].

#### Septembre 2016
- 2 septembre : la compilation NRJ Back to School est sortie en prenant de suite la première place des ventes de compilations[119].
- de la mi-septembre au 27 octobre : France Bleu est partenaire du dernier album et de la tournée de Vincent Niclo[120].
- 29 septembre : parution d'un manuel méthodologique, spécifique à l'étude du média radiophonique, intitulé Analyser la radio[121].

#### Octobre 2016
- 7 octobre : la compilation de NRJ intitulée NRJ 300% Hits entre directement à la 1re place des ventes de compilation selon la station[122].
- 10 octobre : parution d'un jeu élaboré par l'historien et journaliste Thomas Snégaroff, pour redécouvrir 30 ans d'actualités sur France Info[123].
- 12 octobre : OUI FM présente les premières compilations entièrement dédiées à ses émissions phares : Bring the noise, Saturday Night By Lespaule et Bleu, Blanc Schnock[124].
- 14 octobre : parution de la compilation Virgin Radio Electro Starter[125].
- 17 octobre : Valérie Geller publie un ouvrage qui démontre qu'il existe sept points clés pour créer une excellente radio[126].
- 18 octobre : sortie de la boîte de jeu Fip le jeu aux éditions First, réalisée par Olivier Carrilo, professeur agrégé d'éducation musicale[127].
- 21 octobre : parution du livre 80's, Génération pop aux Éditions Chronique et signé Stéphane Deschamps, responsable de l'Atelier de Création du Grand Est de Radio France[128].
- 24 octobre : sortie de la boîte de jeu de société reprenant les questions/réponses de l'émission culte de RMC intitulée After Foot[129].

#### Novembre 2016
- 4 novembre : parution de Christmas, un coffret 4 CDs de Georges Lang et RTL, comprenant 77 standards de Noël interprétés par les plus grands artistes anglo-américains[130].
- 8 novembre : dans un livre qui sort, Eva Bester rassemble et raconte mille et un remèdes à la mélancolie glanés au fil de ses entretiens sur France Inter[131].
- 14 novembre : Nicolas Lafitte, de France Musique, a regroupé, dans un ouvrage illustré par Pascal Lemaître, 44 questions d'enfants relatives à la musique[132].
- 18 novembre : Jacques Pradel sort Les Grandes Affaires criminelles dans la collection Pour les nuls aux Éditions First[133].
- 18 novembre : parution du triple album CD regroupant les Talents France Bleu de la scène actuelle[134].
- 21 novembre : parution des actes du colloque Trente ans de radios libres qui s'est déroulé à l'Université Paris-Diderot les 20 et 21 mai 2011[135].
- 23 novembre : sortie d'une boîte de jeu inspirée de l'émission de France Inter intitulée La Tête au carré, qui a 10 ans[136].

#### Décembre 2016
- 1er décembre : Frédéric Lenoir et Leili Anvar évoquent toutes les spiritualités dans le livre Oser l'émerveillement, constitué à partir de leur émission sur France Culture[137].

## Événements radiophoniques en 2016 en France
Des événements radiophoniques voient le jour quand les grilles de programme habituelles laissent la place au direct ou à des émissions exceptionnelles. L'actualité sociétale, musicale, médiatique, culturelle, sportive ou la célébration d'anniversaires peut aussi se fondre au milieu de journées spéciales.
Il est important de préciser qu'à partir de la rentrée de septembre 2016, les invitations de chanteurs (ou de musiciens) intervenant à l'antenne des radios, sous la forme d'une interview, d'une représentation, et même d'une émission originale, ne font plus partie systématiquement des événements constitutifs de cette chronologie, car cette présence est en fait souvent davantage promotionnelle qu'événementielle.

### Société

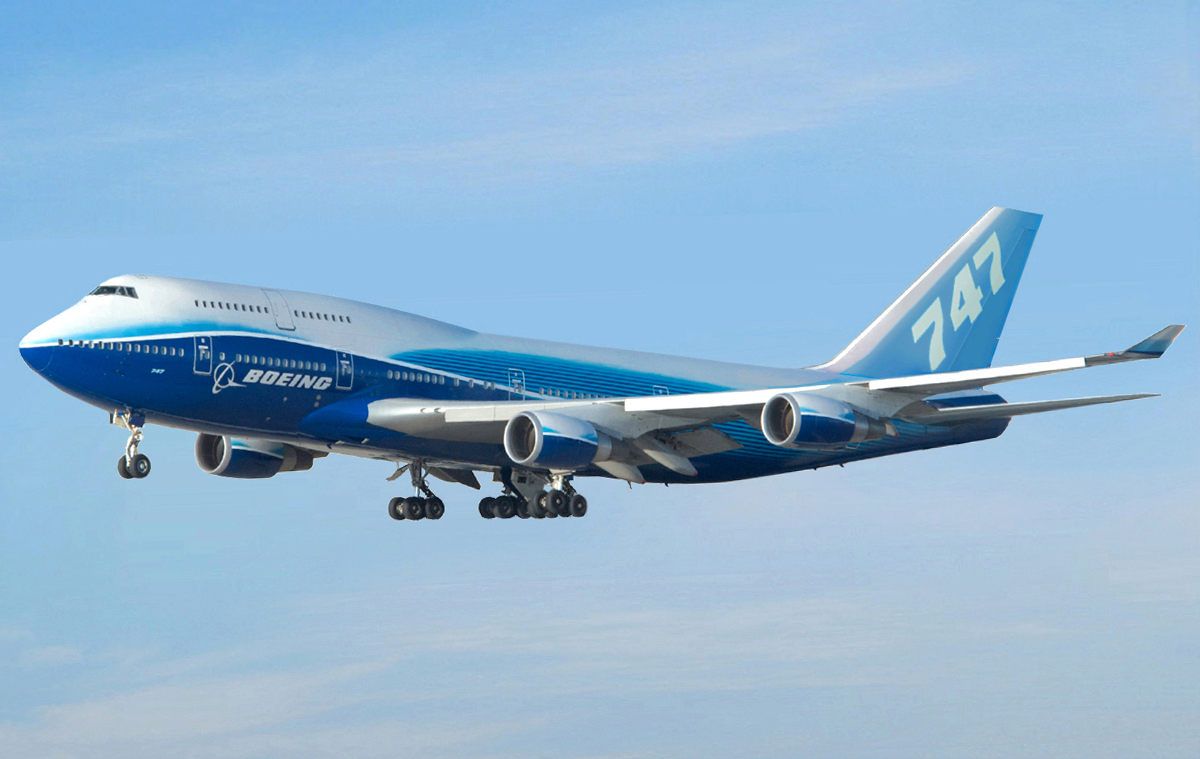
Janvier : fin du Boeing 747.
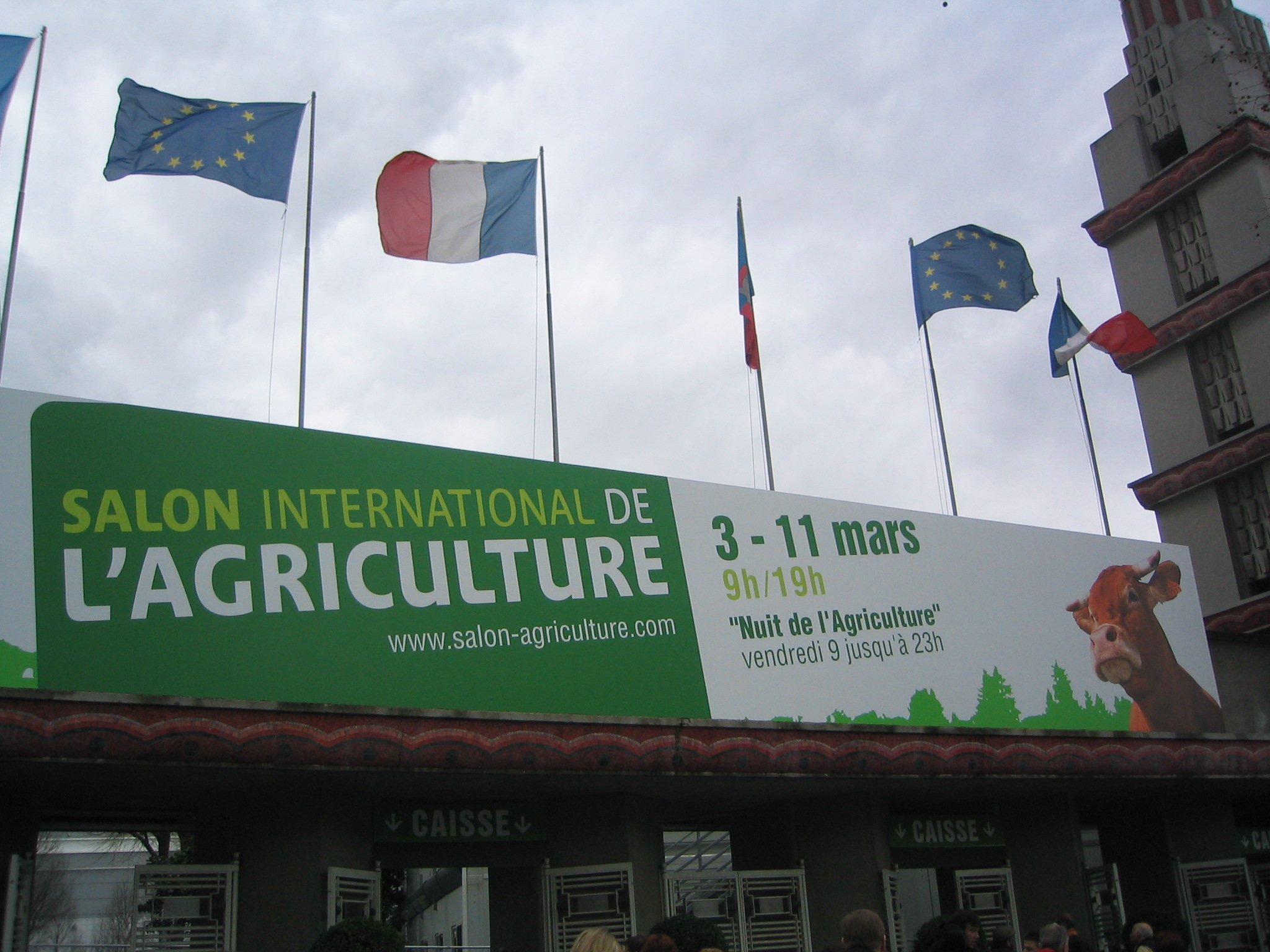
Février/mars : Salon de l'Agriculture.
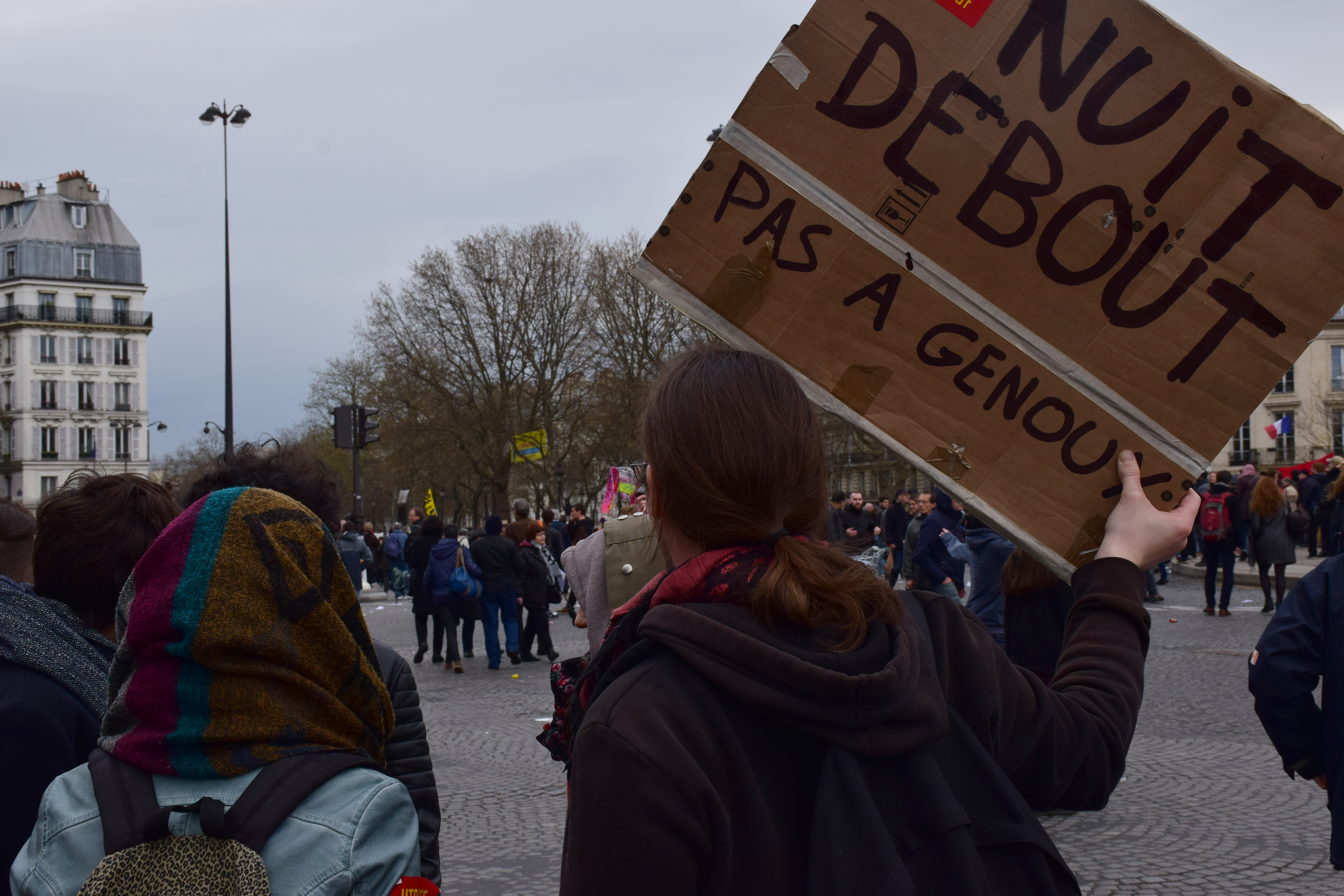
Avril : manifestation Nuit Debout.
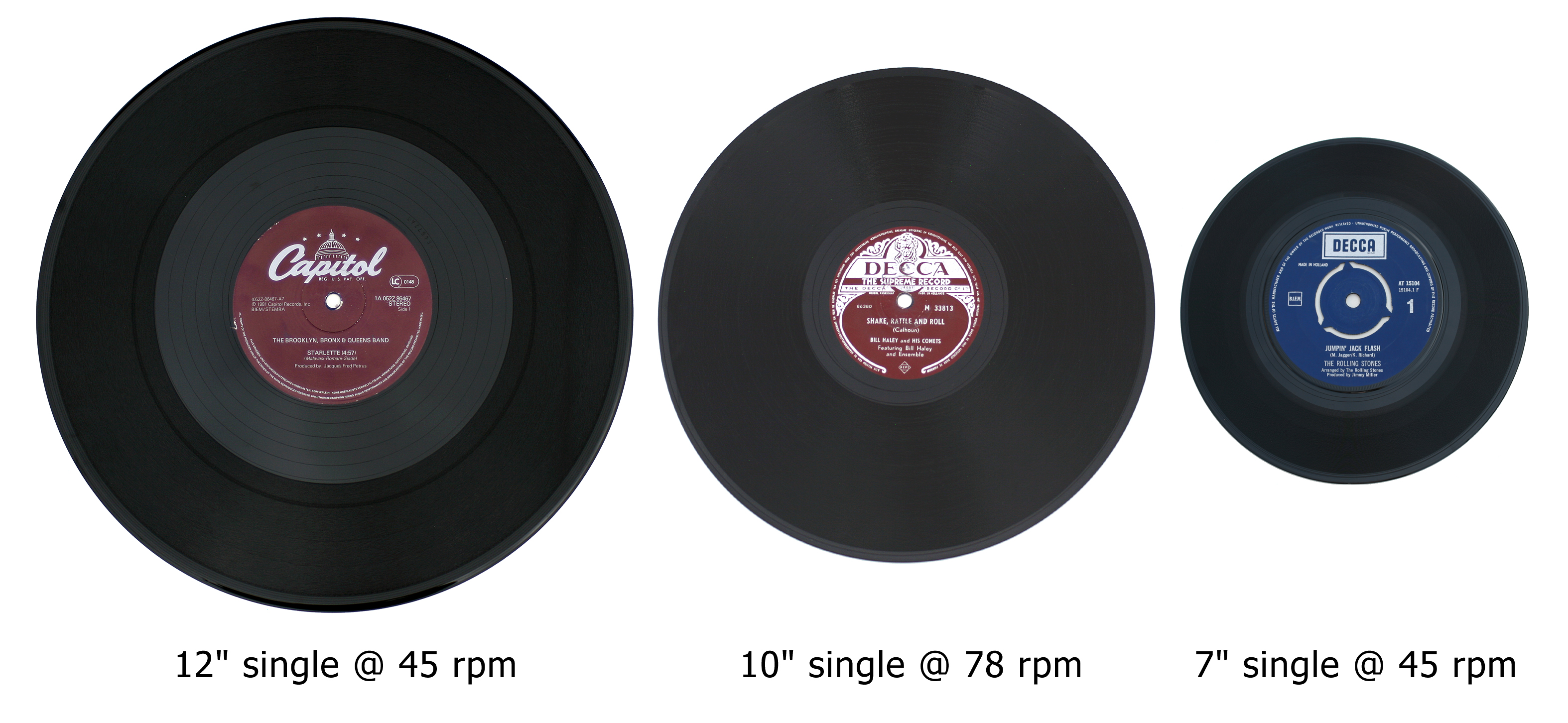
Avril : vinyles de 30, 25 et 18 cm, de nouveau en vogue.
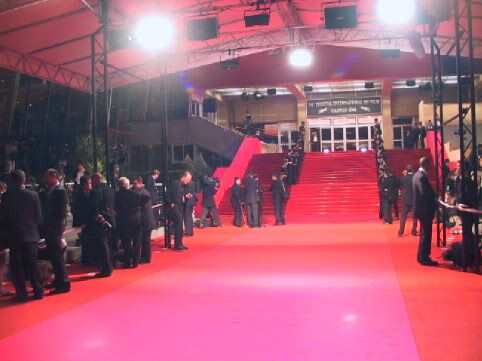
Mai : marches du Palais des festivals de Cannes.
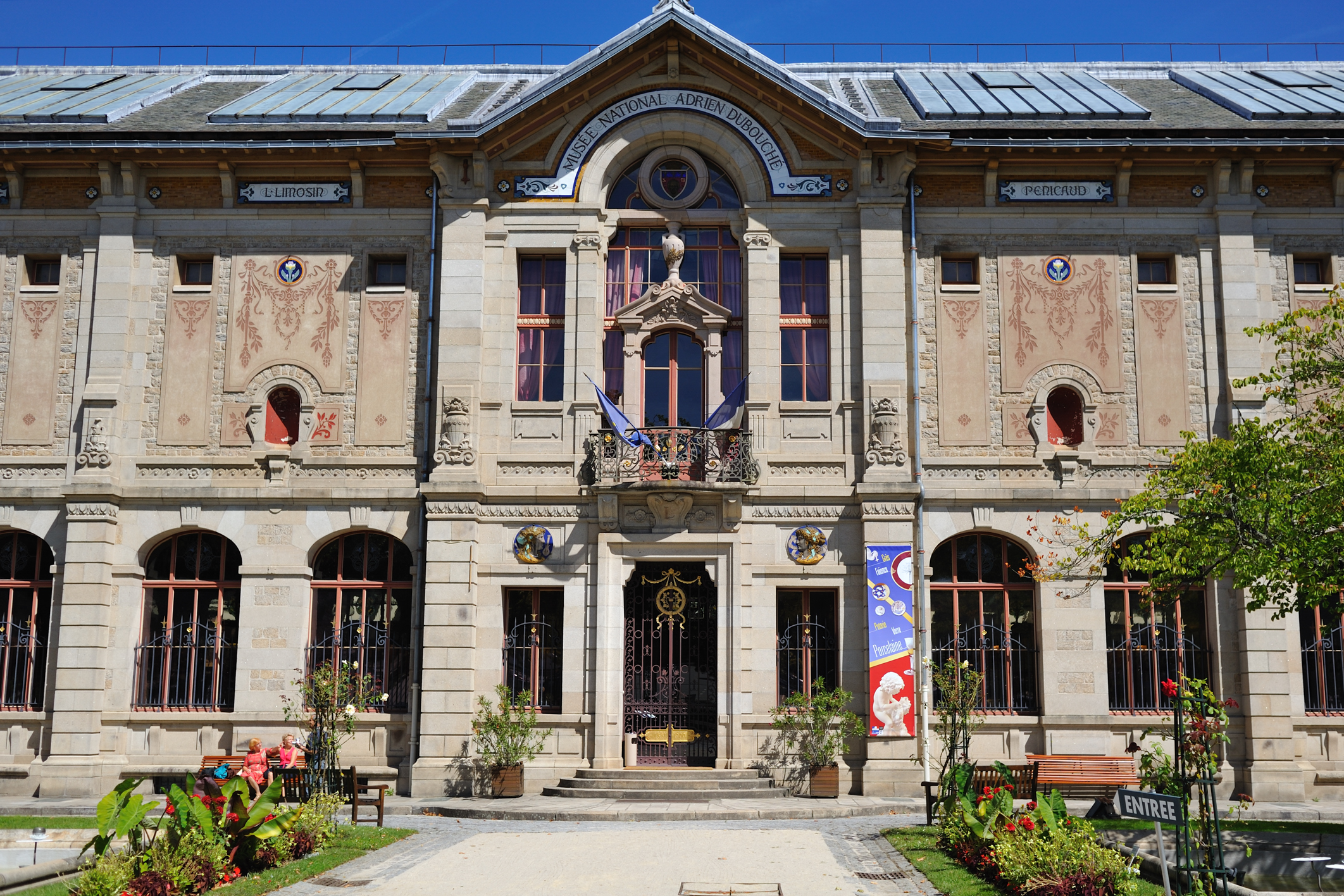
Mai : Musée national Adrien Dubouché.
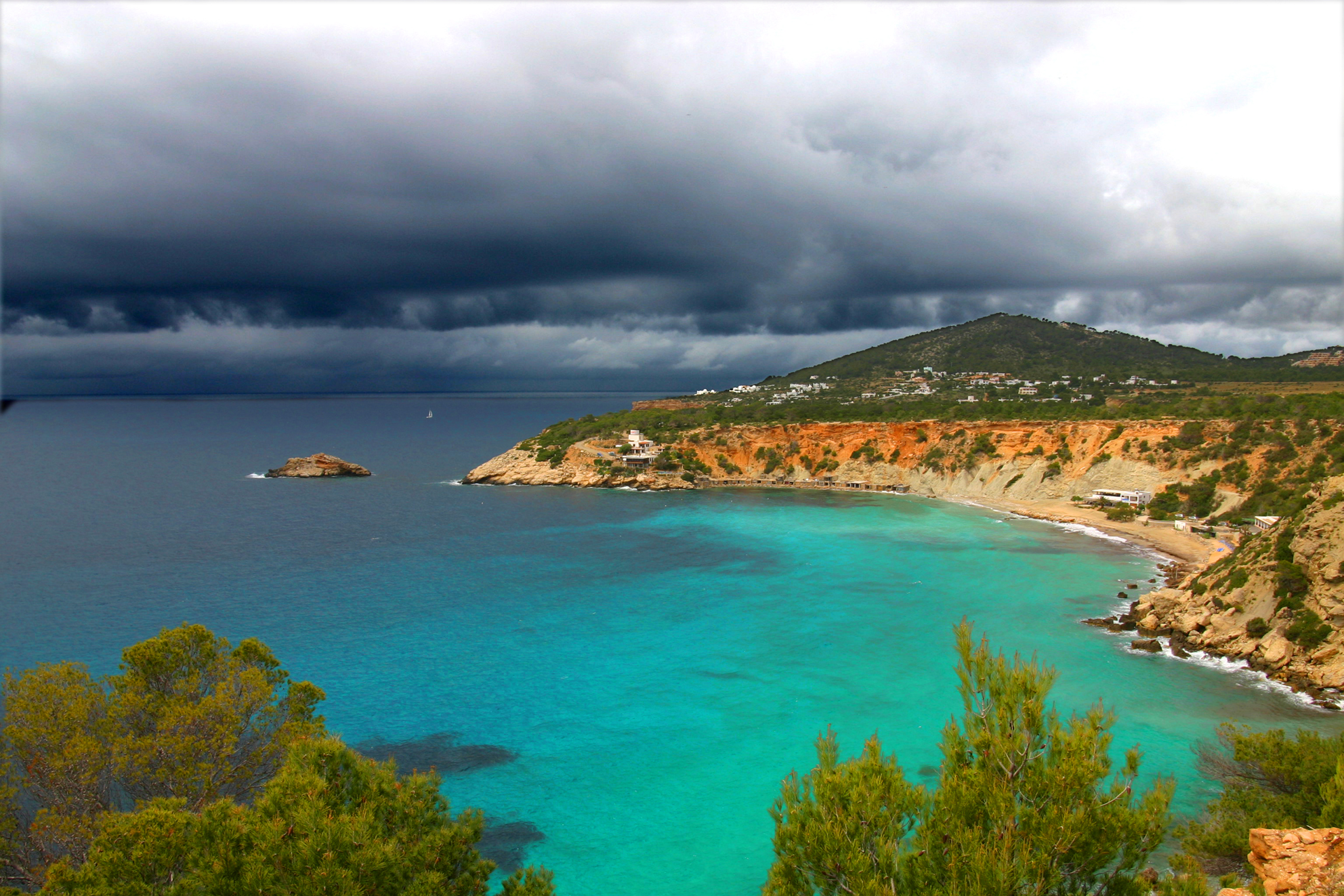
Juin : Baie de l'Île d'Ibiza.
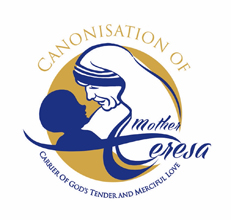
Septembre : canonisation de Mère Teresa.
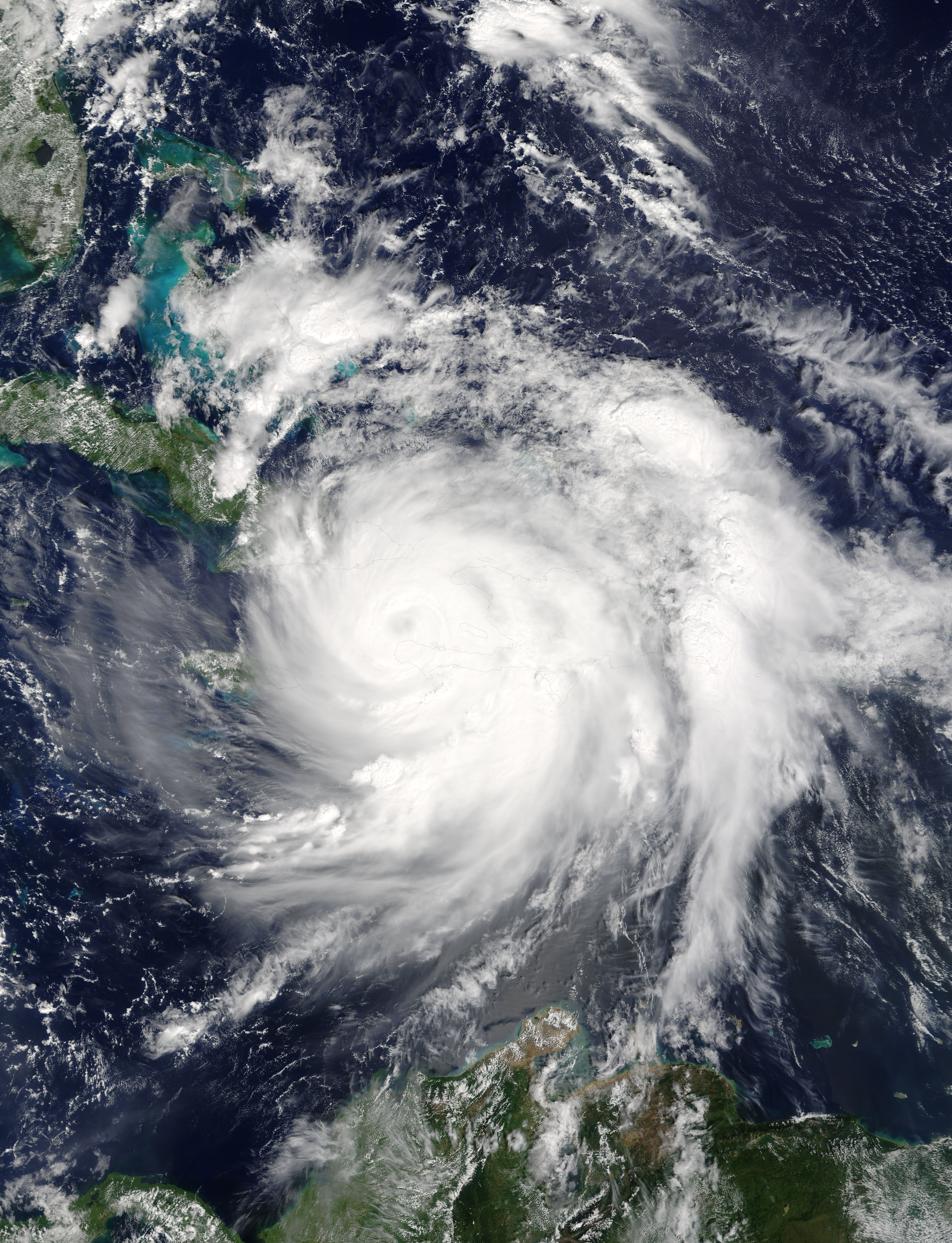
Octobre : Matthew sur Haïti.
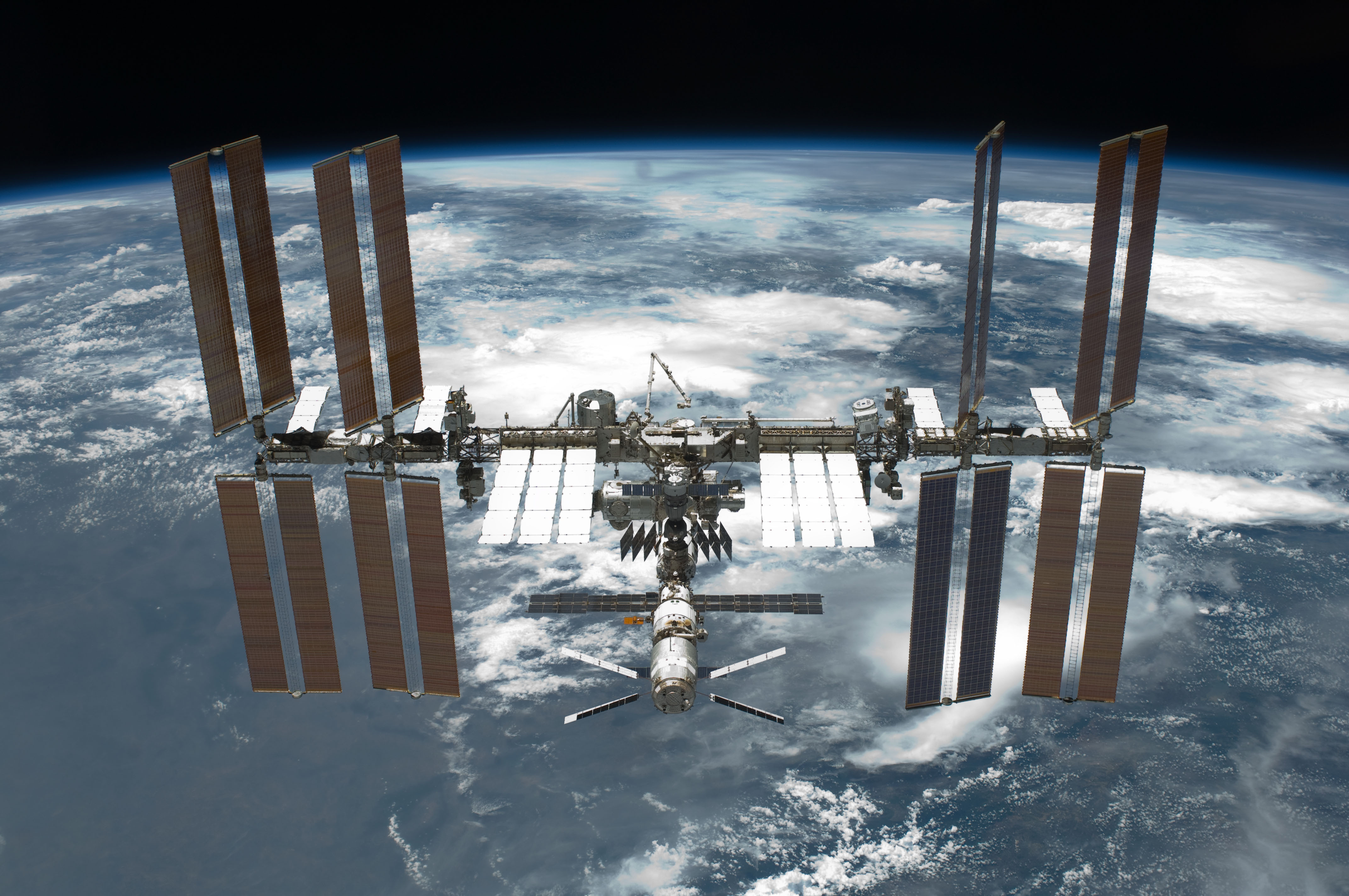
Novembre : Thomas Pesquet à bord de la station spatiale internationale.
Décembre : journée de lutte contre le sida.

#### Janvier 2016
- 15 janvier : sur Europe 1, dans Au cœur de l'histoire, Franck Ferrand sera dans un Boeing 747 pour les 45 ans d'existence et les dernières heures du mythique avion[138].
- du 18 au 22 janvier : Franck Ferrand revient sur les plus grandes énigmes de l'Histoire lors d'une semaine spéciale dans son émission Au cœur de l'histoire, sur Europe 1[139].

#### Février 2016
- les 6 et 7 février : Radio France soutient l'événement Les 4 saisons du sport au féminin initié par le CSA, en mettant en avant le sport féminin sur ses antennes[140].
- à partir du 10 février : RCF propose des émissions spéciales pour vivre le Carême et cheminer vers Pâques, notamment six émissions sur le b.a-ba du christianisme[141].
- 11 février : les auditeurs d'Europe 1 peuvent suivre en direct une opération de chirurgie mammaire dans Le Grand direct de la santé de Jean-Marc Morandini[142].
- 17 février : Stéphane Carpentier et son équipe consacre toute l'émission RTL Petit Matin à un éleveur de vaches laitières picard, pour expliquer la crise agricole[143].
- 19 février : le morning du matin de OUI FM programme les années 1990 en accueillant des auditeurs et des invités dans le hall de la station comme dans une boum[144].
- du 27 février au 6 mars : RTL et France Bleu s'installent au Salon de l'agriculture et délocalisent leur antenne[145],[146].

#### Mars 2016
- du 21 au 27 mars : pour la semaine sainte, RCF programme des émissions spéciales depuis l'abbaye de Pradines, en France, où vit une quarantaine de bénédictines[147].
- 8 mars : dans le cadre de la Journée internationale des femmes, Chérie FM programme une journée de musique et d'informations qui leur est consacrée[148].
- 11 mars : MFM Radio mobilise son antenne autour des Enfoirés avant la 30e édition du spectacle de la troupe[149].
- 11 mars : Anthony Martin présente sur RTL une soirée consacrée aux Enfoirés, avec la diffusion en intégralité du concert 2016[150].
- 14 mars : dans le cadre de la seconde Journée de la langue française, le CSA a invité les stations de radio à relayer l'événement sur leur antenne respective[151],[152],[153].
- du 17 au 20 mars : Radio France diffuse 50 heures d'émissions, en direct et en public, depuis le Salon du livre de Paris[154].
- 22 et 23 mars : à la suite des attentats du 22 mars 2016 à Bruxelles, de grandes stations de radio (de RTL group notamment) ont mobilisé leur antenne[155].

#### Avril 2016
- du 1er au 3 avril : Radio France soutient le Sidaction en accueillant sur ses antennes des malades, des chercheurs et des associations[156].
- du 1er au 3 avril : la rédaction, les animateurs et les grandes signatures d'Europe 1 se mobilisent à l'antenne pour une opération Sidaction[157].
- 11 avril : Guillaume Tatu et l'équipe du 19#30, sur Mouv', consacre leur émission au mouvement Nuit Debout depuis la Place de la République, à Paris[158].
- 15 avril : sur OUI FM, Thomas Caussé présente son émission La Grande Boucle en direct de la boutique Fargo Vinyl Shop à Paris[159].

#### Mai 2016
- mai : RCF met en place un programme spécial pour soutenir le 70e anniversaire du Secours Catholique-Caritas France[160].
- du 11 au 23 mai : les radios RFI et Monte Carlo Doualiya sont mobilisées pour livrer quotidiennement toute l'actualité du 65e festival de Cannes[161].
- 20 mai : la matinale de Fun Radio est réalisée en public et en direct depuis le Musée national Adrien Dubouché à Limoges[162].
- 22 mai : RTL propose une édition spéciale de RTL dimanche soir en direct du Festival de Cannes 2016 pour la cérémonie de clôture[163].
- du 23 au 27 mai : les émissions de philosophie, d'histoire et de sciences de France Culture permettent aux lycéens de préparer le baccalauréat[164].
- 25 et 26 mai : Europe 1 produit 4 émissions depuis l'AccorHotels Arena pour Bpifrance Inno Generation, mettant ainsi à l'honneur l'innovation et l'entrepreneuriat[165].
- 27 mai : MFM Radio programme Le Grand réveil avec Alexandre Devoise et Tiffanie depuis le Café Français pour une émission connsacrée à la ville de Lyon[166].

#### Juin 2016
- à partir du 1er juin : à la mesure des crues que la France subie, Europe 1 mobilise son antenne et consacre des émissions aux inondations[167].
- du 6 au 10 juin : Raphaël Enthoven et Franck Ferrand permettent aux jeunes auditeurs d'Europe 1 de réviser, pour le baccalauréat, la philosophie et l'histoire[168].
- du 6 au 10 juin : pour le brevet des collèges, Mouv' accompagne les jeunes dans leurs révisions en mettant en musique à l'antenne cinq thématiques[169].
- 8 juin : une trentaine d'enfants est à l'antenne de Virgin Radio entre 6 h et 9 h 30 pour une émission qui est consacré à la jeunesse[170].
- 21 juin : à l'occasion de la 35e édition de la Fête de la musique, les radios OUI FM et RFI se distinguent[171],[172].
- 23 et 24 juin : Fun Radio délocalise son antenne sur l'Île d'Ibiza pendant deux jours, marquant ainsi la fin de la saison[173].

#### Juillet 2016
- du 29 au 30 juillet : opération radiophonique de 30 heures d'affilée entre RMC et Radio Vinci Autoroutes en vue d'accompagner les Français lors du chassé-croisé de l'été[174].

#### Septembre 2016
- 4 septembre : RCF se mobilise en direct de Rome pour la canonisation de Mère Teresa par le pape François[175].
- 16 septembre : Virgin Radio offre 50 ans de loyer à un auditeur au cours de la matinale Virgin Tonic de Camille Combal[176].
- du 29 septembre au 14 octobre : RTL installe un studio au Mondial de l'automobile pour 18 émissions spéciales en public[177].
- du 30 septembre au 2 octobre : Europe 1 se met à l'heure de l'élection présidentielle américaine avec des rendez-vous politiques, historiques, sociétaux et culturels 100 % USA[178].

#### Octobre 2016
- 6 octobre : Radio FG délocalise son antenne en direct du Mondial de l'automobile de Paris, durant deux heures, depuis le stand Renault[179].
- 10 octobre : RFI diffuse quotidiennement, depuis ce jour, un programme en créole pour les populations sinistrées d'Haïti et la diaspora, à la suite du passage de l'ouragan Matthew[180].

#### Novembre 2016
- 7 et 8 novembre : plus de dix heures de direct sur RTL, animées par Georges Lang, pour suivre l'élection américaine au plus près[181].
- du 7 au 18 novembre : RTL, RFI et Monte Carlo Doualiya sont au rendez-vous du sommet mondial sur le climat avec la COP22 qui se déroule cette année à Marrakech[182],[183].
- 8 novembre : OUI FM adapte ses programmes à l'élection présidentielle aux États-Unis, en faisant notamment appel à Maurice, dès 23 h, en direct depuis la Nouvelle-Orléans[184].
- 8 et 9 novembre : durant 48 heures, Europe 1 mobilise ses équipes pour faire vivre les coulisses et les résultats de l'élection présidentielle américaine[185].
- nuit du 13 au 14 novembre : FIP propose une Nuit de la consolation en mémoire des attentats du 13 novembre 2015, avec une programmation spéciale[186].
- 17 novembre : RFI propose une journée spéciale sur son antenne dans le cadre de la mission Soyouz qui conduira Thomas Pesquet jusqu'à la station spatiale internationale[187].
- 17 novembre : soirée spéciale sur Europe 1, dès 18 h, avec le débat du premier tour de la primaire de la droite et du centre[188].
- 18 novembre : un auditeur de RMC remporte un an de salaire, sur une somme forfaitaire de 24 000 euros, en participant à un jeu dans la matinale de Jean-Jacques Bourdin[189].
- du 21 au 27 novembre : RCF organise son Radio don à travers la mobilisation spéciale des 63 radios du réseau, lesquelles vivent principalement des dons des auditeurs[190].
- 22 novembre : lancement de la 32e campagne d'hiver des Restaurants du cœur, sur RTL, radio partenaire de la cause[191].
- 25 novembre : au cours de la matinale de RFM, Élodie Gossuin et Albert Spano offrent 15 000 euros à un auditeur[192].

#### Décembre 2016
- 1er décembre : à l'occasion de la Journée mondiale de lutte contre le sida, Radio FG propose une journée spéciale sur son antenne, avec un habillage sonore idoine[193].
- 2 décembre : juste avant le lancement de la 30e édition du téléthon, Thomas Joubert est en direct sur Europe 1 aux pieds de la Tour Eiffel[194].
- 2 et 3 décembre : Radio France s'engage une nouvelle fois cette année pour le téléthon, avec notamment une sensibilisation des auditeurs durant ces deux journées[195].

### Médias, musique et culture

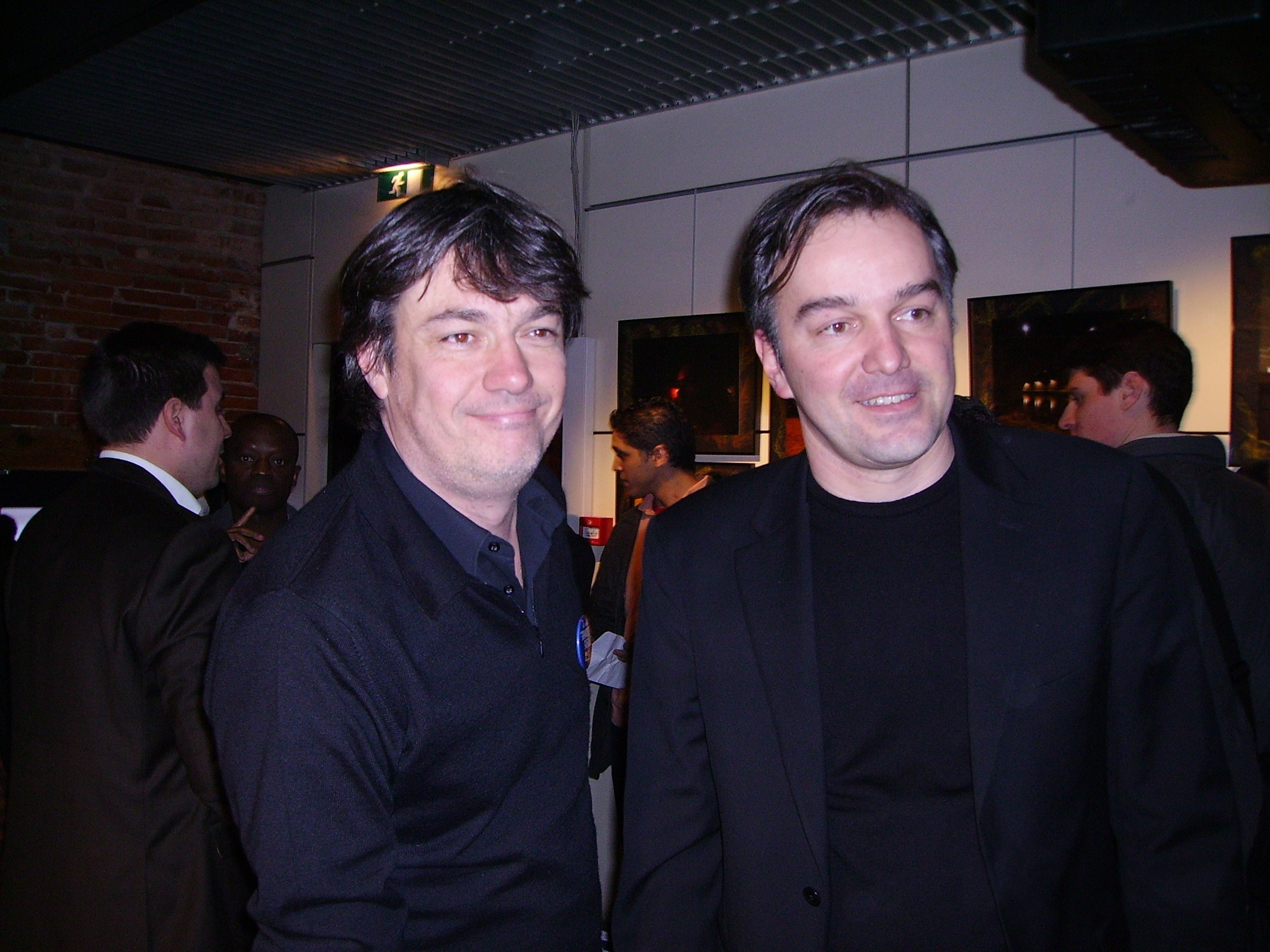
Alain Marshall et Olivier Truchot en 2007.
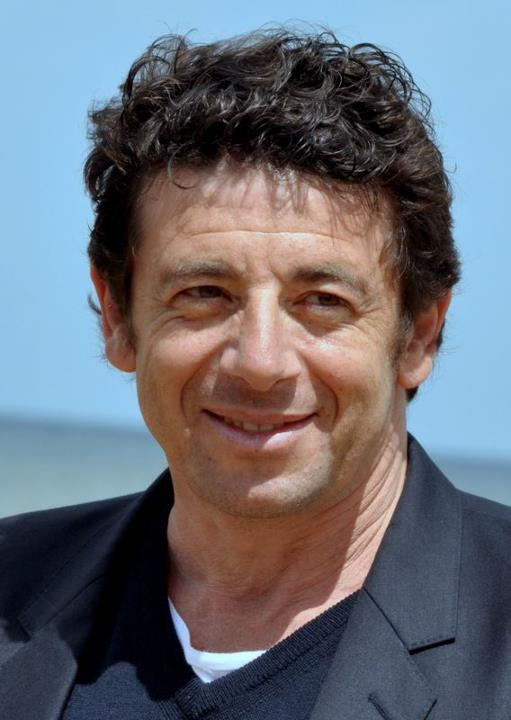
Patrick Bruel en 2012.
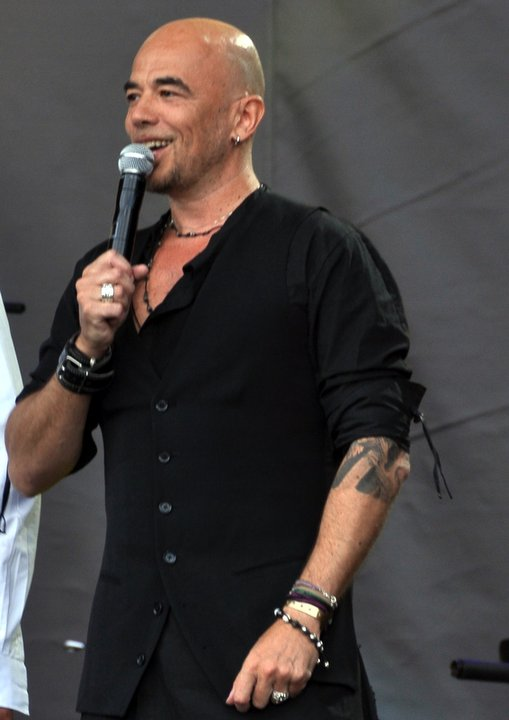
Pascal Obispo en 2011.
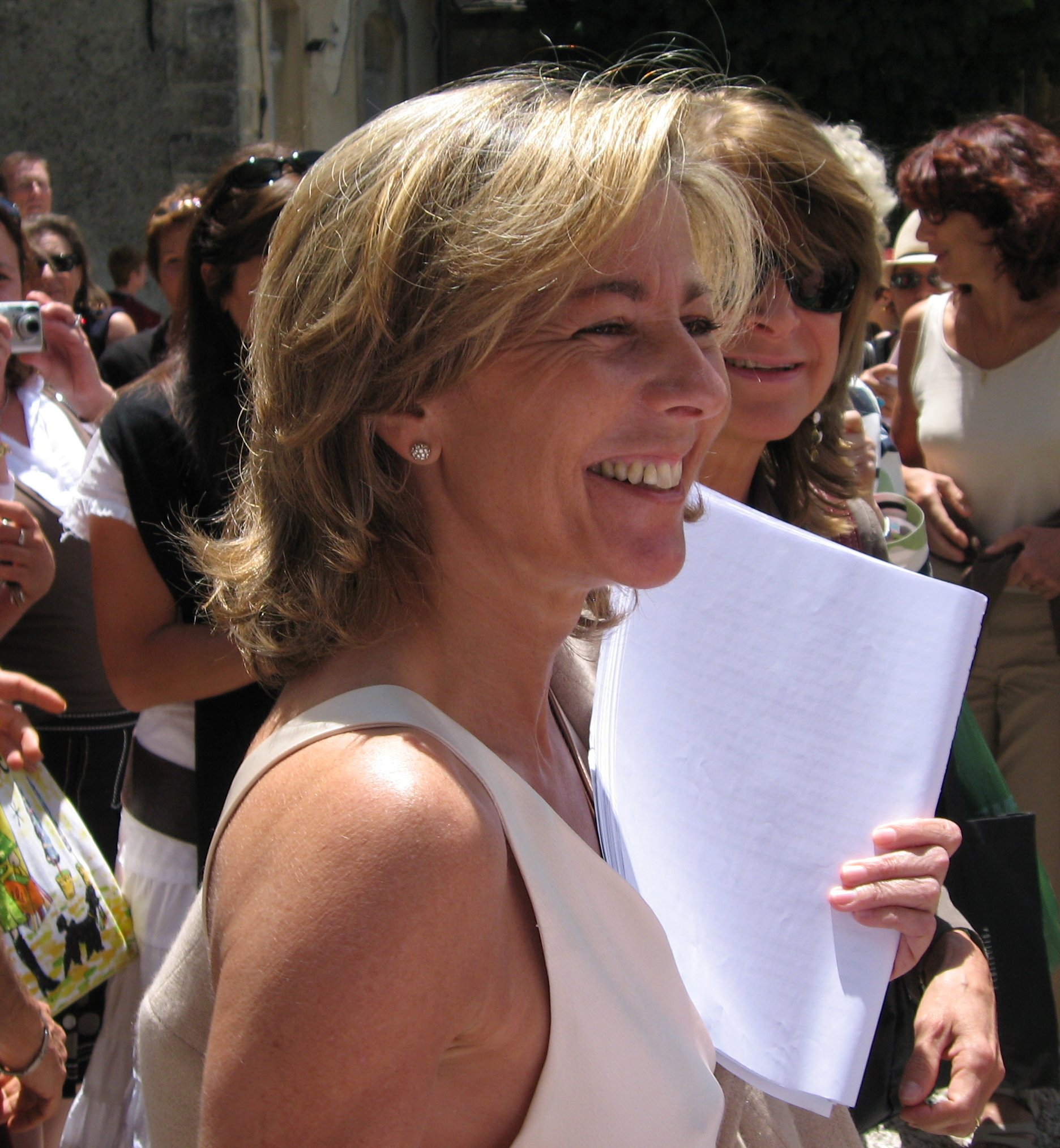
Claire Chazal en 2008.
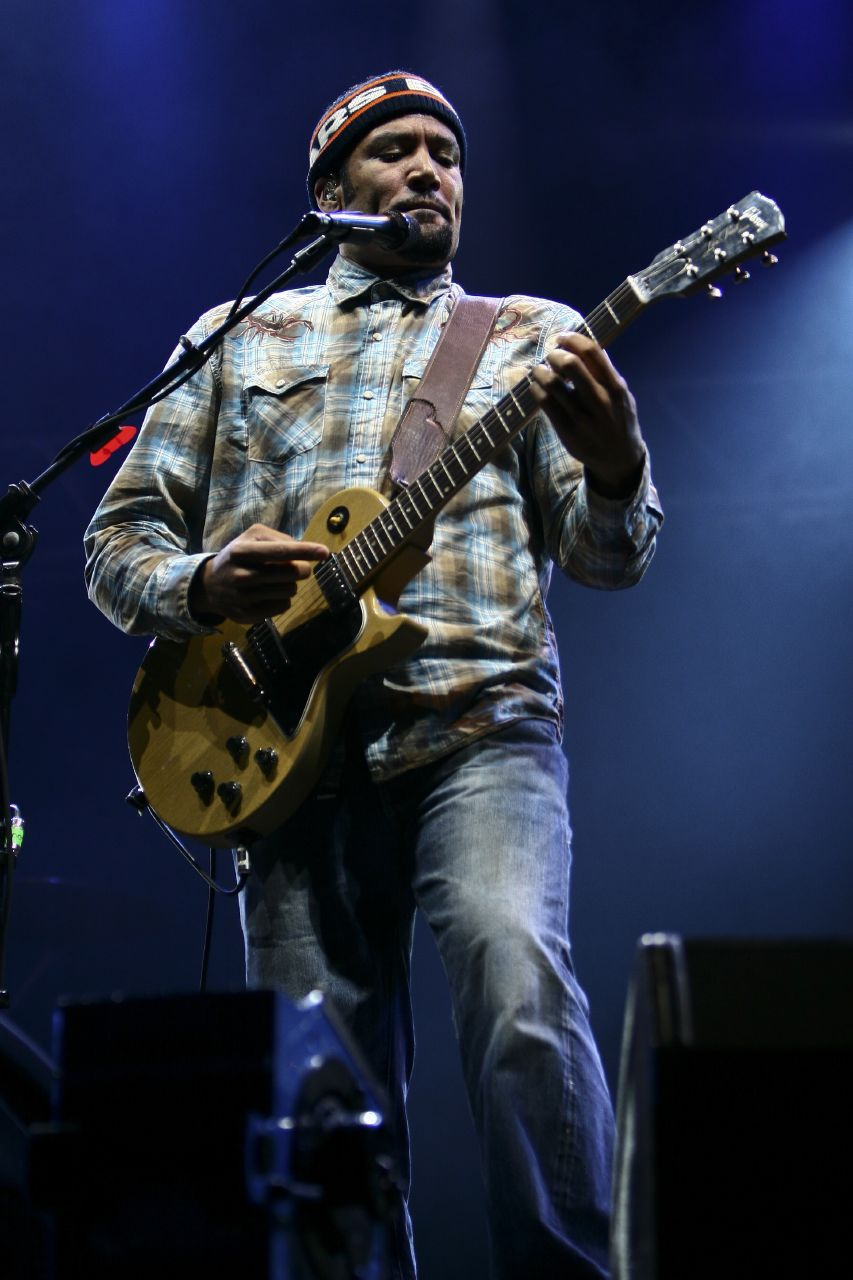
Ben Harper en 2008.
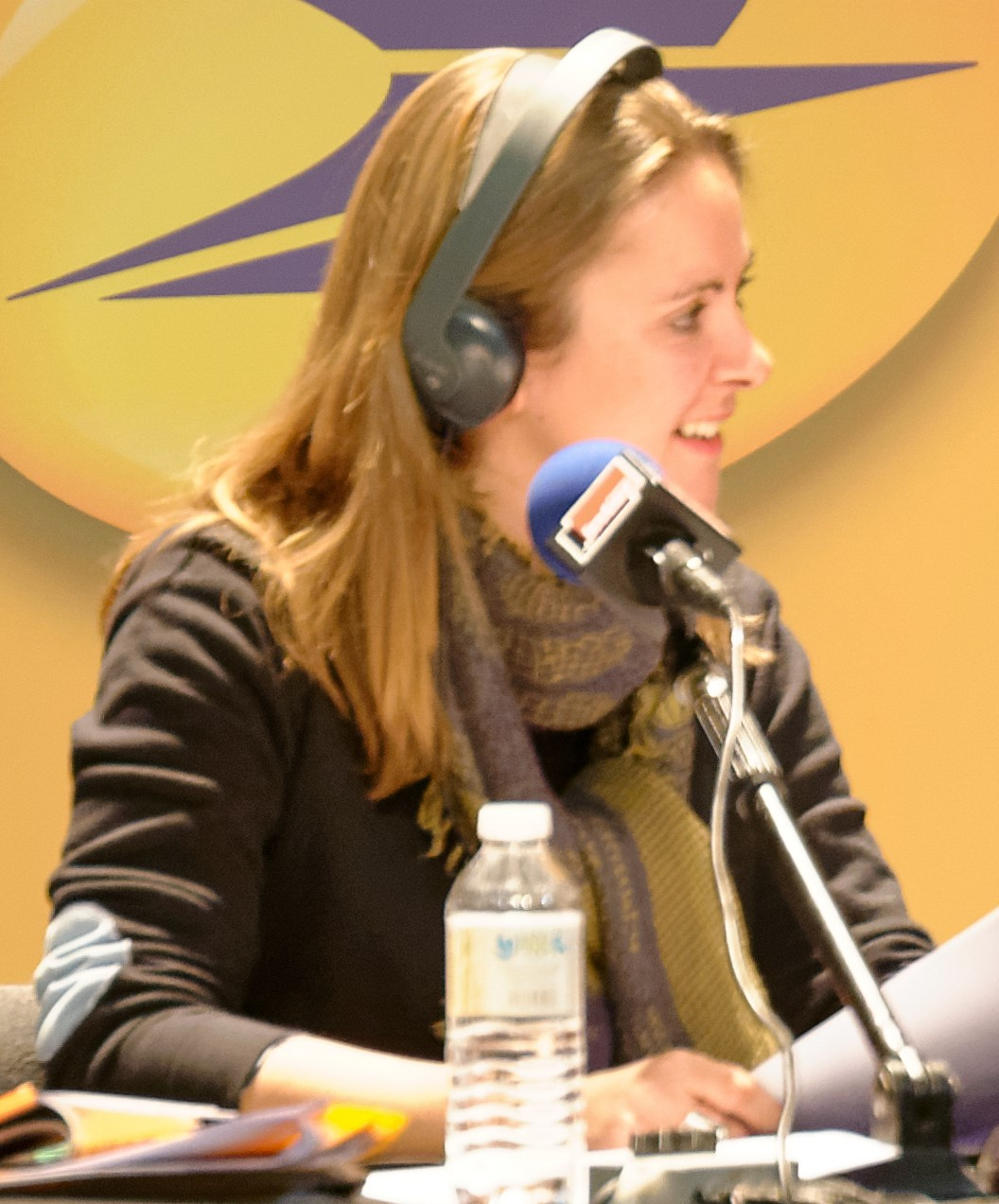
Charline Vanhoenacker en 2016.
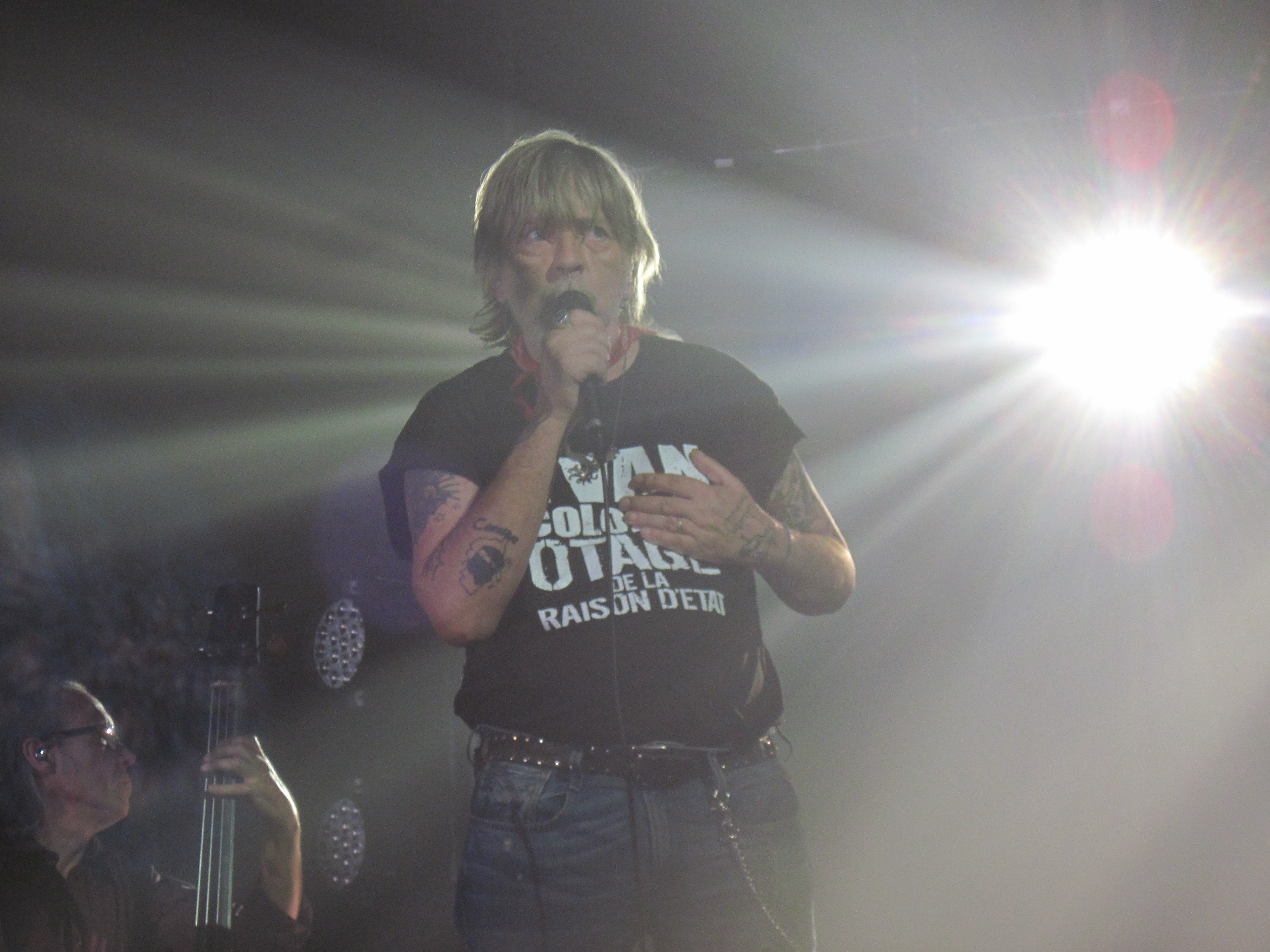
Renaud en 2016.
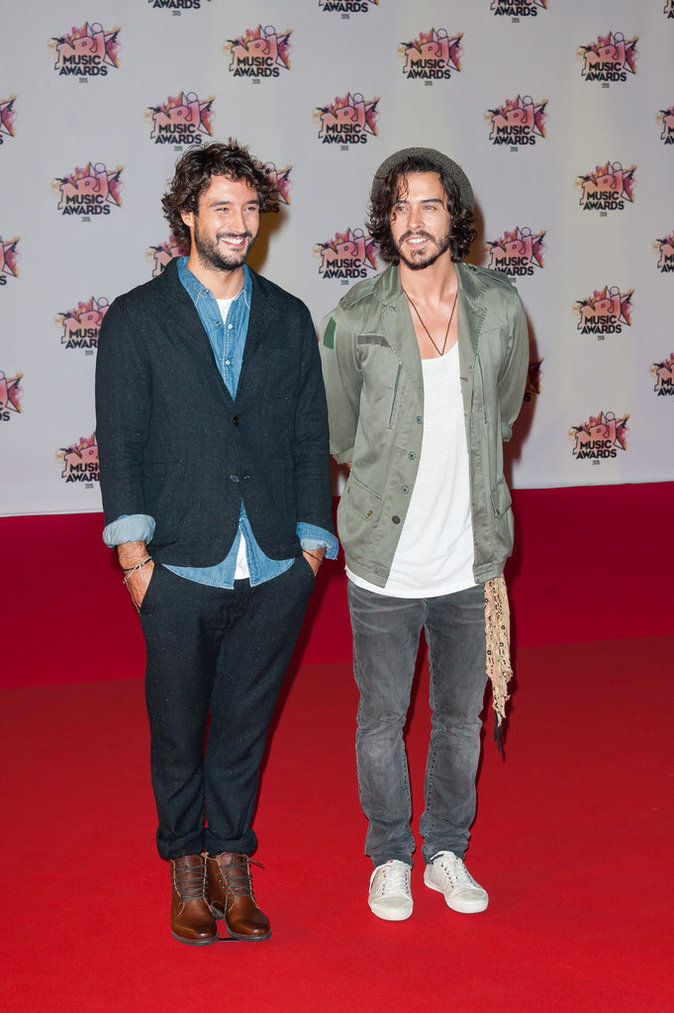
Fréro Delavega en 2015.
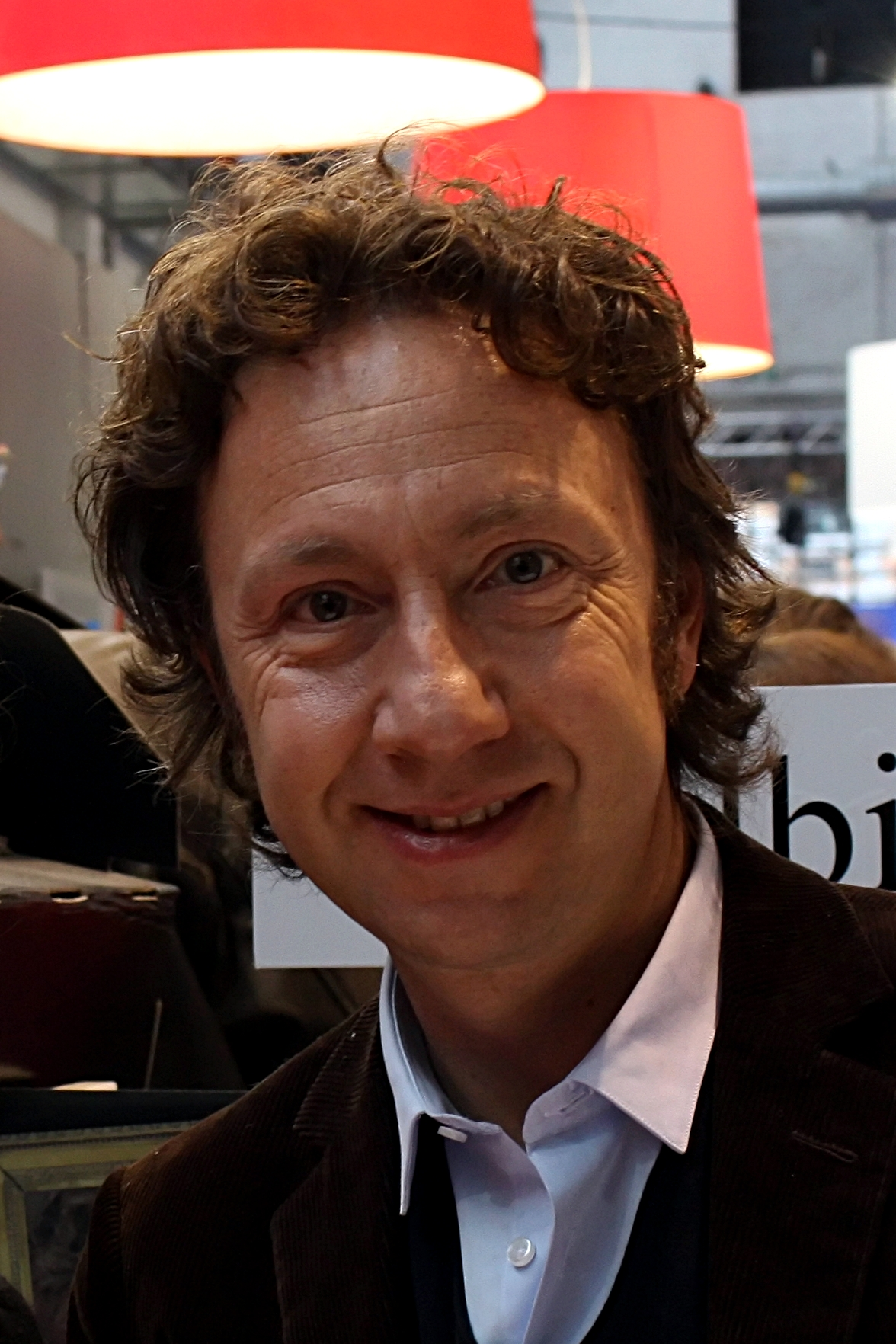
Stéphane Bern en 2011.
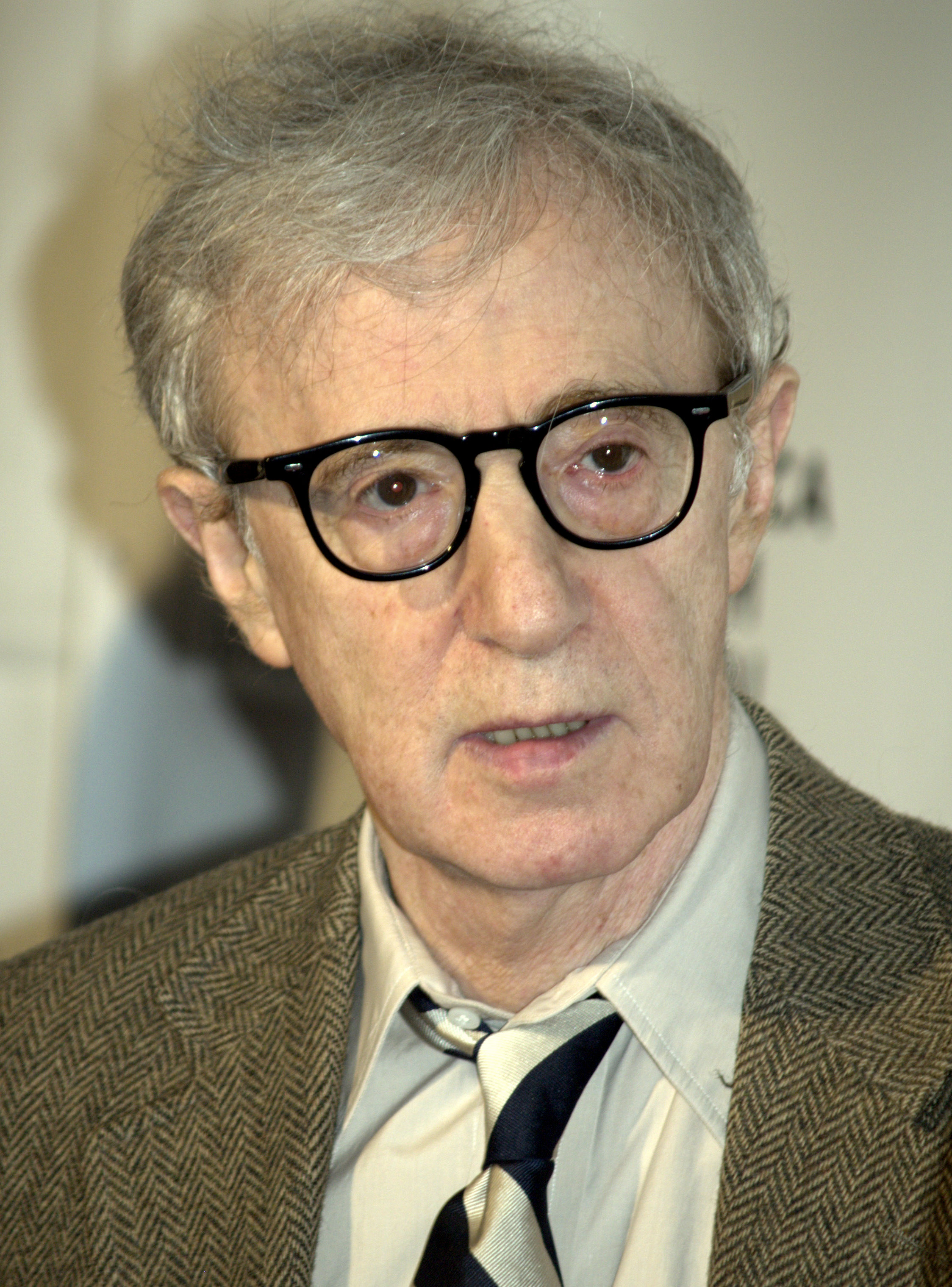
Woody Allen en 2009.
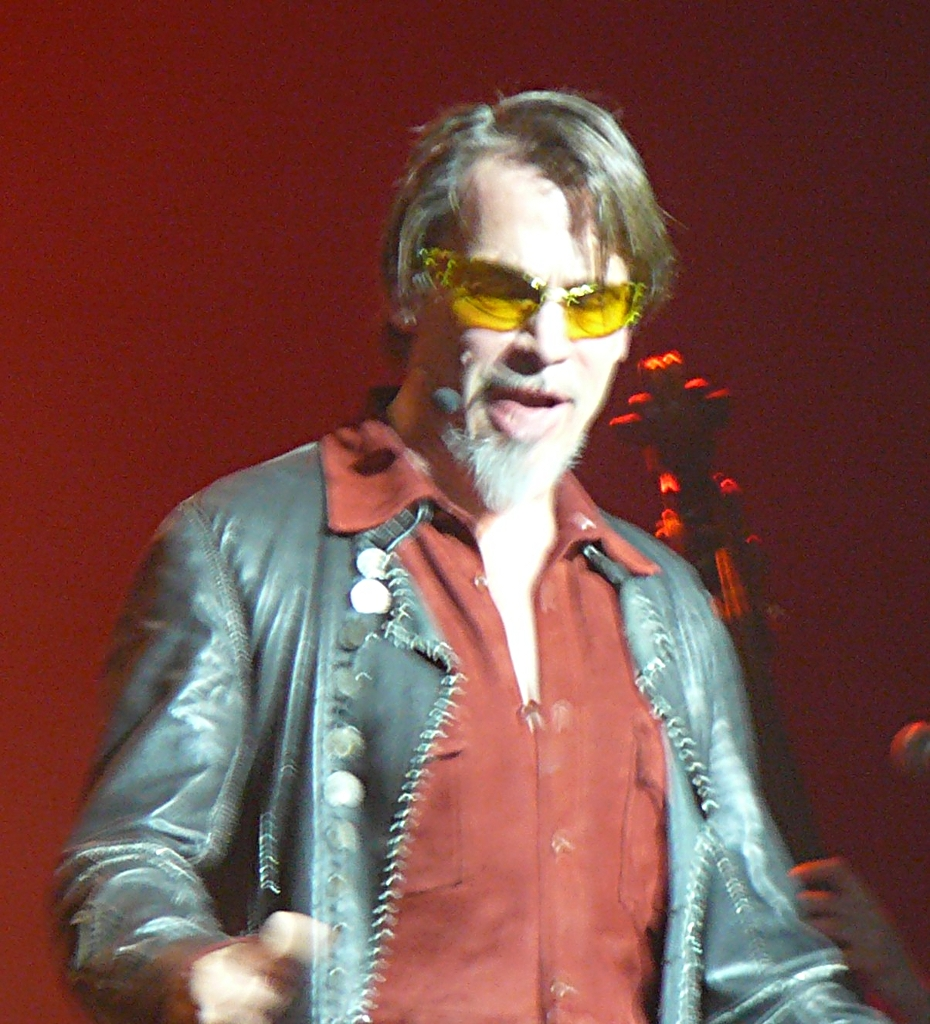
Florent Pagny en 2011.
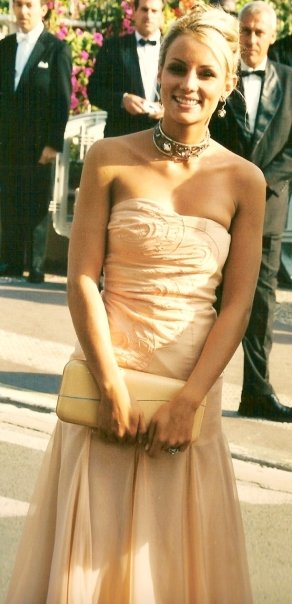
Élodie Gossuin en 2003.
Christophe Maé en 2014.
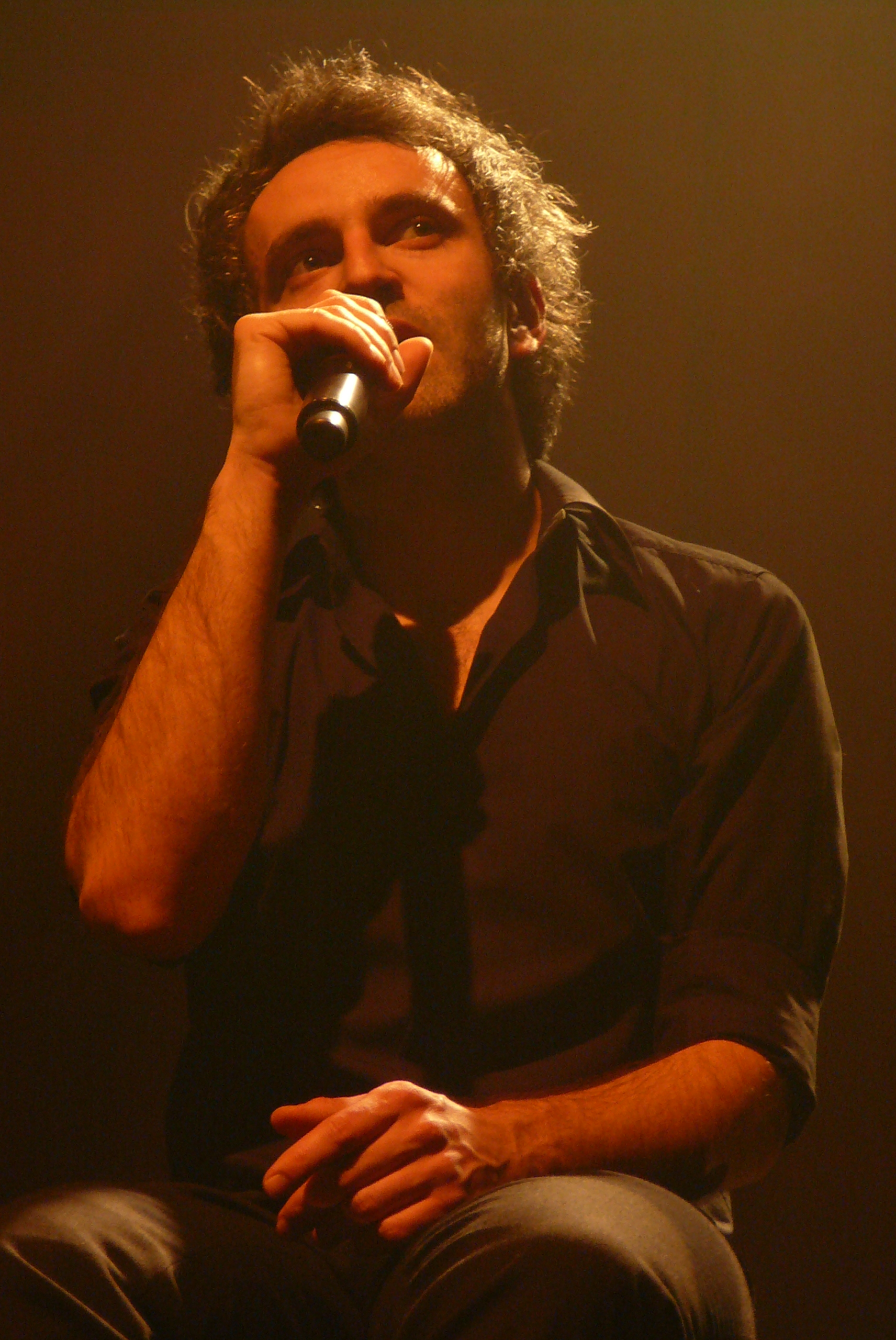
Vincent Delerm en 2009.
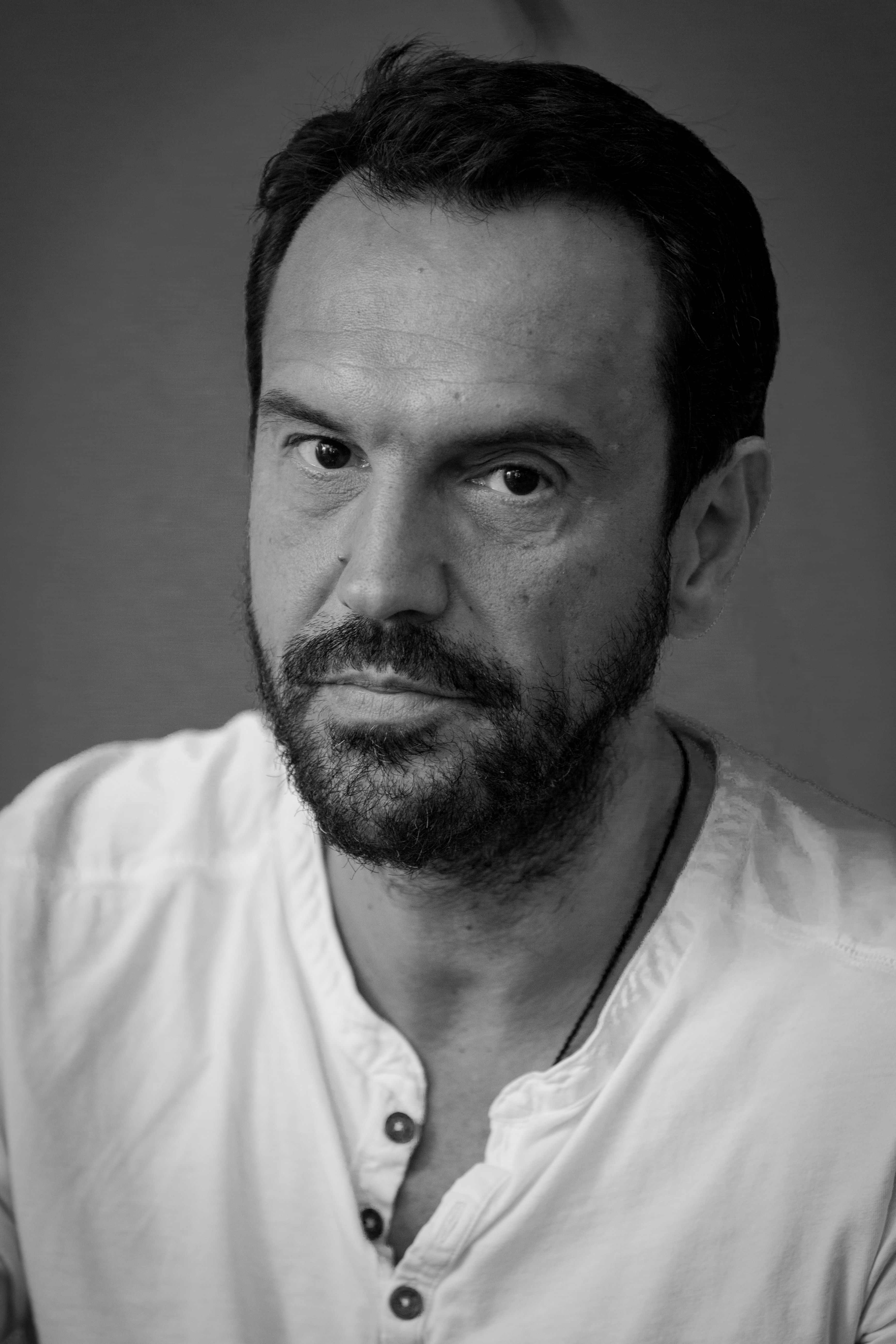
Gérald de Palmas en 2014.
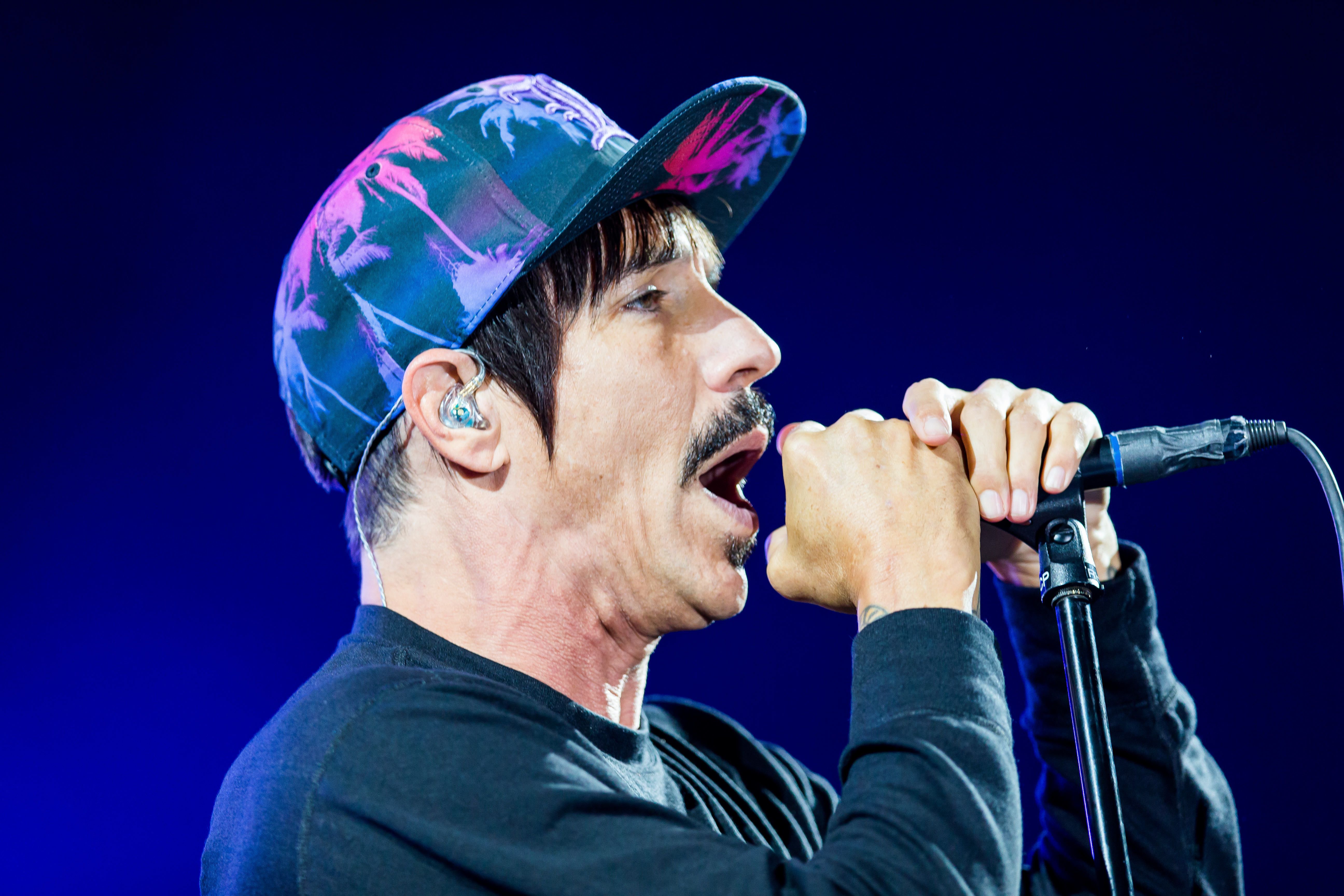
Red Hot Chili Peppers en 2016.
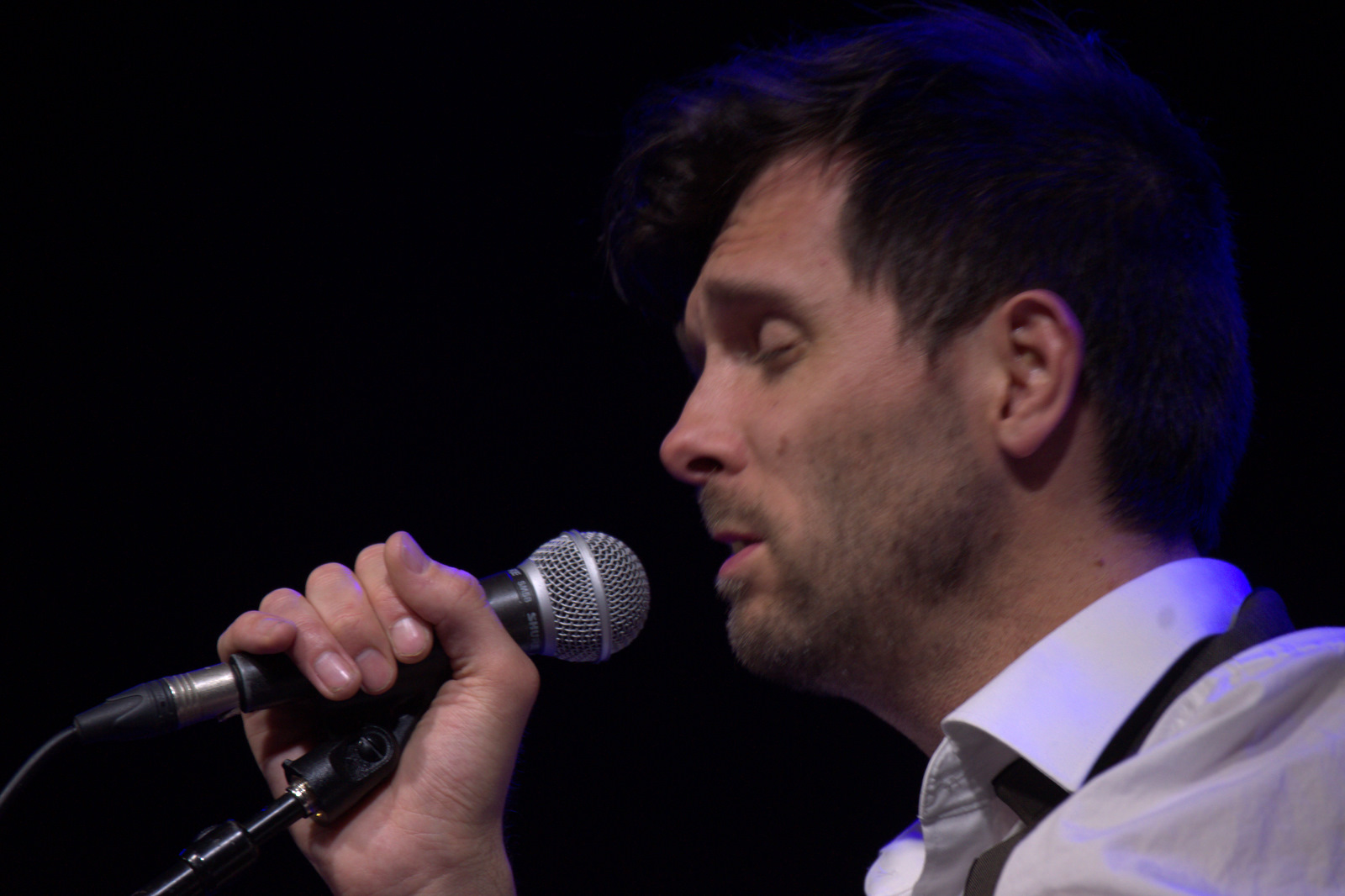
Hugh Coltman en 2012.
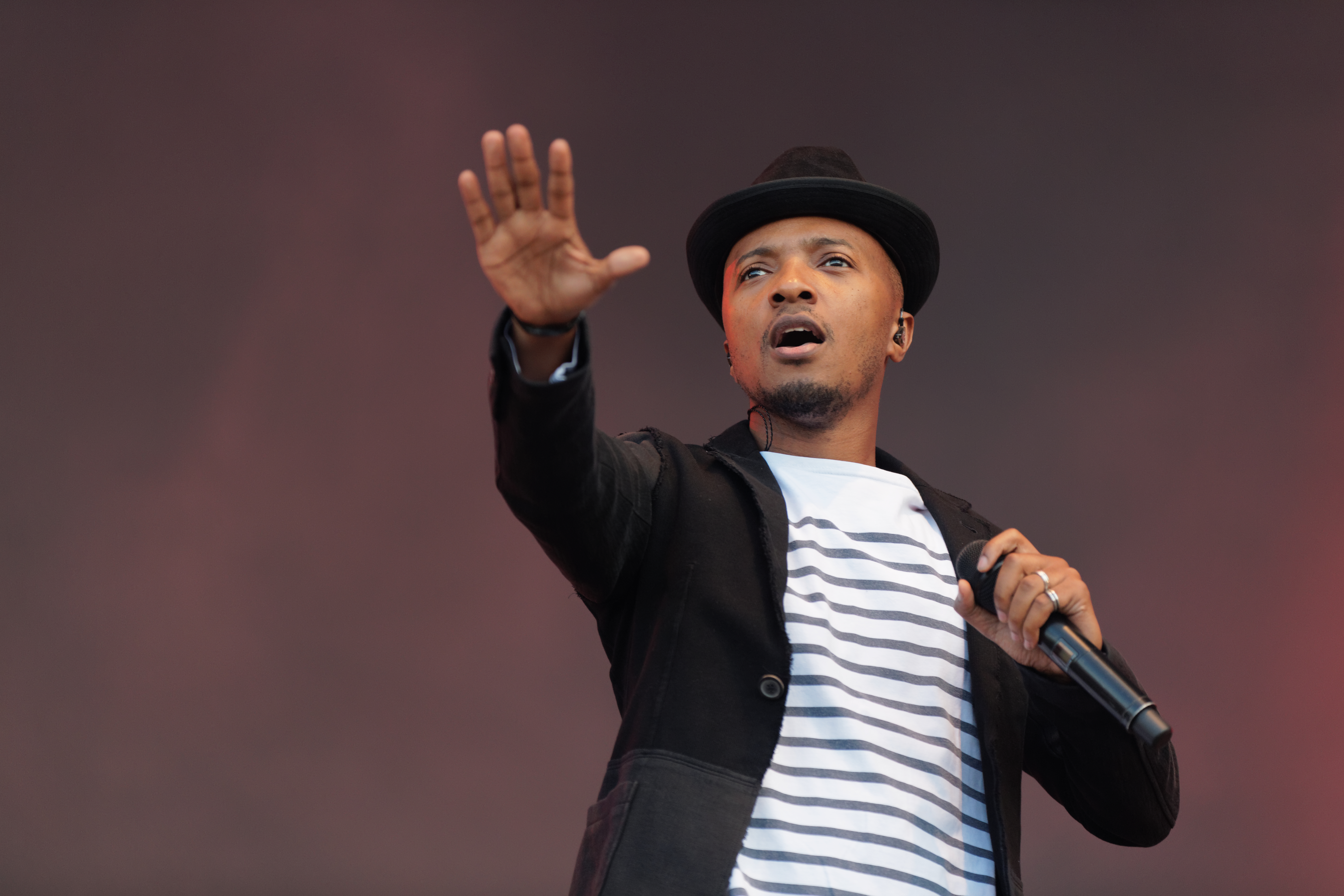
Soprano en 2015.
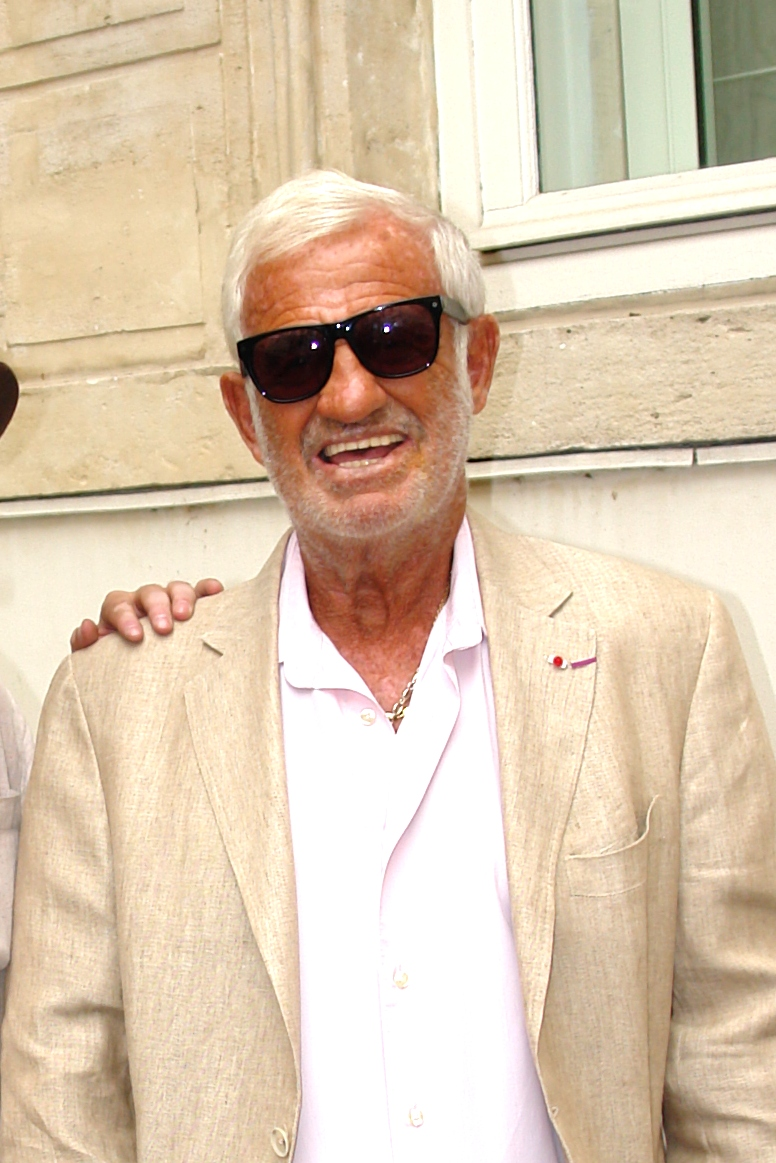
Jean-Paul Belmondo en 2012.
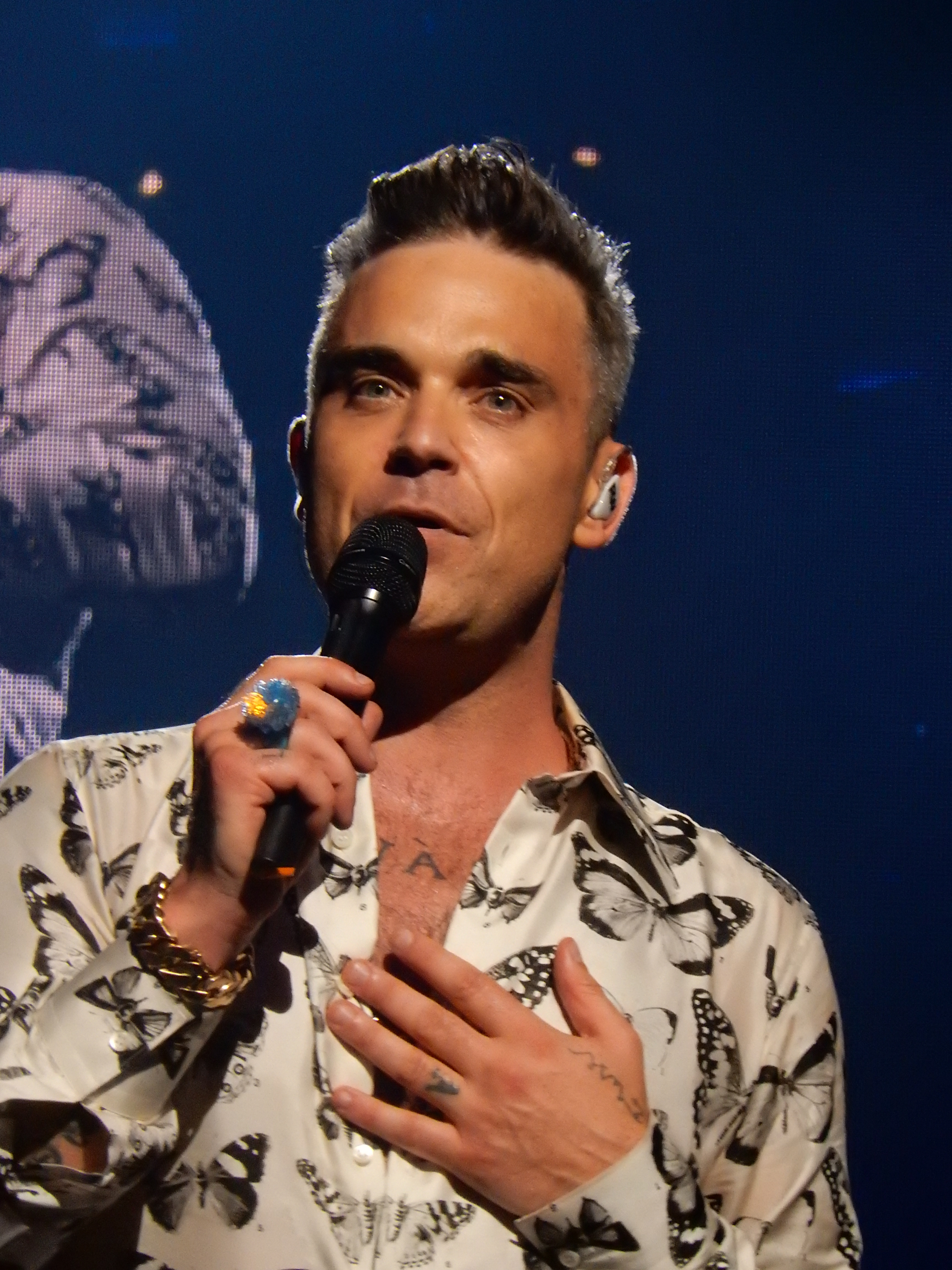
Robbie Williams en 2016.
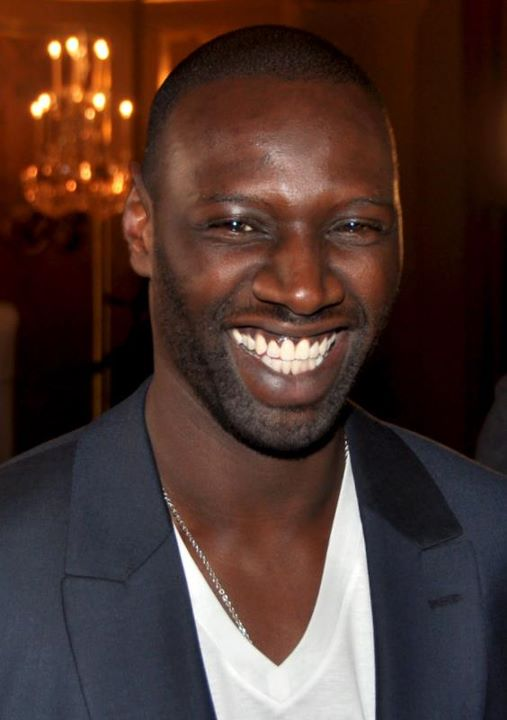
Omar Sy en 2012.
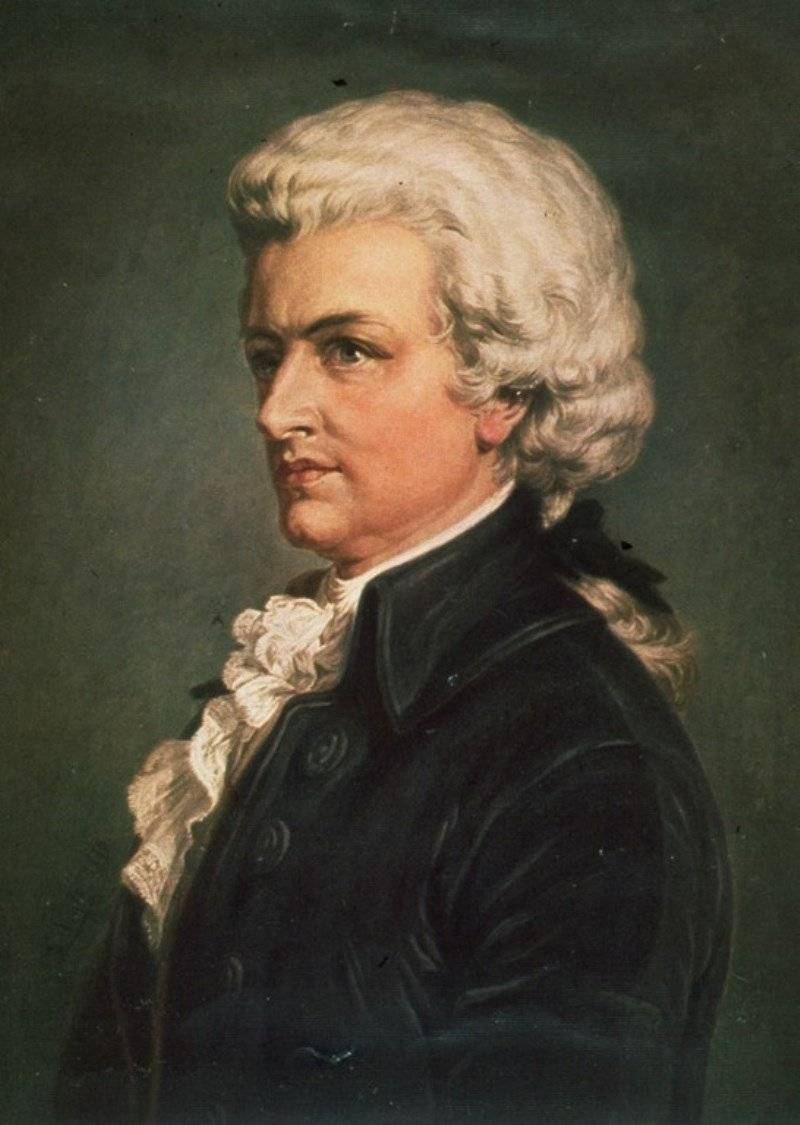
Portrait peint de Mozart.

#### Janvier 2016
- 18 janvier : Alain Marschall et Olivier Truchot ouvrent les inscriptions au Grand Casting des Grandes Gueules, pour qu'un auditeur décroche un contrat avec RMC[196].
- du 18 au 22 janvier : la matinale sur Chérie FM, animée par Vincent Cerutti, se délocalise à La Plagne pour une semaine de direct au sommet des pistes[197].
- du 18 janvier au 14 février : OUI FM invite le public à voter pour les albums rock qui ont marqué l'année 2015, dans le cadre des OÜI FM Rock Awards[198].
- 28 janvier : Patrick Bruel offre un concert aux auditeurs de France Bleu, devant 240 auditeurs invités[199].
- 29 janvier : Camille Combal anime Virgin Tonic, la matinale de Virgin Radio, depuis Marseille et devant son public, durant quatre heures.

#### Février 2016
- du 1 au 5 février : France Bleu consacre une semaine à Pascal Obispo pour la sortie de son 10e album : interview, diffusion des nouveaux titres et gains de l'album[200].
- du 5 au 6 février : France Musique s'installe en direct de Nantes pour la Folle Journée 2016, nombreux concerts en direct et délocalisation de plusieurs programmes[201].
- 7 février : France Musique s'associe à Musicora et s'installe dans la Grande Halle de la Villette, à Paris, pour une journée d'émissions en public et en direct[202].
- 12 février : la 31e cérémonie des Victoires de la musique, présentée par Virginie Guilhaume depuis le Zénith de Paris, est retransmise en direct à la radio sur France Inter.
- 13 février : Beur FM couvre la 22e édition du Maghreb des livres depuis l'Hôtel de Ville de Paris lors d'une émission spéciale présentée par Samia Messaoudi[203].
- 24 février : les 23e Victoires de la musique classique, présentées par Claire Chazal et Frédéric Lodéon, sont diffusées en direct de Toulouse sur France Musique[204].
- du 15 au 19 février : Virgin radio offre à un auditeur 10 ans de loyer, et cela tous les jours à 9h20, lors de la matinale Virgin Tonic de Camille Combal.
- 16 février : Ben Harper est en direct et en session acoustique sur OUI FM pour présenter son nouvel album[205].

#### Mars 2016
- du 17 au 24 mars : Radio FG retransmet en direct l'Ultra Music Festival, depuis Miami, mettant en ondes les plus grands DJ de la musique electro[206].
- du 21 au 25 mars : Patrick Bruel s'installe au micro de Nostalgie pour animer des émissions inédites aux côtés de Philippe Llado[207].
- 25 mars : La Première et France Inter s'associent pour proposer une émission commune en public depuis Bruxelles, avec Charline Vanhoenacker[208].

#### Avril 2016
- 1er avril : RTL organise une journée de la station autour du nouveau film Les Visiteurs - La Révolution[209].
- 7 avril : Europe 1 consacre une soirée de deux heures à Renaud, soirée dont l'intitulé est Toujours debout, en rapport avec la sortie de son nouvel album[210].
- 14 et 15 avril : France Inter propose deux soirées de concerts présentées par Didier Varrod depuis le 40e Printemps de Bourges[211].
- 18 avril : Fréro Delavega offre un concert aux auditeurs de France Bleu sur la scène du Studio 104 de la Maison de la Radio[212].

#### Mai 2016
- 5 mai : toute l'équipe de l'émission de Stéphane Bern, À la bonne heure, quitte ses studios parisiens pour s'installer au cœur du Puy du Fou[213].
- 10 mai : Woody Allen est l'invité de Thomas Sotto, dans la matinale d'Europe 1, pour évoquer son film Café Society, avant l'ouverture du Festival de Cannes[214].
- 12 mai : Florent Pagny anime deux heures d'émission aux côtés de Philippe Llado sur Nostalgie[215].
- 14 mai : RFM diffuse la cérémonie de l'Eurovision, Élodie Gossuin attribuant les points venant de la France depuis Paris[216].
- 20 mai : Vincent Cerutti et Stéphanie Loire, pour la matinale de Chérie FM, sont installés dans un studio au pied des arènes de Nimes, en direct avec Christophe Maé[217].
- 21 mai : en tant que partenaire de la 16e édition du Battle of the Year France, Mouv' diffuse en direct, depuis le Zénith Sud à Montpellier, la compétition de break dance[218].
- 22 mai : Europe 1 rend hommage au cinéma avec une émission de soirée intitulée Le cinéma de Vincent Delerm, en compagnie de l'artiste[219].
- du 23 au 27 mai : MFM Radio offre à ses auditeurs un concert spécial Christophe Maé, sur la Seine, dont les places sont à gagner en écoutant la station[220].
- 26 mai : l'antenne de Radio FG est délocalisée à 17 h, depuis l'Espace Fondation EDF, à Paris, à l'occasion de l'exposition Electro Sound, du lab au dance floor[221].
- 28 mai : Mouv' met en place un multiplex 100 % hip-hop en direct et en simultané depuis Paris, Marseille, Lille, Lyon et Nantes[222].

#### Juin 2016
- 3 juin : Rire et Chansons, partenaire du Festival International d'Humour de Marrakech, offre à ses auditeurs une journée spéciale en direct de cette ville marocaine[223].
- 8 juin : Gérald de Palmas devient animateur-radio sur Chérie FM, de 20 h à minuit[224].
- 15 juin : en direct, à l'antenne de RTL2, se déroule la 1re édition des Columbia Sessions, concerts acoustiques d'artistes du label Columbia[225].
- 16 juin : RTL2 diffuse le Concert Très Très Privé du groupe Red Hot Chili Peppers, concert organisé deux jours plus tôt par la station[226].

#### Juillet 2016
- du 2 au 10 juillet : Radio Classique fait vivre, en direct, aux auditeurs de la station, le festival des Rencontres musicales d'Évian[227].
- 14 juillet : France Inter retransmet en direct depuis la Tour Eiffel, la 5e édition du Concert de Paris, présenté par Elsa Boublil[228].
- du 20 au 24 juillet : RTL fait vivre aux auditeurs les grands moments du festival Jazz à Juan depuis la pinède Gould à Juan-les-Pins[229].
- 24 et 26 juillet : FIP est en direct du festival Marseille Jazz des Cinq Continents, d'abord depuis le Mucem puis en diffusant un concert de Hugh Coltman[230].

#### Septembre 2016
- 13 septembre : Florent Pagny est en direct de Miami, à 21 h, sur la page Facebook de France Bleu, pour interpréter cinq titres de son album Habana[231].
- 24 septembre : Mouv' est en direct du Centre culturel hip-hop de Paris dénommé La Place pour le lancement officiel de sa première saison[232].

#### Octobre 2016
- 2 octobre : l'émission Démesurément culte de OUI FM, enregistrée le jeudi 29 septembre, est diffusée en live depuis le Nouveau Casino à Paris[233].
- 13 octobre : Soprano co-anime en public l'émission Guillaume Radio 2.0 aux côtés de Guillaume Pley, sur NRJ, à l'occasion de la sortie de l'album L'Everest[234].
- 14 octobre : Soprano est à l'honneur sur l'antenne de Mouv' toute la journée, avant un concert le 17 octobre à la Maison de la Radio[235].
- du 19 au 22 octobre : Fun Radio est en direct d'Amsterdam, à l'occasion de l'Amsterdam Dance Event, un festival de musique électronique[236].

#### Novembre 2016
- 3 novembre : Jean-Paul Belmondo, qui publie son autobiographie et un album de photos, est interviewé sur RTL à 9 h[237].
- 3 novembre : retransmission en direct de la 21e édition des Talents France Bleu, précédée par une émission spéciale à partir de 19 h 30 sur France Bleu[238].
- 6 novembre : pour la sortie de son nouvel album, Heavy Entertainment Show, Robbie Williams sera le fil rouge de la journée sur Virgin Radio[239].
- 16 novembre : l'émission Démesurément culte, sur OUI FM, est en direct depuis le Nouveau Casino, à Paris, avec le groupe Cassius comme invité[240].
- 18 novembre : RFM propose un 17/20 en public, présenté par Justine Fraioli et consacré à l'émission de télévision Danse avec les stars[241].

#### Décembre 2016
- 1er décembre : Omar Sy passe la journée à Europe 1, comme un rédacteur en chef avec les équipes de la station[242].
- du 1er au 3 décembre : le réseau Radio Campus France couvre la 38e édition des Transmusicales de Rennes[243].
- 2 décembre : France Musique diffuse le classement de l'opération Marathon Mozart, laquelle invitait les auditeurs à indiquer à la radio leur œuvre préférée de Mozart[244].
- 9 décembre : RFM organise une RFM Night Fever dans un bus discothèque qui sillonne Paris à partir de 21 h avec une poignée d'auditeurs à son bord et Pat Angeli[245].
- 9 et 10 décembre : en préparation du Grand concert de Noël, Olivier Bellamy présente deux concerts pour les auditeurs de Radio Classique, depuis la Philharmonie de Paris[246].
- du 11 au 16 décembre : Fun Radio part en tournée dans toute la France avec chaque jour, une ville et une émission Bruno dans la radio différente[247].
- 12 décembre : Europe 1 retransmet en direct ses Trophées de l'Avenir, pour désigner huit lauréats qui participent de la France des initiatives et des innovations[248].
- du 12 au 16 décembre : dans sa matinale Virgin Tonic, Camille Combal offre, en plus d'un loyer toutes les heures, 10 000 euros supplémentaires par jour[249].
- 16 décembre : la matinale de RTL2 s'installe à Disneyland Paris pour une émission en direct[250].
- 22 décembre : FIP et Marseille Jazz des cinq continents proposent un concert en public et en direct de La Criée, à Marseille[251].

### Sport
- d'avril à juin, Jacques Monclar anime Before Rio sur RMC, un show consacré aux Jeux olympiques de Rio 2016, tous les lundis, avec Loïc Briley et Pierre Dorian.
- du 9 mai au 9 juin : Les Grandes Gueules de RMC sillonnent la France dans le cadre de l'Euro 2016, rendant visite aux habitants des villes hôtes de la compétition[252].
- 12 mai : 40 ans après l'épopée des Verts, France Bleu rend hommage en direct à l'équipe de football de Saint-Étienne dans son émission France Bleu Midi[253].
- du 26 au 29 mai : Radio Monaco se met au diapason du Grand Prix de Formule 1 en adaptant notamment sa grille des programmes et en mobiliant son personnel[254].
- 5 juin : François Hollande, Président de la République française, est l'invité de L'œil du tigre, l'émission de sport de Philippe Collin, sur France Inter[255].
- du 10 juin au 10 juillet : Radio France déploie un dispositif événementiel d'exception pour la compétition de football Euro 2016[256].
- du 10 juin au 10 juillet : Europe 1 propose une programmation spéciale permettant aux auditeurs de profiter en intégralité des matches de l'Euro 2016[257].
- du 10 juin au 10 juillet : les équipes du Service des Sports de RTL, avec Bixente Lizarazu, se mobilisent pour l'Euro 2016[258].
- du 10 juin au 10 juillet : RFI diffuse en direct et en intégralité, sur toutes ses antennes mondiales, treize matches dont ceux de l'équipe de France[259].
- du 10 juin au 10 juillet : France Bleu fait vivre l'Euro 2016 sous les angles culturels, sociétaux et historiques, et offre des places pour la finale, par tirage au sort[260].
- du 1er au 24 juillet : RMC propose tous les jours 6 h 30 en direct du Tour de France cycliste[261].
- du 2 au 24 juillet : les équipes de RTL sont sur le Tour de France, intervenant toute la journée, avec notamment Laurent Jalabert, consultant cyclisme de la station[262].
- du 2 au 24 juillet : France Bleu met en place un dispositif exceptionnel, grâce à son réseau de 44 stations locales, pour faire vivre le Tour de France cycliste[263].
- du 2 au 24 juillet : France Info est présente sur la Grande Boucle et assure une couverture quotidienne de l'événement[264].
- du 5 au 21 août : avec 20 heures d'antenne chaque jour, RMC est la seule radio en France à couvrir toutes les compétitions olympiques depuis Rio de Janeiro[265].
- du 5 au 21 août : Marie-Josée Pérec rejoint l'équipe de RTL pour les Jeux olympiques de 2016, tenant une chronique quotidienne dans la matinale de la station[266].
- du 11 au 16 décembre : RTL est en direct de La Plagne pour la 15e édition des Étoiles du Sport, les champions d'aujourd'hui parrainant ceux de demain[267].

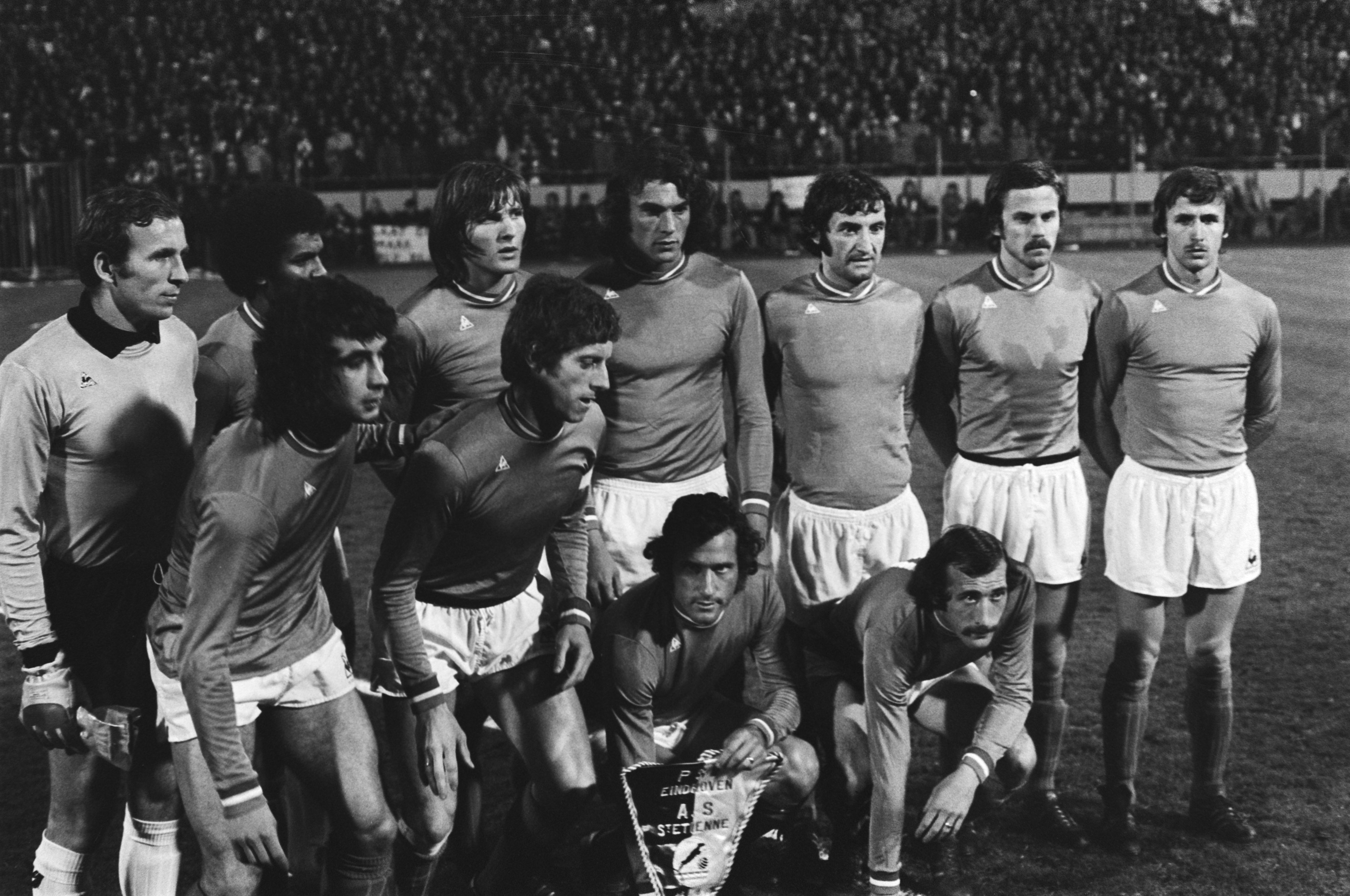
Les Verts de 1976. Debout : Curkovic, Janvion, Bathenay, Piazza, Farison, Lopez, Synaeghel. Accroupis : Rocheteau, Larqué et les frères Revelli.
Grands Prix de Formule 1 en 2016  - Pays accueillant un Grand Prix - Pays ayant déjà accueilli un Grand Prix - Ville où se déroule un Grand Prix
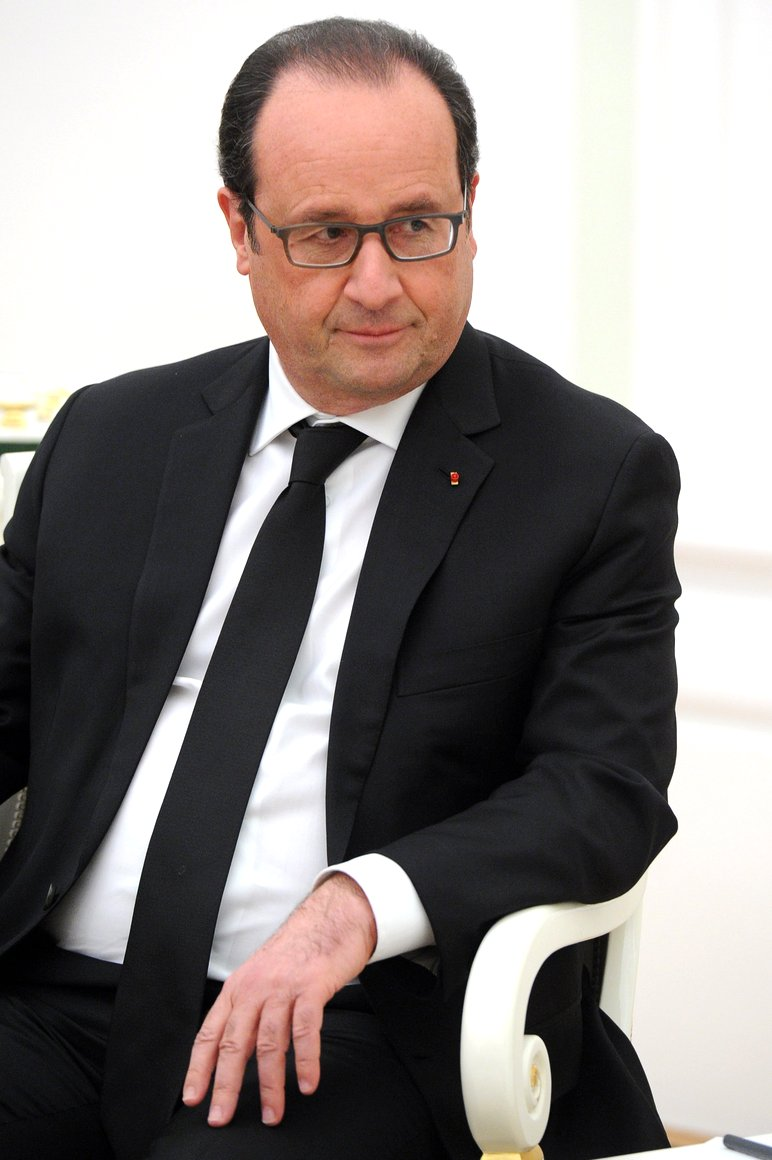
François Hollande en 2015.
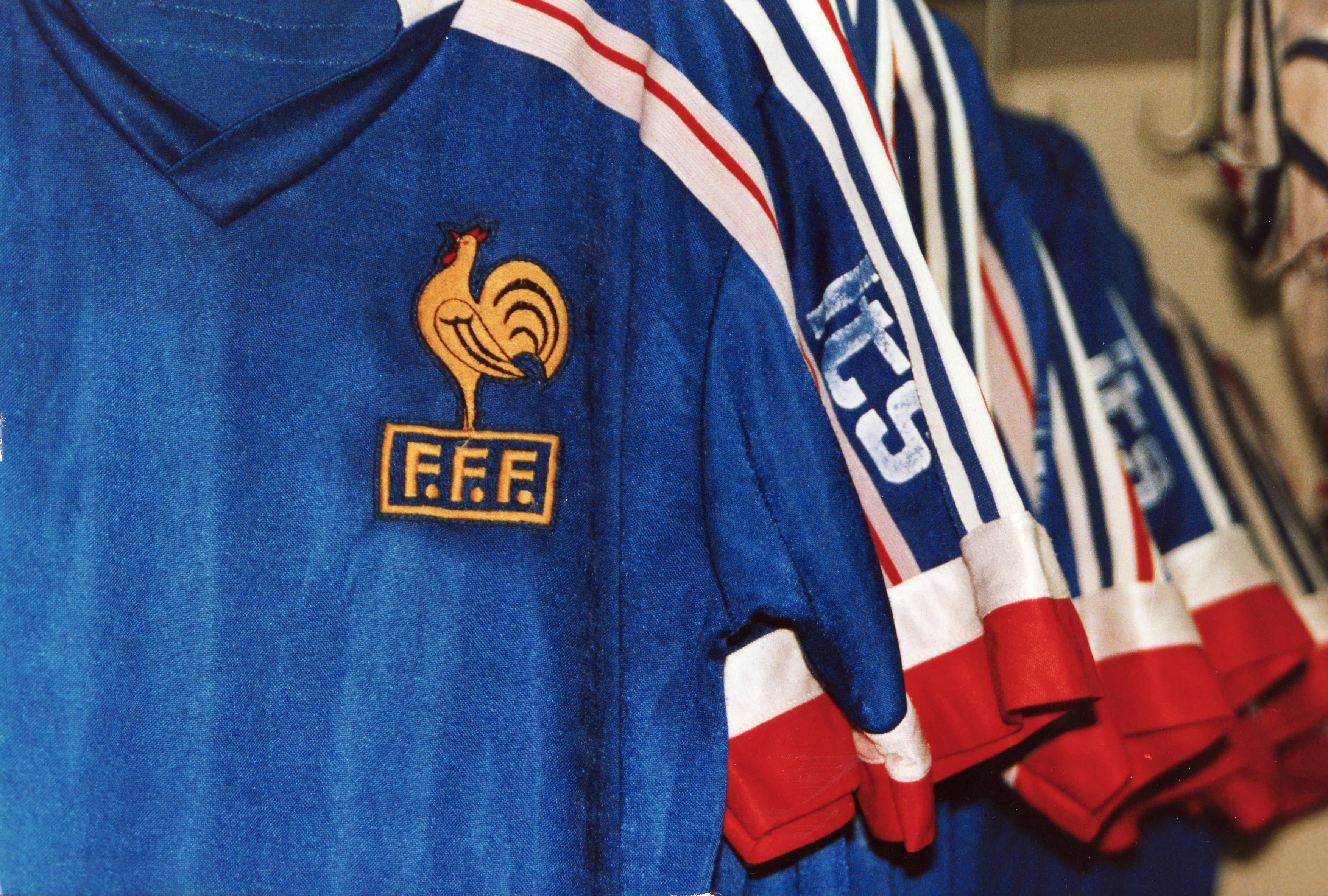
Maillot de l'équipe de France de football.
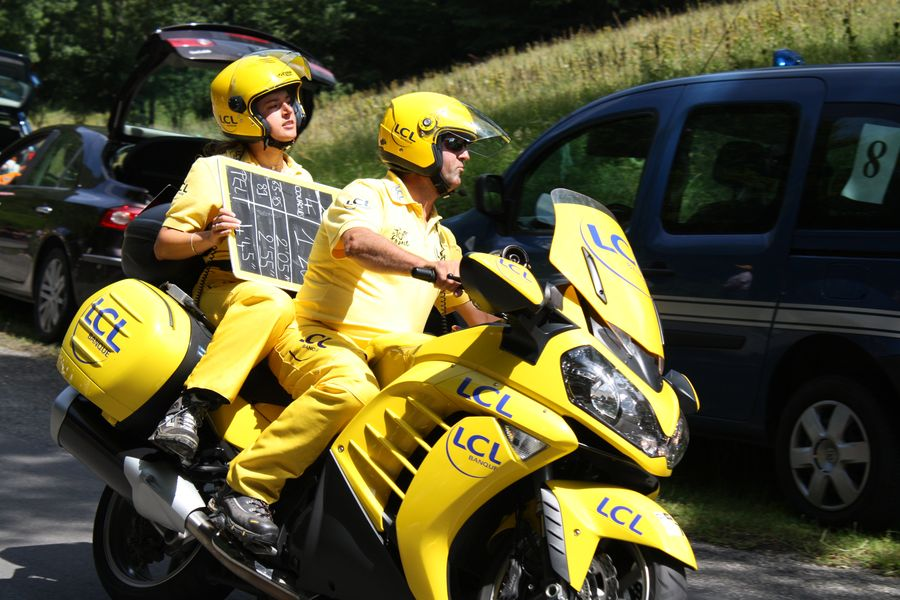
L'ardoisier du Tour de France.
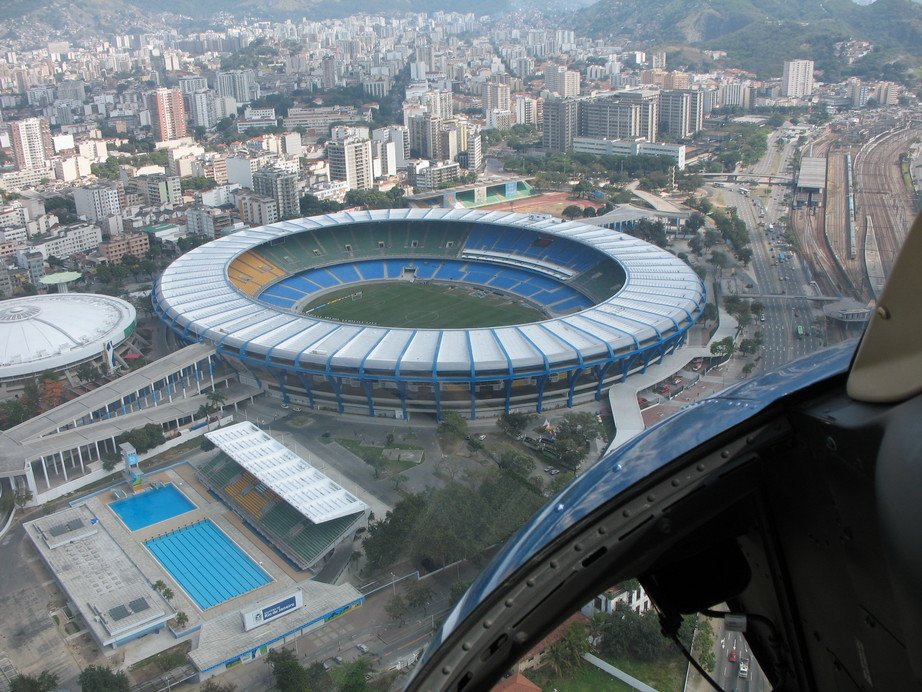
Stade Maracana, ouverture et clôture des Jeux Olympiques 2016.
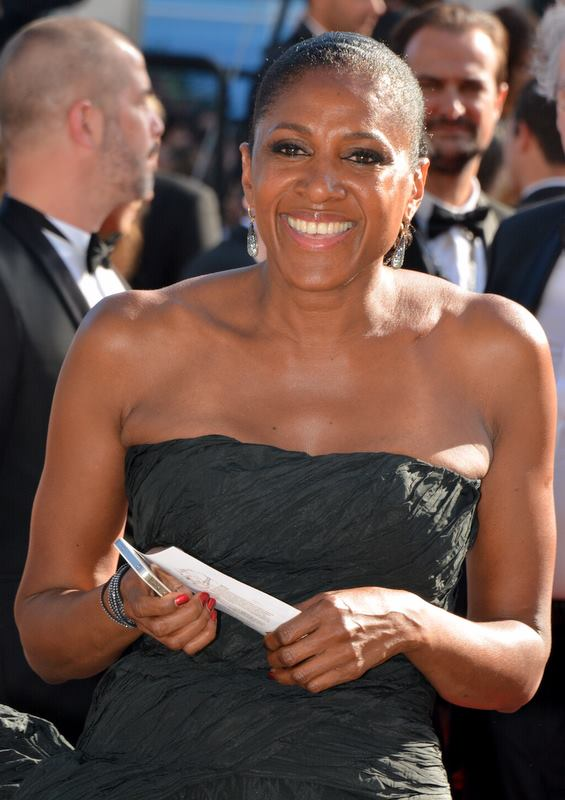
Marie-Josée Pérec en 2016.

### Anniversaires
- 14 janvier : À l'occasion des 30 ans de la disparition de Daniel Balavoine, plusieurs stations lui rendent hommage :
  - RFM revendique être la radio qui diffuse le plus l'artiste et publie un sondage sur les chansons de Balavoine préférées des Français[268] ;
  - Europe 1 assure une programmation spéciale tout au long de la journée[269] ;
  - MFM Radio mobilise son antenne pour une journée qui s'achève avec Évelyne Adam qui reçoit la sœur du chanteur disparu[270] ;
  - France Bleu lui consacre une journée rythmée par ses plus grands titres, des émissions spéciales et des jeux pour gagner l'album de reprises Balavoine(s)[271].
- 15 janvier : Flavie Flament célèbre en public et en direct la 1000e émission d'On est fait pour s'entendre, depuis le Grand Studio de RTL.
- 20 janvier : pour ses 20 ans, RTL2 offre à ses auditeurs un Concert Très Très Privé à La Cigale, diffusé en direct et en public, et présenté par Grégory Ascher[272].
- 22 janvier : Radio France rend hommage à Henri Dutilleux, qui aurait eu 100 ans, responsable du service des illustrations musicales entre 1945 et 1963[273].
- 30 janvier : Nicolas Lespaule, l'ancien DJ du Bus Palladium, fête la 100e de Saturday Night By Lespaule sur OUI FM[274].
- 12 février : RTL souffle les bougies pour les 15 ans de l'émission Ça peut vous arriver présentée par Julien Courbet[275].
- du 1 au 3 mars : FIP et France Bleu rendent hommage à Serge Gainsbourg pour les 25 ans de sa disparition à travers une programmation spéciale[276],[277].
- 2 mars : RTL consacre une soirée spéciale à l'Euro 2016, en rapport avec les 15 ans de l'émission On refait le match[278].
- 7 mars : Bruno Roblès fête ses 30 ans de radio en soirée à l'antenne de RFM et découvre les surprises qui l'attendent[279].
- 18 mars : RTL fête en direct et en public la 1000e émission de Stéphane Bern À la bonne heure, dans le Grand Studio de la station[280].
- du 3 au 30 juin : RFM fête ses 35 ans avec les grandes figures qui ont marqué la station, avec, toute la journée du 6 juin, la compagnie de Patrick Meyer, le fondateur[281].
- 15 juin : MFM Radio mobilise son antenne pour l'anniversaire de Johnny Hallyday, âgé de 73 ans[282].
- 11 octobre : la station RTL a 50 ans, ayant pris cette dénomination le 11 octobre 1966 sous l'impulsion de Jean Prouvost, alors PDG de Radio Luxembourg[283].
- 19 octobre : pour son 1er anniversaire, RFI en mandingue délocalise son antenne à Montreuil où vit la plus grande communauté malienne de France[284].
- 9 novembre : lors d'une soirée réunissant de grands scientifiques français sur France Inter, Mathieu Vidard fête les 10 ans de son émission La Tête au carré[285].
- 11 novembre : RTL, RFI et Radio France se souviennent de Pierre Billaud, Johanne Sutton et Volker Handloik, journalistes morts en Afghanistan il y a 15 ans[286].
- 17 novembre : Francis Zégut fête ses 40 ans de radio sur les antennes de RTL puis de RTL2[287].
- 31 décembre : Laissez-Vous Tenter, le magazine culturel de RTL aux 3 500 émissions, fête ses 15 ans à l'antenne[288].

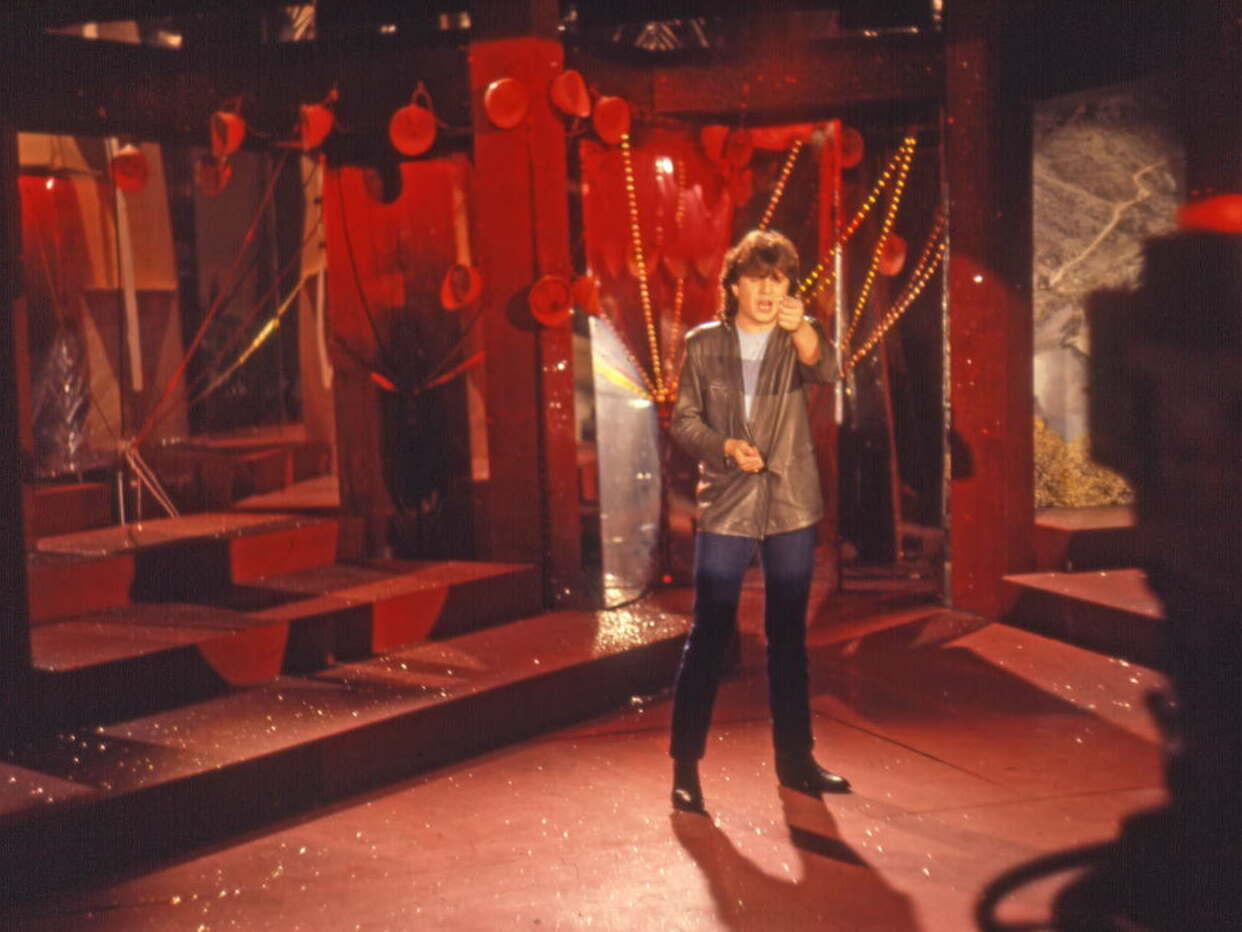
Daniel Balavoine en 1980.
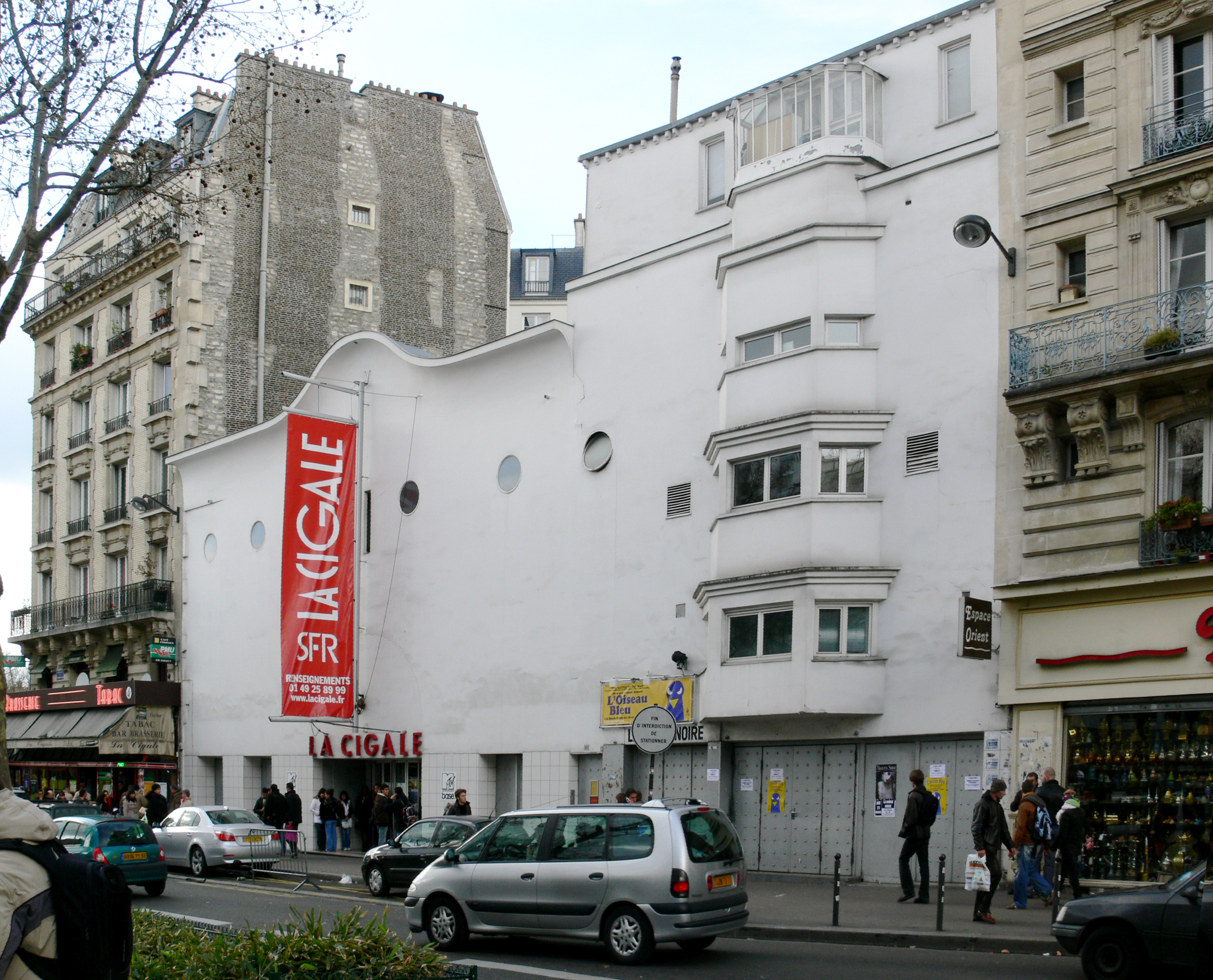
La cigale en 2008.
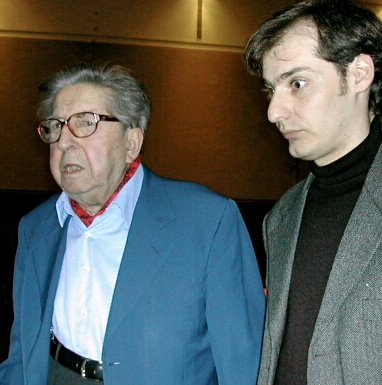
Henri Dutilleux (à gauche) en 2004.
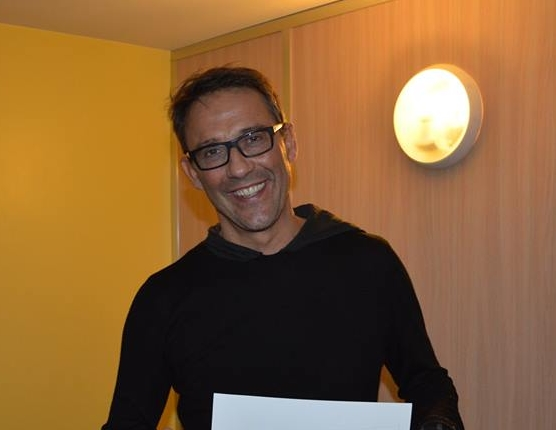
Julien Courbet en 2014.
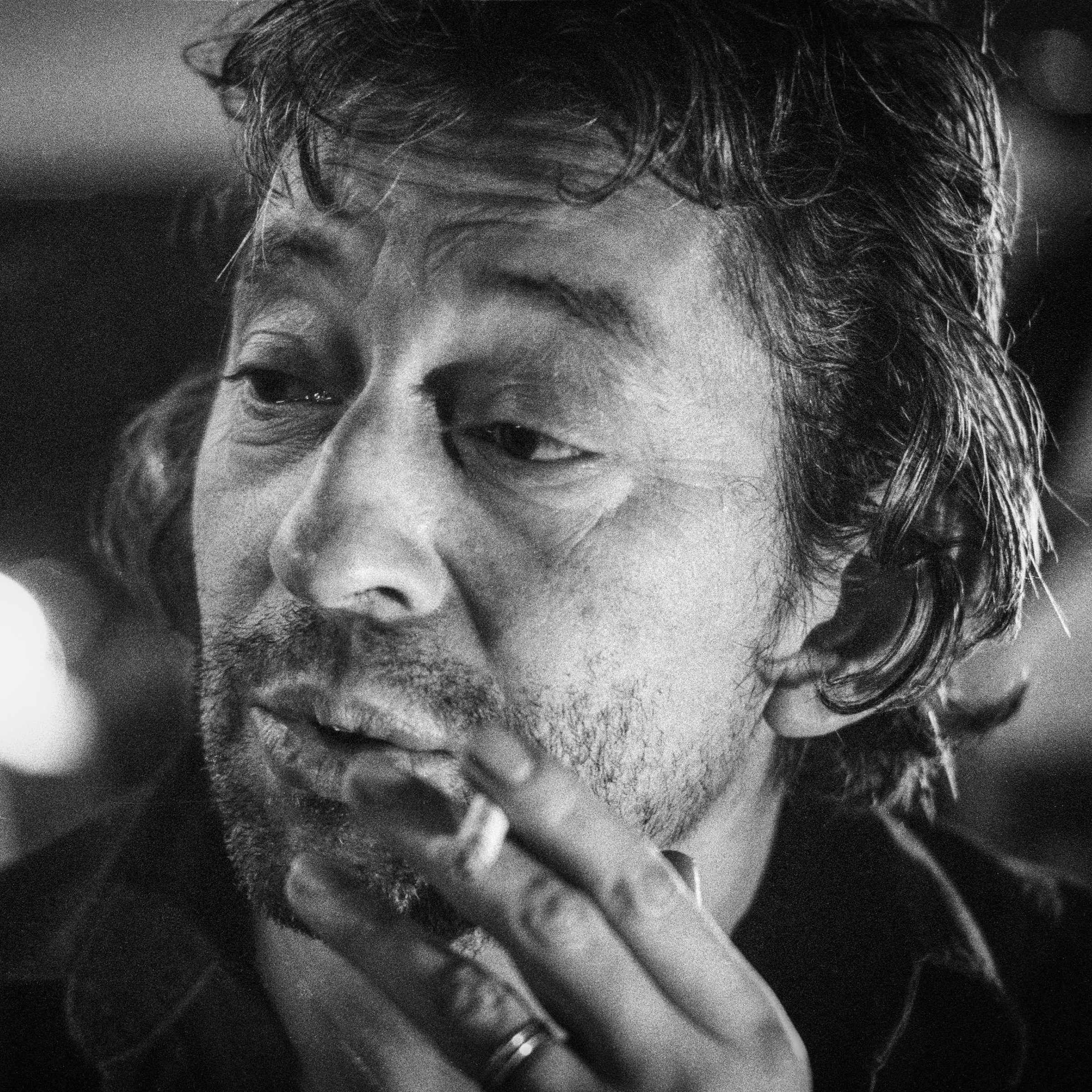
Serge Gainsbourg en 1981.
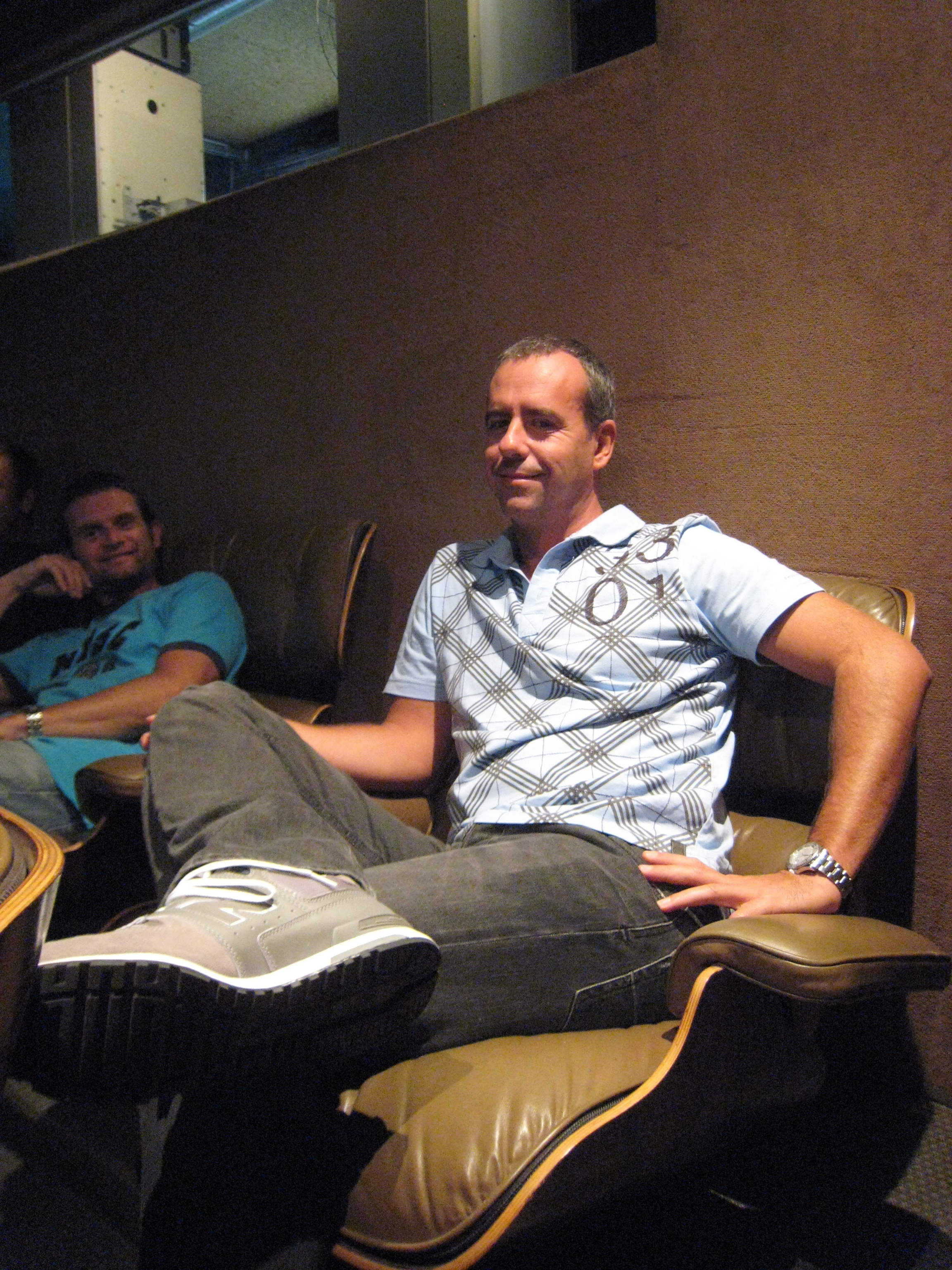
Bruno Roblès en 2008.
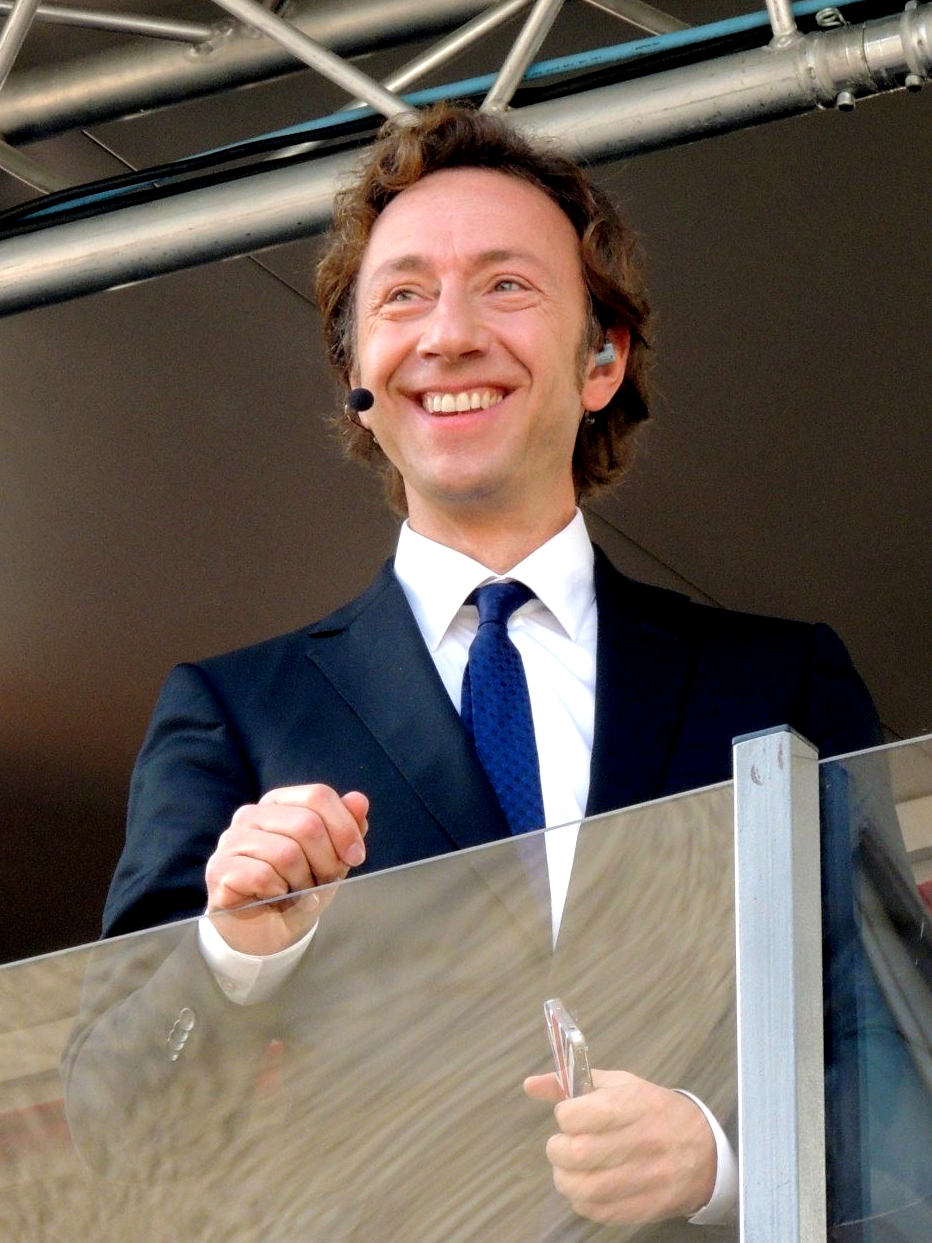
Stéphane Bern en 2012.
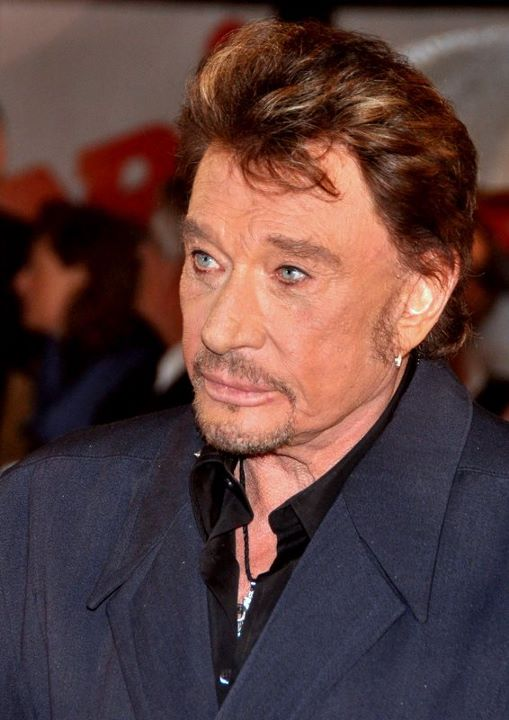
Johnny Hallyday en 2012.

## Changements à la radio en 2016 en France
Des changements à la radio ont lieu lorsque des évolutions de carrière affectent les cadres dirigeants (présidence, direction générale, programmes, antenne, information), les animateurs, les présentateurs ou les chroniqueurs. Le cycle de vie des émissions de radio est aussi suivi. Une section spécifique est en outre consacrée à la période estivale, laquelle est propice aux remplacements temporaires.

### Équipes dirigeantes
Les stations de radio nationales et internationales sont bien souvent intégrées à des structures qui dépassent le cadre de la station. Les dirigeants de ces structures figurent également dans les sections ci-dessous.

#### Changements au niveau des dirigeants
- Michel Orier est nommé directeur de la musique et de la création culturelle à Radio France à compter du 24 février 2016[289].
- Marie-Pierre de Surville, après une mission auprès de Mathieu Gallet pour préfigurer une direction culturelle à Radio France, quitte le groupe audiovisuel le 29 février 2016.
- Wallès Kotra devient le nouveau directeur du groupe audiovisuel Outre-Mer 1re, en remplacement de Michel Kops, à compter du 9 mai 2016.
- Claude Esclatine quitte son poste de directeur du réseau des locales de France Bleu, remplacé par Frédéric Schlesinger qui assure l'intérim à compter du 12 mai 2016[290].
- Bernard Zekri est nommé directeur général de Radio Nova en mai 2016[291].
- Bruno Gaston quitte son poste de directeur des programmes d'Europe 1 pour partir chez Maximal, en restant ainsi chez Lagardère Active[292].
- Emmanuel Krivine est nommé, par Mathieu Gallet et Michel Orier, directeur musical de l'Orchestre national de France, à partir du 1er septembre 2017[293].
- Antoine de Galzain est nommé par Radio France pour lancer le projet lyonnais de la 45e antenne de France Bleu, en juin 2016[294].
- Bruno Dubois est nommé Directeur de l'antenne de Sud Radio le 27 juin 2016[295].
- Thomas Pawlowski, directeur délégué de RFM, quitte le groupe Lagardère Active à la fin-août 2016[296], Stéphane Bosc le remplaçant à RFM[297].
- Nathalie André devient la directrice des programmes d'Europe 1, à la suite de sa nomination par Fabien Namias et Denis Olivennes, à compter du 15 septembre 2016[298].
- Patrick Roger est nommé Directeur Général de Sud Radio à la fin-août 2016[299].
- Aline Pivot, arrivant de France 2, devient la directrice de la communication d'Europe 1 le 31 octobre 2016[300].
- Éric Revel prend la tête de France Bleu, succédant à Claude Esclatine et prenant ses fonctions à compter du 8 novembre 2016[301].
- Frank Lanoux annonce, en novembre 2016, qu'il quitte la direction de RMC dans les prochains mois[302].
- Didier Varrod quitte sa fonction de directeur artistique et de la musique de France Inter en juin 2016[303].

#### Changements au niveau des rédactions
- Philippe Rey est promu au poste de directeur-adjoint de la rédaction de RTL le 1er février 2016[304].

### Animateurs, présentateurs ou chroniqueurs

#### Arrivée sur une antenne en 2016
- Airnadette arrive sur OUI FM pour une émission hebdomadaire en public qui fait la part belle à la culture « culte », à partir du 16 janvier 2016[305].
- Joëlle Dago-Serry, la gagnante du casting des auditeurs, devient la nouvelle Grande Gueule de RMC, à partir du 8 février 2016[306].
- Jean-Louis Moncet, grande voix de la Formule 1, devient le spécialiste de la F1 sur RTL pour la saison qui débute le 20 mars 2016 à Melbourne[307].
- Vincent Josse revient sur France Inter, après avoir quitté la matinale de France Musique à la rentrée 2016[308].
- Raymond Domenech, Guy Roux et Daniel Cohn-Bendit rejoignent Europe 1 comme consultants, dans le cadre de l'Euro 2016.
- Thomas Thouroude est une nouvelle recrue à Europe 1 pour animer, à compter du 10 juin 2016, des après-midi footballistiques[309].
- Pascal Nègre arrive sur RFM pour animer une nouvelle émission d'interviews de personnalités à partir du 4 juin 2016[310].
- Emmanuel Petit, accompagné de Rolland Courbis, fait ses débuts sur l'antenne de RMC le 4 juin 2016 dans Intégrale Foot[311].
- Anne Roumanoff fait son retour dans la grille d'Europe 1, pour une émission quotidienne, après deux ans d'absence à la rentrée 2016[312].
- Gaëtan Roussel présente, sur RTL 2, une émission hebdomadaire intitulée Clap Hands, dès le début de la nouvelle saison le 29 août 2016[313].
- Arnaud Tsamère intègre la station RTL2 pour animer la matinale avec Grégory Ascher, à la rentrée prochaine[314].
- Michel Cymes rejoint RTL pour tenir une chronique médicale durant la matinale, à la rentrée 2016[315].
- Alessandra Sublet, accompagnée de Jérémy Michalak et de Julia Vignali, revient sur Europe 1, en semaine, sur la tranche 16 h - 18 h, en septembre 2016[316],[317].
- Marc-Antoine Le Bret est la nouvelle signature de RFM pour sa matinale, à partir de la rentrée 2016[318].
- Helena Morna est de nouveau à l'antenne d'Europe 1 avec une nouvelle émission de conseils quotidienne à la rentrée 2016[319].
- Élie Semoun relance Les petites annonces sur RTL, vingt ans après la création de cette pastille sur Radio Nova avec Dieudonné, pour la rentrée 2016[320].
- Jean-Michel Aphatie est sur l'antenne de France Info à la rentrée 2016, pour un entretien quotidien[321].
- Pauline de Saint-Rémy, journaliste sur BFMTV depuis trois ans, quitte la chaîne de télévision pour une chronique politique dans la matinale de RTL, à la rentrée 2016[322].
- Roselyne Bachelot rejoint RMC pour animer une émission quotidienne entre 15 h et 16 h, en septembre 2016[323].
- Christophe Dugarry, l'ancien consultant de Canal+, est à la tête des soirées de football sur RMC, à partir de la rentrée 2016[323].
- Christophe Hondelatte anime Hondelatte raconte sur Europe 1, une émission de faits divers diffusée chaque matin, dès la rentrée 2016[324].
- Gérald Kierzek anime une émission sur la santé, chaque matin sur Europe 1, à la rentrée 2016[325].
- Michel Grossiord intègre la matinale de Radio Classique pour présenter la revue de presse, en septembre 2016[326].
- Éric Jean-Jean remplace Grégory Ascher pour animer Le Drive, sur RTL2, de 16 h à 19 h en semaine, à partir de septembre 2016[327].
- Frédéric Beigbeder arrive sur France Inter pour deux rendez-vous par semaine, un billet spirituel et une chronique décalée, à partir du 25 août 2016[328].
- Bruno Roblès rejoint Rire et Chansons pour animer la matinale, en succédant ainsi à Pascal Gigot, le 29 août 2016[329].
- Édouard Baer reprend la matinale de Radio Nova au début du mois d'octobre 2016[330].
- Brigitte Lahaie, évincée de RMC, continue en allant sur Sud Radio pour animer une quotidienne identifiée comme « deux heures d'envie, de joies et de plaisir »[331].
- Cyril Féraud arrive sur l'antenne de MFM Radio pour animer une émission quotidienne entre 12 h et 13 h, le 29 août 2016[332].
- Valérie Expert arrive sur Sud Radio pour présenter une quotidienne à partir du 5 septembre 2016[333].
- Ali Baddou, l'ex-animateur de Canal+, propose une interview sur France Inter, chaque vendredi à 7 h 50, à partir de septembre 2016[334].
- Patrick Sabatier arrive sur MFM Radio pour un entretien avec un invité le samedi à midi, à partir du 10 septembre 2016[335].
- Guillaume Aubert arrive sur Nostalgie en début de saison 2016-2017[336].
- Philippe Verdier rejoint Sud Radio pour y animer Grand Matin Week-end, les samedis et dimanches de 7h à 10h, à partir d'octobre 2016[337].
- Michel Desjoyeaux rejoignant RMC le 31 octobre 2016, il contribuera au dispositif pour suivre en direct le départ du Vendée Globe le 6 novembre 2016[338].
- Didier Porte est chroniqueur dans l'émission Ca pique, mais c'est bon d'Anne Roumanoff, sur Europe 1, depuis la rentrée 2016[339].
- Michaël Darmon ayant quitté I-Télé, il rejoint Sud Radio pour être présent à l'antenne dès le 18 novembre 2016[340].

#### Évolution au sein d'une même station en 2016
- Sonia Mabrouk anime l'émission d'Europe 1 Les Grandes Voix vous répondent, le dimanche de 19 h à 20 h, depuis janvier 2016.
- Antonin André, chef du service politique à Europe 1, est une nouvelle voix dans la matinale de Thomas Sotto, pour une chronique à partir du 5 janvier 2016[341].
- Nicolas Demorand reprend l'émission de France Inter intitulée Agora, à la suite du départ à la retraite de son présentateur Stéphane Paoli, pour la rentrée 2016[342].
- Laure Adler propose une nouvelle émission d'entretien, en quotidienne sur France Inter, abandonnant en même temps son émission sur France Culture[343].
- Marie Drucker ne présente plus Le journal inattendu sur RTL à la rentrée 2016, mais conserve une émission sur cette antenne[344].
- Olivier Mazerolle, aux commandes de l'Interview Politique, et Élizabeth Martichoux, animatrice du Grand Jury, échangent leur poste sur la station RTL, à la rentrée 2016[345].
- Grégory Ascher évolue sur RTL2 pour arriver à la matinale, avec Arnaud Tsamère, en remplacement de Stéphanie Renouvin et Christophe Nicolas, à la rentrée prochaine[314].
- Bernard Poirette succède à Marie Drucker à la présentation du journal inattendu, le samedi sur RTL, en septembre 2016.
- Éric Jean-Jean prend les commandes du Drive RTL2 de 16 h à 19 h en semaine, à partir de septembre 2016.
- Nikos Aliagas présente une heure d'entretien avec un invité, en semaine de 15 h à 16 h, sur Europe 1, à partir de septembre 2016[346].
- Albert Spano, responsable du 9 h - 13 h sur RFM, remplace Bruno Roblès à la matinale aux côtés d'Élodie Gossuin, le 29 août 2016[347].
- Lionel Rosso anime Les Grandes voix du sport d'Europe 1, nouveau rendez-vous de la station, tous les samedis de 18 h 30 à 20 h, à partir de janvier 2016[348].
- Éric Dussart et Jade, sur RTL, décrochent une nouvelle émission dont le sujet est la télévision, le weekend, sur la grille de rentrée 2016[349].
- Karine Ferri rejoint l'équipe de la matinale de RFM, emmenée par Albert Spano et Élodie Gossuin, à la rentrée 2016[350].
- Karen Cheryl arrête son émission Il n'y a pas qu'une vie dans la vie sur Europe 1, pour en commencer une autre, où elle recevra des personnalités, à partir de septembre 2016[319].
- Samuel Étienne récupère la présentation d'Europe 1 Bonjour, la pré-matinale de la station Europe 1, en semaine, à partir de septembre 2016[351].
- Pierre de Vilno récupère la tranche d'informations du soir Europe Nuit, en semaine, ainsi que sa chronique Tout Roule désormais diffusée le samedi, à partir de septembre 2016.
- Bruno Duvic prend en charge la tranche d'information Intertreize sur France Inter, à la place de Claire Servajean, à partir du 22 août 2016.
- Caroline Broué prend les commandes de la tranche 7-9 de France culture, chaque samedi, à partir de septembre 2016.
- Stéphanie Renouvin, sur RTL2, troque l'animation du Grand Morning à la rentrée 2016, contre celui de Pop-Rock Story, le dimanche de 19 h à 20 h[352].
- Jérôme Commandeur intervient dans la matinale d'Europe 1 avec la chronique Commandeur News depuis août 2016[353].
- Claire Servajean quittant Intertreize, elle reprend la case du vendredi soir de 18 h à 20 h, avec notamment Le téléphone sonne à 19 h 20.[réf. souhaitée]

#### Départ d'une antenne en 2016
- Paula Jacques quitte France Inter en 2016, à la suite de son départ à la retraite[308].
- Stéphane Paoli quitte la présentation de son émission et France Inter, à l'âge de 67 ans, après 22 ans passés à Radio France[354].
- Pascale Clark annonce sur Twitter en mai 2016 son départ de France Inter qui doit intervenir le 18 juin 2016[355].
- Daniela Lumbroso quitte France Bleu à la rentrée 2016, son émission France Bleu Midi n'étant pas reconduite[356].
- Cyril Hanouna annonce à ses équipes qu'il quitte Europe 1, présentant la dernière émission Les Pieds dans le plat le 9 juin 2016[357].
- Philippe Meyer, sur une décision de Frédéric Schlesinger, directeur des programmes de Radio France, abandonne l'antenne de France Inter et se recentre sur France Culture[343].
- Jean-Pierre Foucault annonce sa retraite radiophonique après 51 ans d'antenne, le 9 juin 2016[358].
- Malher termine huit années sur les ondes de Radio Monaco, le 17 juin 2016[359].
- Patrick Roger quitte Europe 1 en juin 2016, pour de nouvelles aventures professionnelles qui devraient débuter à la rentrée[360].
- Philippe Abiteboul présente son dernier journal sur France Inter le 26 juin 2016, après 40 années passées sur cette antenne.
- Jacky Gallois, grande voix d'Europe 1, quitte la station après 33 ans d'activité, pour se consacrer à la direction d'une école de radio[361].
- Bruno Roblès annonce en direct, le 1er juillet 2016, à la fin du Meilleur Des Réveils, qu'il quitte la station RFM après 14 années de présence[362].
- Jean-Michel Aphatie annonce qu'il quitte Europe 1 à la fin de l'émission d'informations de la mi-journée, qu'il co-anime, le 8 juillet 2016.
- Michel Grossiord présente son dernier journal après 34 années passées à Europe 1, le 8 juillet 2016 à 8 h[363].
- Jean-Marc Morandini voit à collaboration avec Europe 1 non pas terminée à la rentrée 2016[364], mais seulement suspendue temporairement, puis suspendue ensuite.
- Brigitte Lahaie quitte RMC après 15 années à la présentation de son émission Lahaie, l'Amour et Vous, en 2016[365].
- Luis Fernandez, qui n'a pas souhaité reprendre sa quotidienne sur RMC en format hebdomadaire, quitte la station en juillet 2016[366].
- Thomas Baumgartner délaissera le micro en quittant France Culture, car il est nommé rédacteur en chef de Radio Nova par Bernard Zekri à la rentrée 2016[367].
- Bernard Laporte annonce qu'il n'anime plus Direct Laporte sur RMC le 21 décembre 2016, à la suite de sa récente élection à la tête de la FFR[368].
- Serge Simon, consultant sur RMC depuis 2003, annonce, le 21 décembre 2016, à la suite de son élection à la FFR, qu'il quitte la station afin d'éviter les riques de conflits d'intérêts[368].

### Émissions de radio

#### Nouvelles émissions en 2016
- Démesurément culte est une nouvelle émission sur OUI FM animée par les six membres du groupe Airnadette, diffusée le samedi à 13 h à compter du 16 janvier 2016[305].
- ÉcoSystème est une nouvelle émission dominicale sur Europe 1, consacrée exclusivemment à l'économie, présentée par Emmanuel Duteil à partir du 10 janvier 2016[369].
- Les grandes voix vous répondent, nouveau rendez-vous dominical sur Europe 1, à partir du 10 janvier 2016, où les auditeurs sollicitent l'expertise des pointures de la station[370].
- Objectif 2017 : ce que veulent les Français est un rendez-vous mensuel sur RMC, avec un institut de sondage, pour connaître les réformes attendues par les Français[371].
- Les conseils bien-être de Nathalie Simon est une série à base de conseils pour prendre soin de soi, présentée par Nathalie Simon sur France Bleu, à partir de février 2016[372].
- En route vers les JMJ est un rendez-vous mensuel sur RCF, à partir de février 2016, pour faire partager la préparation de 2 500 000 jeunes aux prochains JMJ de Cracovie[373].
- Le Concert intime est une nouvelle émission mensuelle sur RCF qui permet d'en savoir plus sur la foi d'un invité qui se produit en concert acoustique et en public[374].
- Before Rio est une nouvelle émission hebdomadaire sur RMC relative aux coulisses des jeux olympiques, diffusée à partie du 18 avril 2016 et présentée par Jacques Monclar[375].
- Pascal Nègre fait ses numéros est une nouvelle émission d'interviews diffusée sur RFM les samedis et dimanches à partir du 4 juin 2016[310].
- Le Double Expresso RTL2 est le nouveau Morning de RTL2, présenté par Arnaud Tsamère, Grégory Ascher et Justine Salmon, dès le 29 août 2016[376].
- Pop Rock Story est une émission de RTL 2, sur la vie et l'œuvre d'un artiste de ces 50 dernières années, présentée par Stéphanie Renouvin à partir du 4 septembre 2016[377].
- France Bleu Soir est le nouveau rendez-vous de l'actualité culturelle proposé par le réseau France Bleu, tous les jours de 19 h à 20 h à la rentrée 2016[378].
- Manu & Coach est un nouveau show quotidien sur RMC, présenté par Emmanuel Petit et Rolland Courbis, qui fera état, à la rentrée 2016, de l'actualité du football[379].
- Radio Réveil est le nouveau morning de OUI FM, animé par Thomas Caussé et Élodie, lesquels feront une part belle à l'actualité, à la météo et au trafic sur les routes[380].
- De quoi j'ai l'air ? est une nouvelle émission quotidienne sur Europe 1, de 15 h à 16 h, pendant laquelle Nikos Aliagas s'entretient avec un invité, à partir de septembre 2016[381].
- Cap sur la Maison-Blanche est un journal de campagne de l'élection présidentielle américaine, proposé par RFI à partir du 14 septembre 2016[382].
- La Course à la Maison Blanche relate sur Mouv' les aventures de trois reporters silonnant les États-Unis à trois semaines de l'élection présidentielle, à partir du 3 octobre 2016[383].
- France Info est en direct de la Station spatiale internationale avec l'astronaute Thomas Pesquet, à partir du 3 décembre et durant 6 mois, le samedi à 7 h 50 et 9 h 50[384].
- La méthode scientifique est la nouvelle émission scientifique quotidienne de France Culture, par Nicolas Martin, programmée de 16 h à 17 h à partir de septembre 2016[385].

#### Émissions déprogrammées en 2016
- L'Humeur vagabonde, la quotidienne de Kathleen Evin, sur France Inter, s'arrête en juin 2016[308], mais est reconduite à la rentrée suivante en format hebdomadaire.
- Vous avez dit classique ?, l'émission quotidienne de Elsa Boublil, sur France Inter, ne revient pas en septembre 2016[308].
- La nuit est à vous, l'émission quotidienne de Noëlle Bréham, sur France Inter, ne revient pas en septembre 2016[308].
- Coming up !, le programme musical de Valli, sur France Inter, n'est pas reconduit en septembre 2016[308].
- Cosmopolitaine, l'émission littéraire de France Inter prend fin en 2016, du fait du départ à la retraite de sa productrice et présentatrice Paula Jacques[308].
- Label Pop, l'émission hebdomadaire de Vincent Théval, sur France Musique, n'est pas reconduite en septembre 2016[308].
- Making of, l'émission hebdomadaire de Pascale Clark sur France Inter, s'arrête en juin 2016, avec le départ de l'animatrice de la station[386].
- Il n'y en a pas deux comme Elle, l'émission d'Europe 1 présentée par Marion Ruggiéri, s'arrête en juin 2016[312].
- Permis de penser, l'émission lancée par Laure Adler en septembre 2015 sur France Inter prend fin pour la rentrée 2016[343].
- La prochaine fois je vous le chanterai, l'émission hebdomadaire présentée par Philippe Meyer depuis 2000, sur France Inter, s'arrête le 25 juin 2016[343].
- Sortez du cadre, l'émission présentée par Nikos Aliagas, sur Europe 1, prend fin en juin 2016.
- Le 5/7 du week-end, émission prématinale présentée par Dorothée Barba, n'est pas reconduite par France Inter à la rentrée 2016[387].
- Quatre émissions hebdomadaires de la tranche 14h-15h de France Culture sont arrêtées en juillet 2016 et remplacées en septembre par la quotidienne La Méthode scientifique :
  - Continent sciences, l'émission scientifique généraliste, produite par Stéphane Deligeorges depuis 1999.
  - Révolutions médicales, l'émission médicale, produite et animée par René Frydman depuis 2012.
  - La Marche des sciences, l'émission consacrée à l'histoire des sciences, produite par Aurélie Luneau depuis 2009.
  - Science publique, l'émission relatant l'impact de la science sur la société, produite par Michel Alberganti depuis 2006.

### Spécificités de la période estivale 2016
- Thomas Joubert est à la tête du Grand Direct pour trois heures d'antenne quotidienne sur Europe 1 durant l'été 2016[388].
- Julia Martin présente en semaine Europe 1 Bonjour de 5h à 6h30, pendant l'été 2016[389].
- Miguel Derennes anime les 5 à 7 du week-end sur RTL, pendant l'été 2016.
- Philippe Manœuvre coanime avec Emilie Mazoyer, sur Europe 1, l'émission Salut Les Rockers, en semaine de 16 h à 18 h, pendant l'été 2016[389].
- Didier Barbelivien anime Les Etoiles d'Europe 1 le dimanche de 11 h à 12 h, durant tout l'été 2016[389].
- Carole Gaessler anime l'émission Mes Chers Compatriotes les samedis et dimanches de 11 h à 12 h, sur RTL, pendant l'été 2016.
- Jean-Michel Zecca anime RTL Autour du Monde avec Jean-Sébastien Petitdemange, pendant l'été 2016.
- Bruno Guillon anime avec Caroline Diament Le Grand Quiz de l'été en semaine de 9 h 15 à 11 h sur RTL, pendant l'été 2016.
- Daniel Morin reprend l'émission À rebrousse-poil sur France Inter, en compagnie d'Albert Algoud, pendant l'été 2016[390].
- Patrick Pesnot et son émission Rendez-vous avec X sont de nouveau sur les ondes de France Inter, aux mêmes horaires, pendant l'été 2016[391].
- Bernard Lehut, spécialiste littéraire à RTL, accompagne sept écrivains dans des lieux qu'ils apprécient, durant l'été 2016[392].
- Christophe Beaugrand, Lorànt Deutsch, Stéphane Bern, Jean-Alphonse Richard, Martial You, Christine Haas, Laëtitia Nallet, Georges Lang, Éric Jean-Jean, Jérôme de Verdière et Bernard Mabille sont sur RTL, cet été 2016, à partir du 11 juillet 2016[393].
- Claude Angélie, ancien rédacteur en chef du Canard enchaîné, se confie à Pierre-Édouard Deldique sur RFI dans Les plaisirs du journalisme, chaque vendredi de l'été 2016[394].
- Christophe André propose chaque jour de l'été 2016, sur l'antenne de France Culture, trois minutes de méditation guidée, pour respirer, se concentrer et lâcher prise[395].
- Capucine Frey raconte l'histoire de la confiserie en France avec la série Folies Bonbons sur France Bleu, tous les samedis et dimanches de l'été 2016[396].
- Leïla Kaddour-Boudadi présente l'émission Le mag de l'été sur France Inter, chaque jour de la semaine, de 18h à 19h, au cours des mois d'été 2016.
- Samuel Étienne présente la matinale d'Europe 1 en semaine, à partir du 11 juillet 2016, pendant les vacances de Thomas Sotto[397].

## Nominations à des postes-clés en 2016
- Guillaume Blanchot, conseiller technique médias et industries culturelles au cabinet du Premier ministre, en France, est nommé directeur général du CSA[398].
- Kevin Mignoux occupe le poste nouvellement créé de Secrétaire général du SIRTI, au 1er juillet 2016[399].
- Rémy Pflimlin est nommé à la Présidence de la Commission FSER, pour la radiophonie en France, sur la période 2016 à 2019[400].

## Prix en 2016
En ne retenant que les principaux prix de la liste des récompenses de radio, l'année 2016 met à l'honneur les personnalités suivantes :

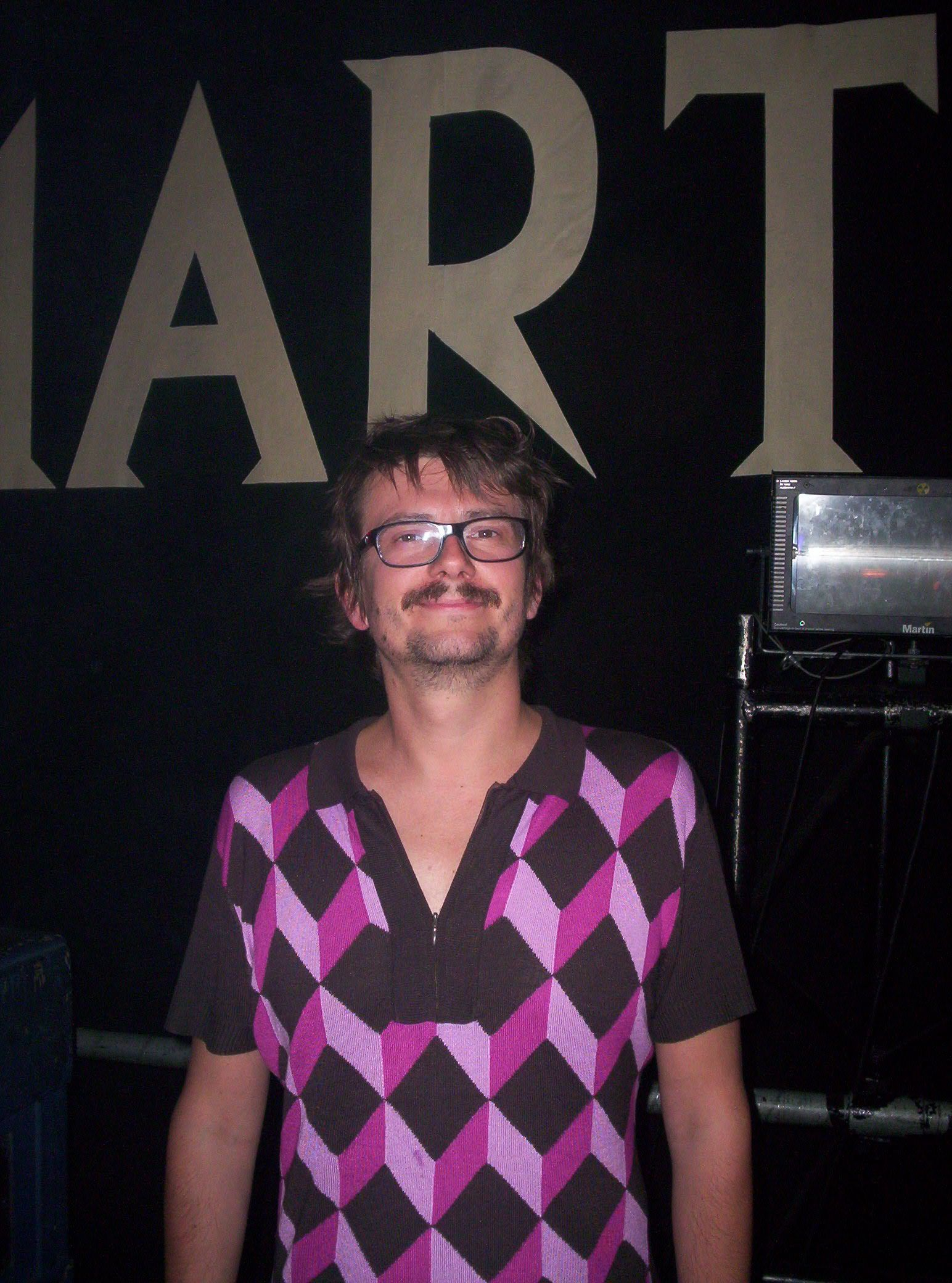
Luz en 2007.
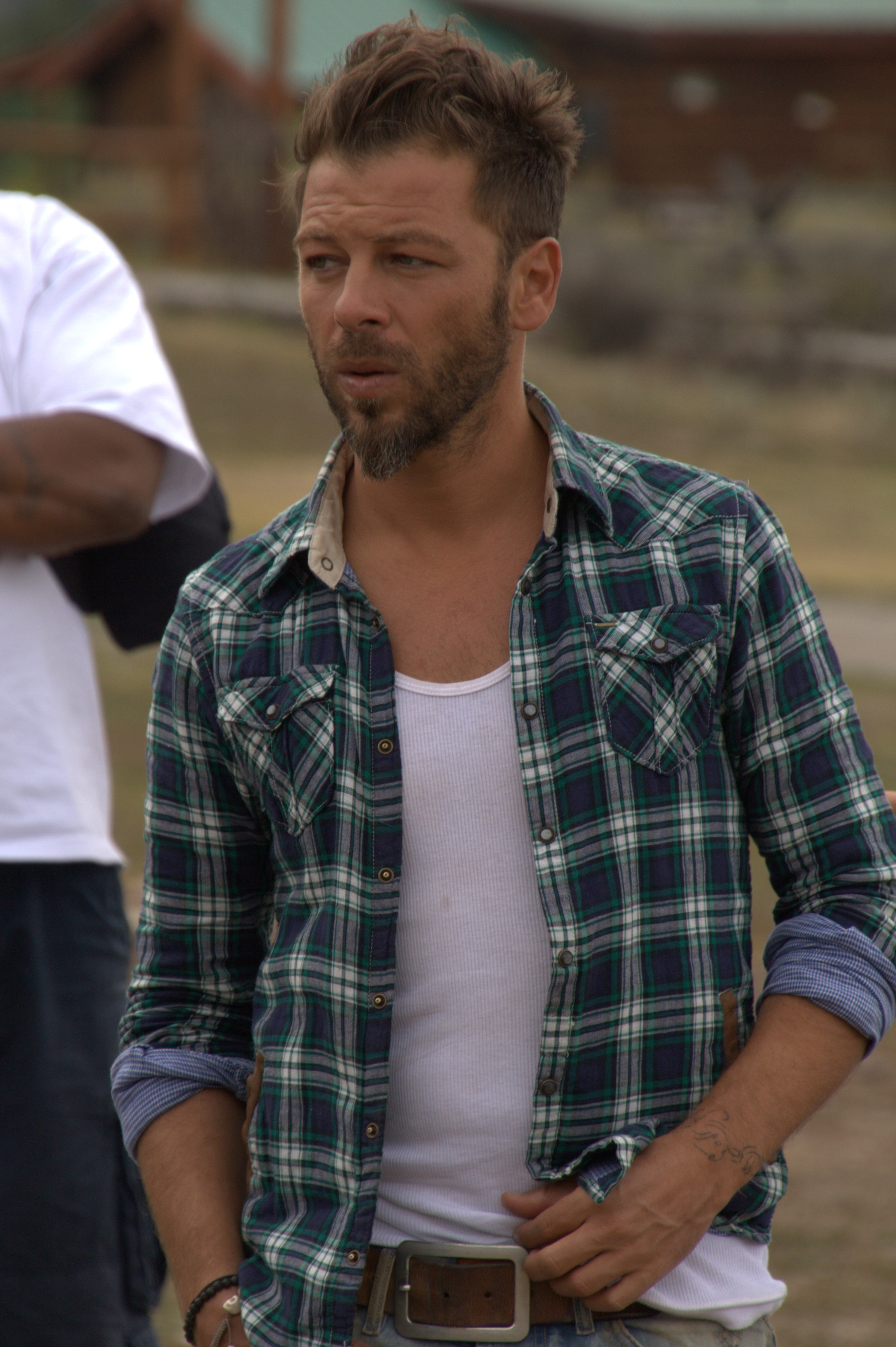
Christophe Maé en 2011.
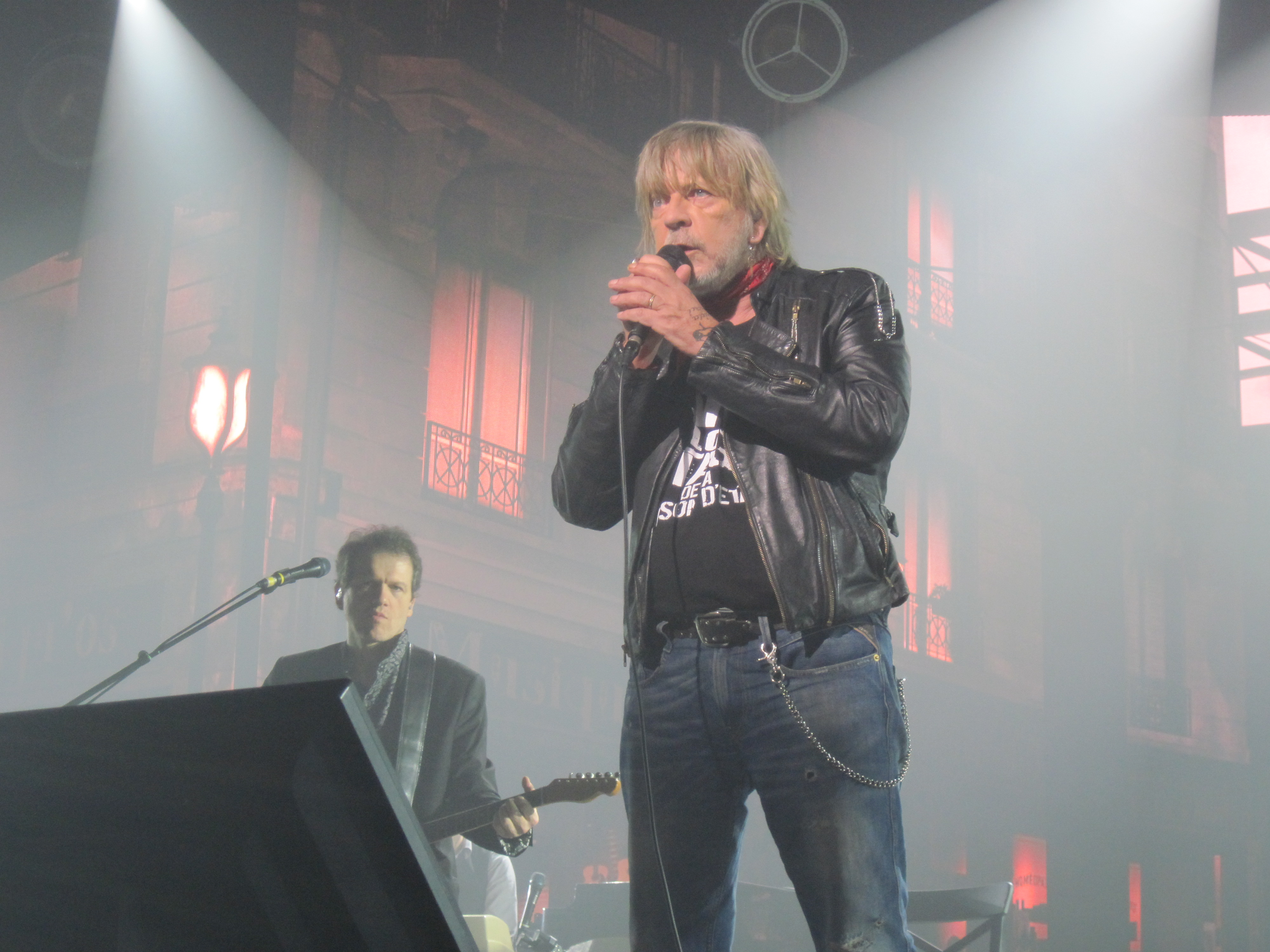
Renaud en 2016.
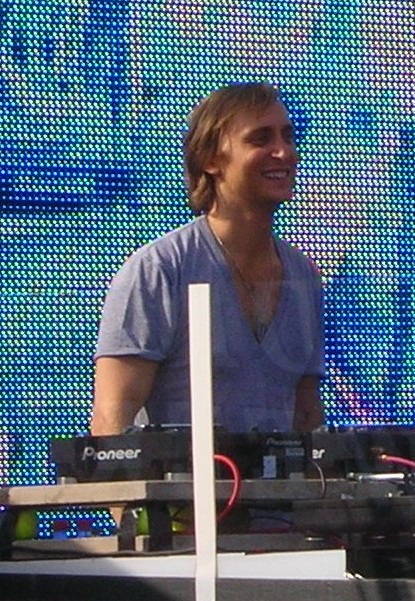
David Guetta en 2007.
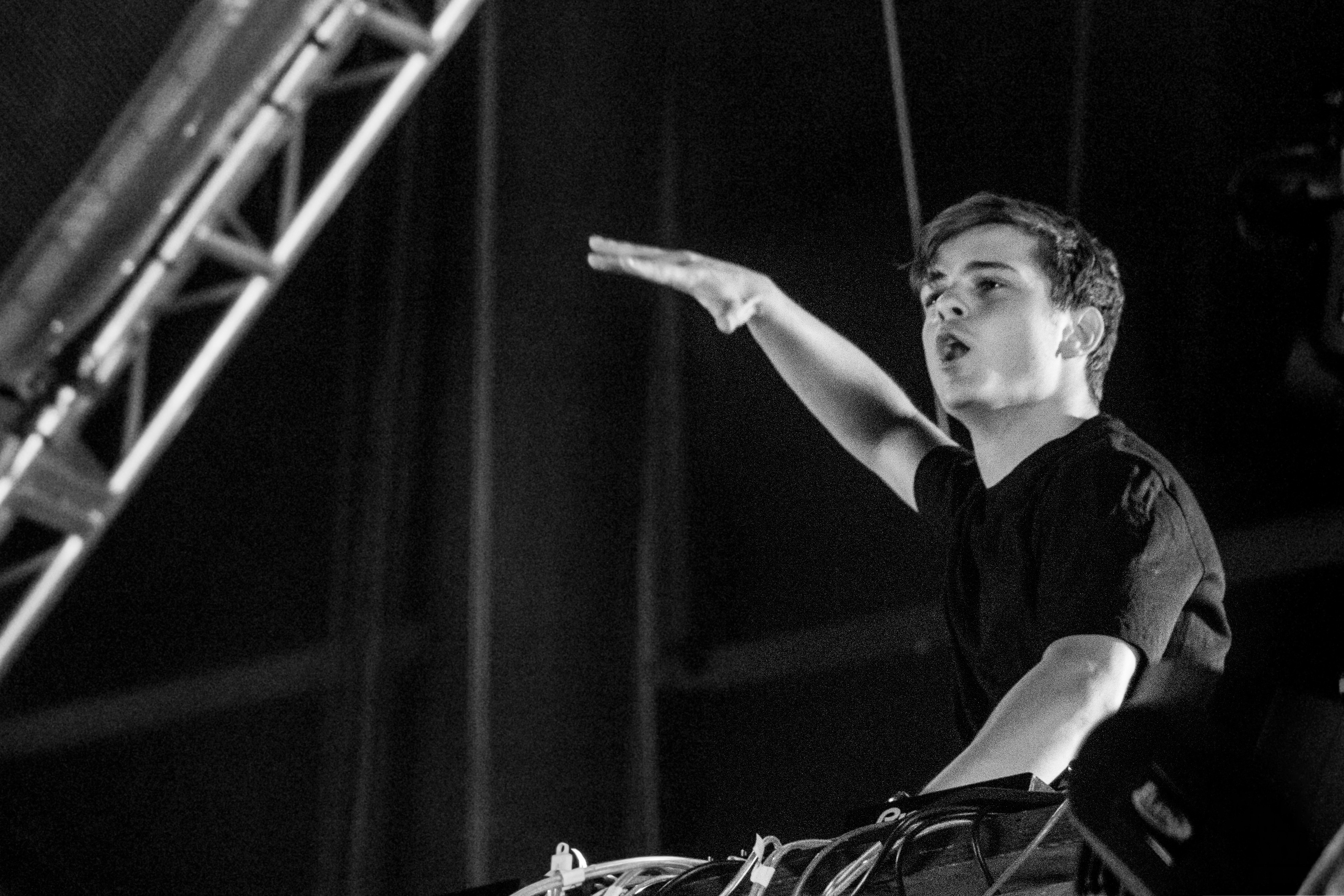
Martin Garrix en 2013.
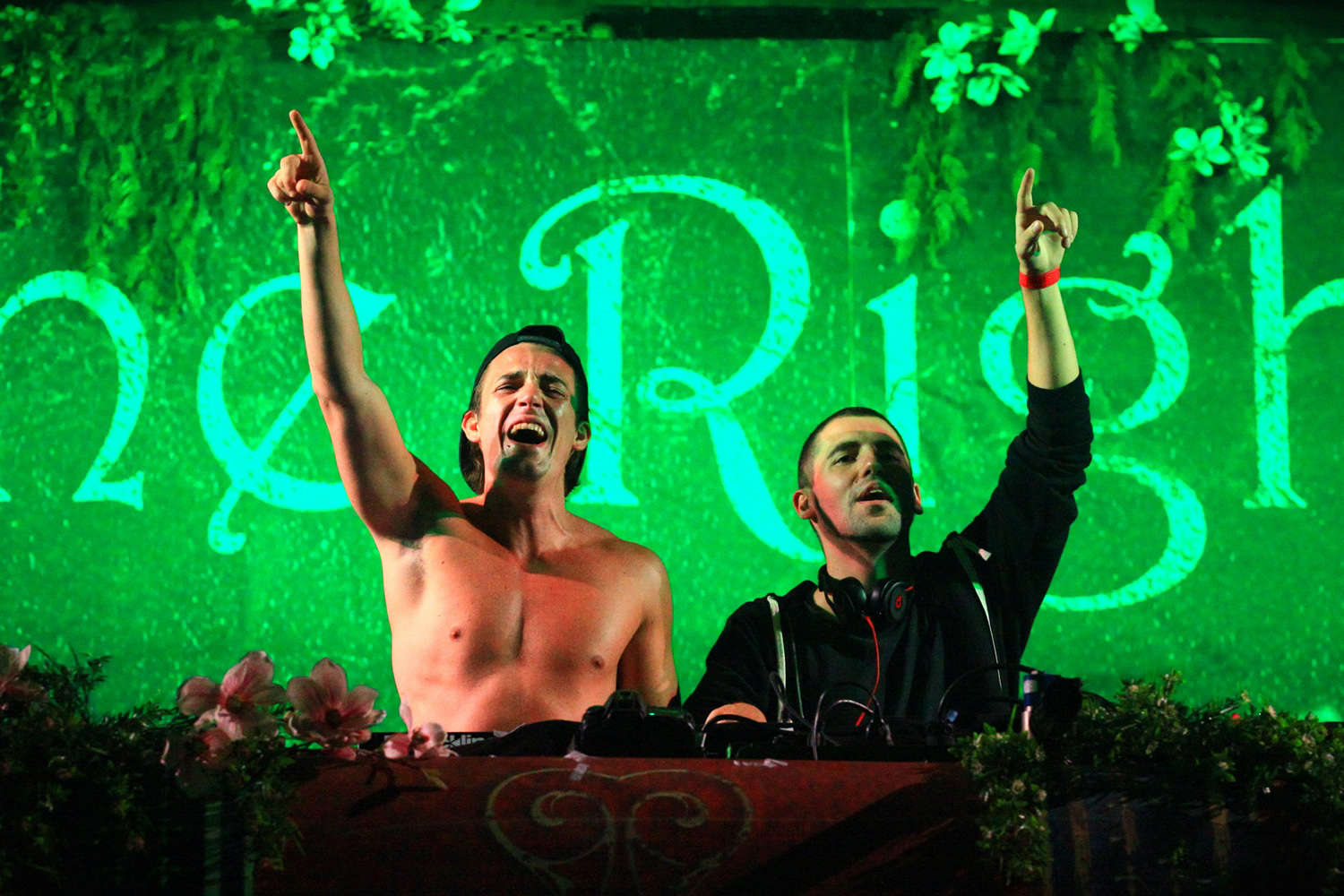
Dimitri Vegas & Like Mike en 2013.
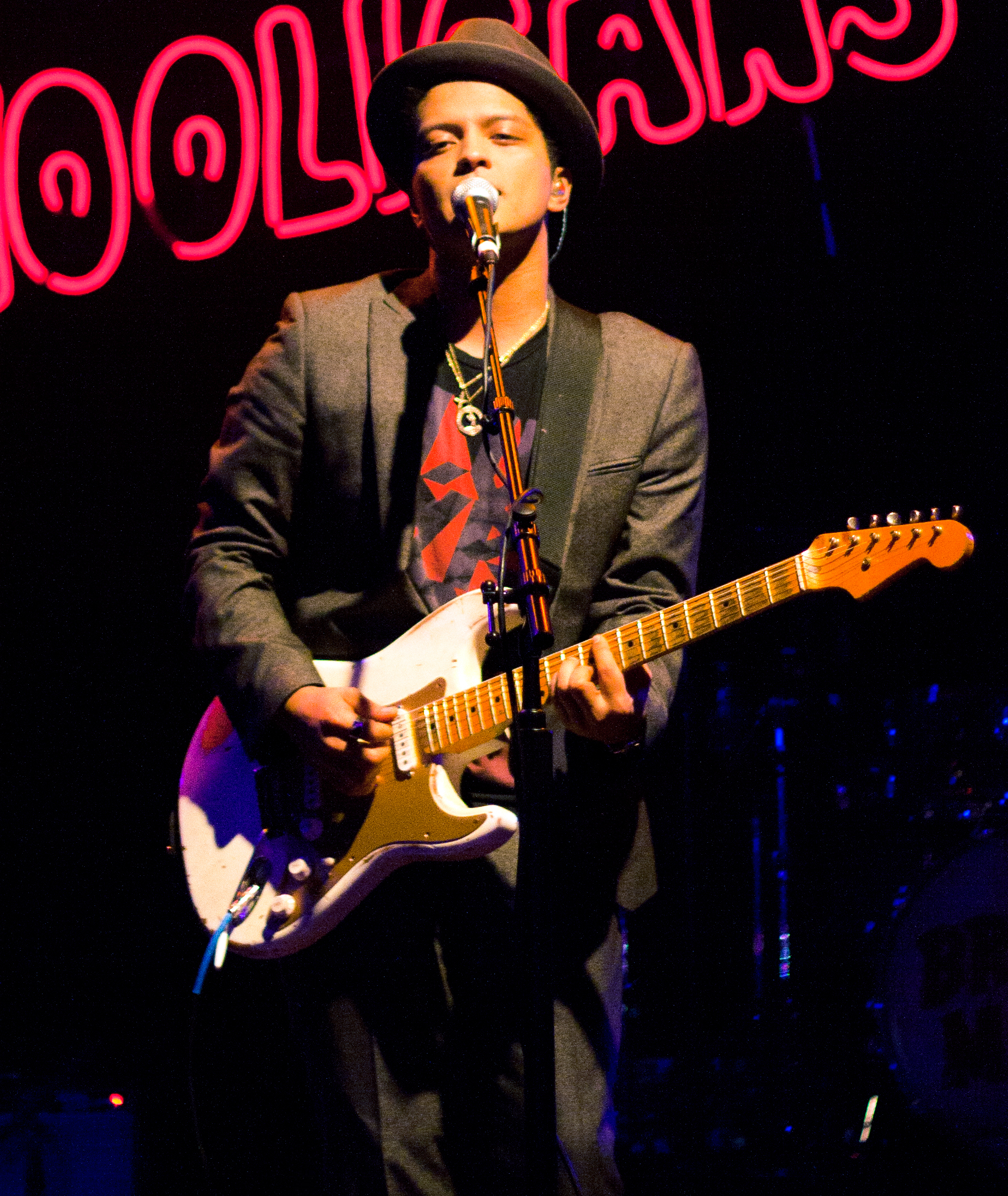
Bruno Mars en 2010.
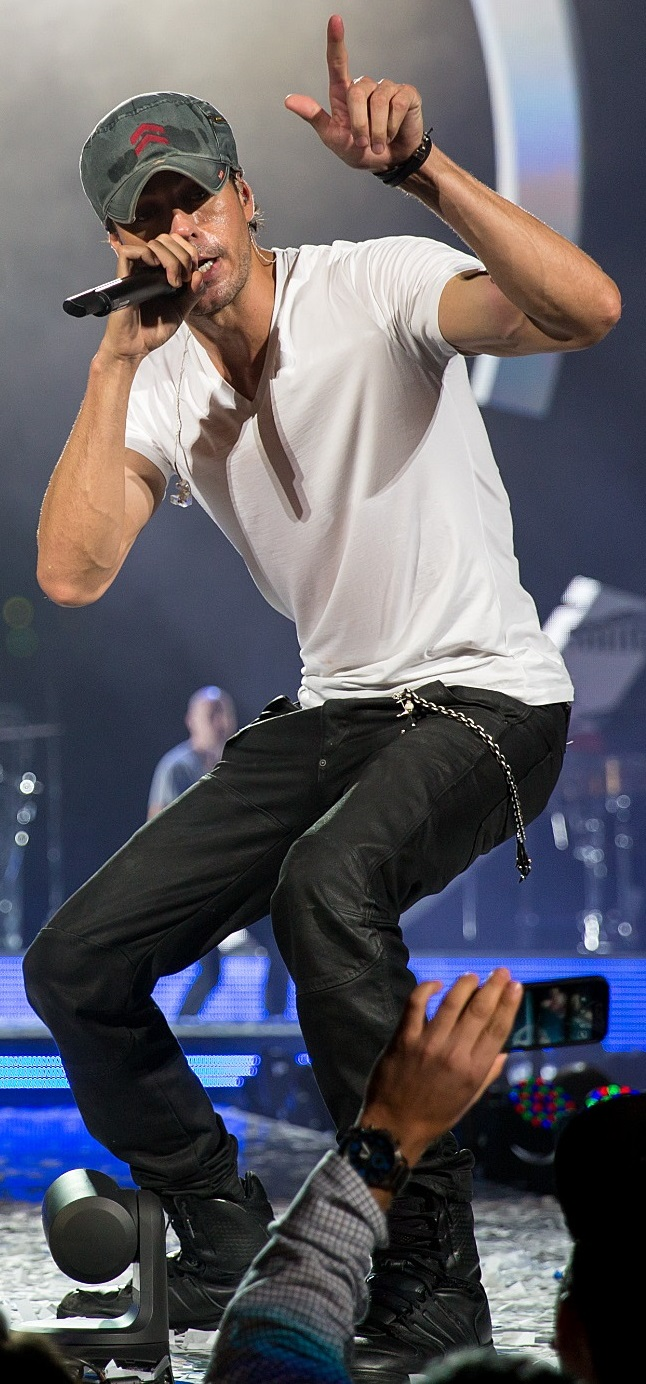
Enrique Iglesias en 2015.
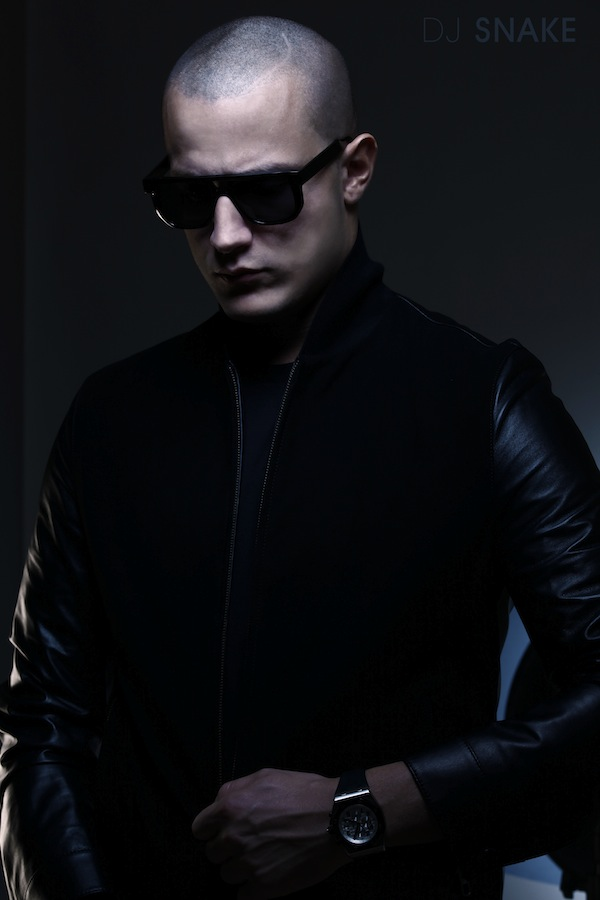
DJ Snake en 2015.
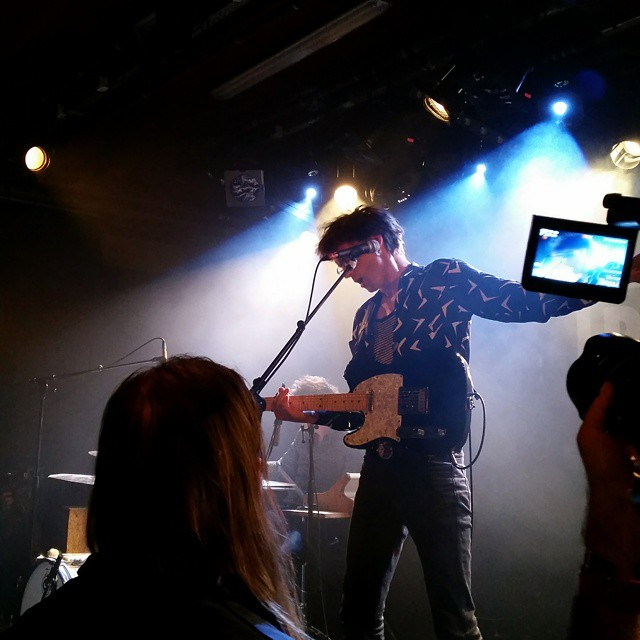
Radio Elvis en 2015.
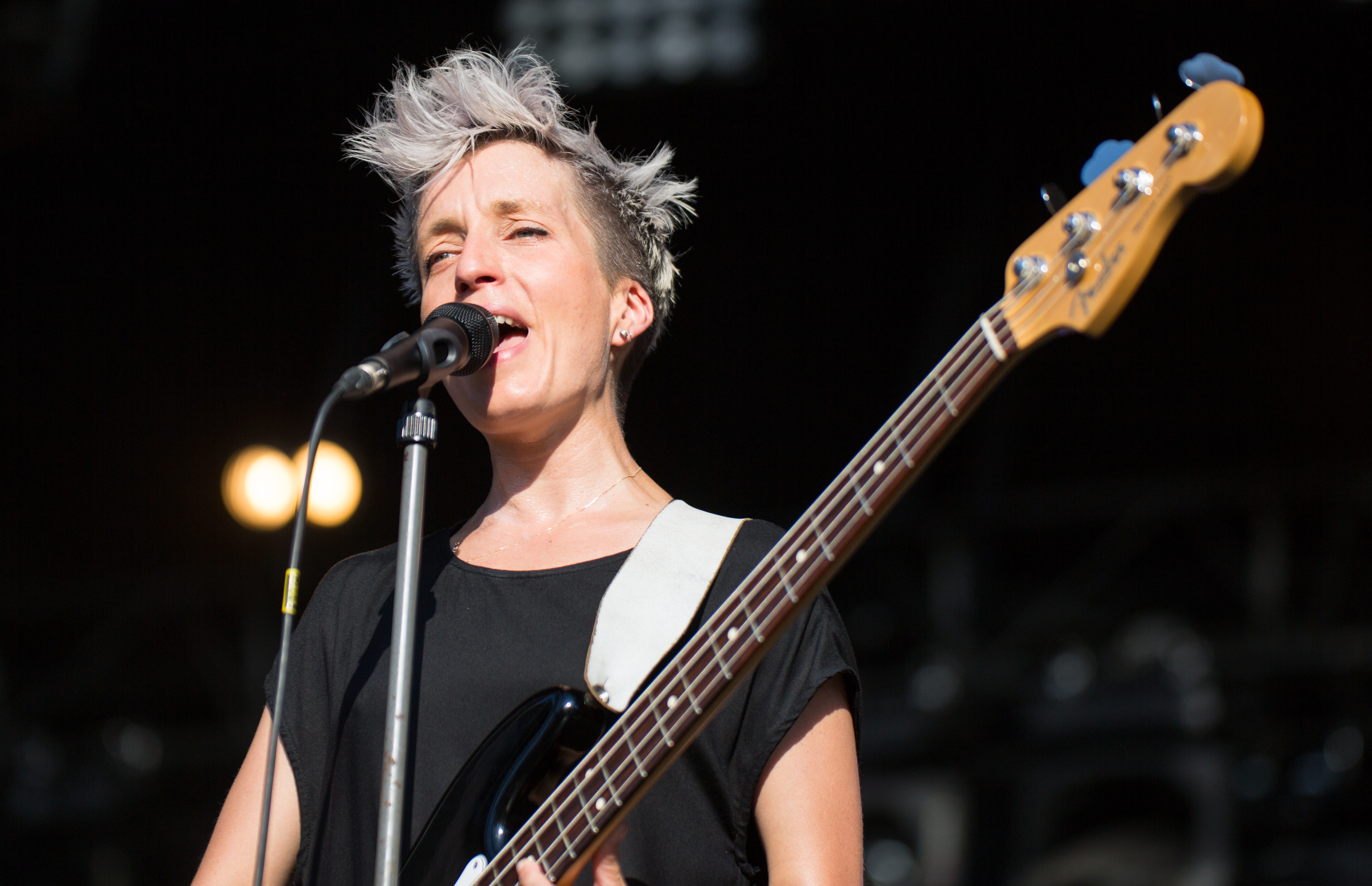
Jeanne Added en 2016.
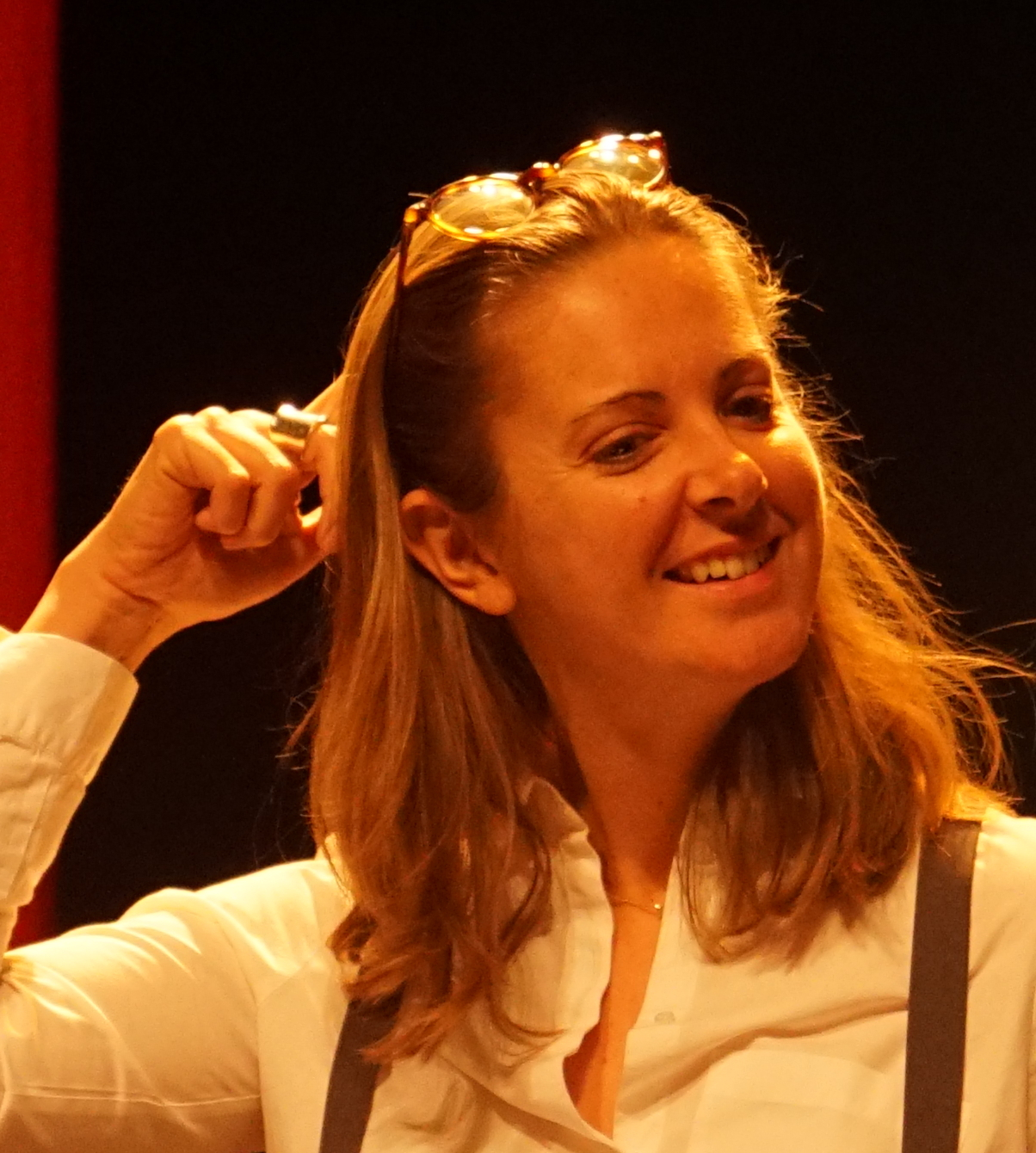
Charline Vanhoenacker en 2016.
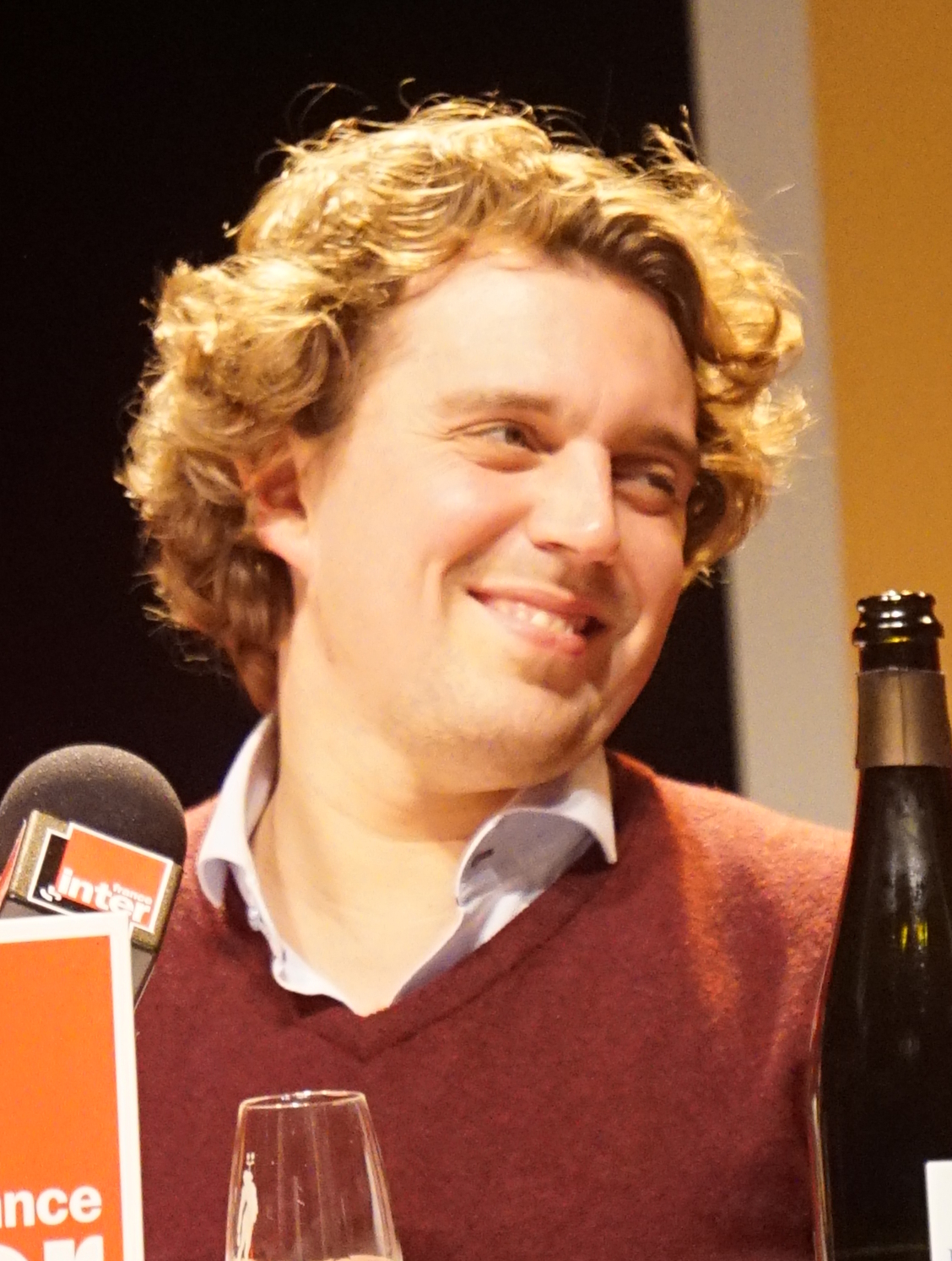
Alex Vizorek en 2016.

### Prix Radio France
- Prix du Livre Inter : le lauréat 2016 est Tristan Garcia, pour son recueil de romans 7 paru aux éditions Gallimard.
- Prix France Info : la bande dessinée récompensée en 2016 est Catharsis, de Luz, édité chez Futuropolis[401].
- Talents France Bleu : aux Folies Bergère, à Paris, le réseau a récompensé, entre autres, Véronique Sanson pour sa carrière, et Christophe Maé pour son année 2016[402].
- Prix France Musique-Sacem de la musique de film, remis le 26 novembre 2016, récompense la compositrice Marie-Jeanne Serero pour le film Anton Tchekhov - 1890[403].
- Prix du reportage Radio France 2016 : Omar Ouahmane est le lauréat du prix, décerné le 14 novembre 2016 pour son reportage 12 jours dans la vie d'un réfugié[404].
- Prix France Culture-Télérama mars 2016 : le roman des étudiants récompensé est En attendant Bojangles d'Olivier Bourdeaut, aux éditions Finitude[405].
- Prix France Culture-Télérama décembre 2016 : le roman des étudiants récompensé est Petit pays de Gaël Faye, aux éditions Grasset[406].
- Prix France Culture Cinéma 2016 : pour son œuvre et de manière honorifique, le cinéaste lauréat est Frederick Wiseman.
- Prix France Culture Cinéma des étudiants 2016 : la principale récompense va au film Toto et ses sœurs d'Alexander Nanau.
- Concours Radio France de la micronouvelle : prix décerné en 2016 à Nicole Bastin pour sa nouvelle Yuwa[407].
- Prix des auditeurs du Masque 2016 : Frantz de François Ozon (film français) et Moi, Daniel Blake de Ken Loach (film étranger).[réf. souhaitée]

### Prix RFI
- Prix RFI Challenge App Afrique : le 24 mai 2016, la première édition du prix récompense Cheick Oumar Bagayoko, jeune docteur et informaticien malien[408].
- Prix Découverte RFI 2016 : le 4 novembre 2016, le jury réuni à Paris a désigné le guinéen Soul Bang's comme lauréat[409].
- Prix RFI Talents du rire : le lauréat Moussa Petit Sergent est désigné le 11 décembre 2016 dans le cadre du Festival du rire à Abidjan[410].
- Bourse RFI Ghislaine Dupont et Claude Verlon : les lauréats sont Cécile Goudou, journaliste, et Didier Guedou, technicien radio, le 2 novembre 2016 à Cotonou, au Bénin[411].
- Prix RFI Charles Lescaut 2016 : Hugo Lanoë, étudiant en journalisme de 24 ans, reçoit ce prix pour ses qualités de présentateur au micro de la radio[412].
- Prix du reportage RFI en espagnol : Mélany Itzel Castellanos, étudiante au Mexique, reçoit ce prix le 25 mai 2016 pour son reportage sur les femmes et leurs règles[413].

### Prix RTL
- Grand prix RTL-Lire : décerné le 16 mars 2016 à En attendant Bojangles d'Olivier Bourdeaut, paru aux Éditions Finitude[414].
- Prix RTL-Challenge Journalisme Numérique : Constance Léon, Clarisse Martin et Liselotte Mas remportent ce prix décerné le 25 mai 2016 par Christopher Baldelli[415].
- Bourse RTL-Jean-Baptiste Dumas 2016 : Alice Moreno et Vincent Serrano gagnent cette bourse, prix leur délivrant un CDD d'un an dans la station RTL[416].
- Grand prix RTL de la bande dessinée 2016 : Pierre-Henry Gomont remporte ce prix pour Pereira prétend (adapté du roman d'Antonio Tabucchi)[417].
- Album RTL de l'année 2016 : le chanteur Renaud reçoit le trophée le 25 décembre 2016 pour son album Renaud[418].

### Prix Europe 1
- Bourse Lauga-Delmas 2016 : Shanel Petit, en devenant lauréate de cette bourse le 8 avril 2016, bénéficie d'un contrat de six mois dans la rédaction d'Europe 1[419].

### Prix RMC
- RMC Sport Awards 2016 : le couple Tony Yoka et Estelle Mossely, champions olympiques de boxe à Rio est désigné vainqueur dans sa catégorie[420].

### Prix NRJ
- NRJ Talent 2016 : le 19 mai 2016, le prix est remporté par Enea, jeune auteure/compositeure de 24 ans originaire de Savoie[421].
- Prix scientifique de la Fondation NRJ-Institut de France : le 8 juin 2016, ce prix annuel doté de 100 000 euros est remis au Docteur Ghislaine Dehaene-Lambertz[422].
- NRJ DJ Awards 2016 : le 12 octobre 2016, sont récompensés en particulier, David Guetta, Martin Garrix et Dimitri Vegas & Like Mike.
- NRJ Music Awards 2016 : les lauréats d'honneur sont Bruno Mars et Enrique Iglesias.
- Casting NRJ : Florian et Anthony remportant ce casting, ils bénéficient d'une formation pour rejoindre l'antenne de NRJ Belgique durant été 2016[423].

### Prix Fun Radio
- Fun Radio DJ Awards 2016 : le palmarès a récompensé DJ Snake (meilleur DJ Français) et Martin Garrix (meilleur DJ International)[424].

### Prix OÜI FM
- OÜI FM Rock Awards : le 4 avril 2016, le palmarès des prix du public et du jury s'est porté sur Radio Elvis et Jeanne Added[425].

### Autres prix en 2016
- Prix Roland-Dorgelès, récompensant le rayonnement de la langue française à la radio : le lauréat 2016 est Patricia Martin[426].
- Prix Varenne de la radio 2016 : les trois lauréats dans la catégorie radio dont les noms ont été dévoilés le 7 novembre 2016 sont Mélanie Nunes, Sina Mir et Marie Régnier[427].
- Prix Média du Dispositif Médical 2016 (catégorie radio) : le lauréat est Maxime Bazile, journaliste stagiaire à RTL, pour son reportage Un robot dans ses yeux[428].
- Prix SACD radio 2016 : Charline Vanhoenacker et Alex Vizorek en sont les lauréats, et Benjamin Abitan le nouveau talent.[réf. nécessaire]
- Prix Philippe Chaffanjon 2016 (catégorie reportage français) : Lucie Soullier et Madjid Zerrouky ont remporté le prix pour « Dans le téléphone d'une migrante syrienne »[429].

## Distinctions en 2016
Les distinctions institutionnelles et d'autres, plus anecdotiques, remises en 2016, mettent à l'honneur les personnalités suivantes :

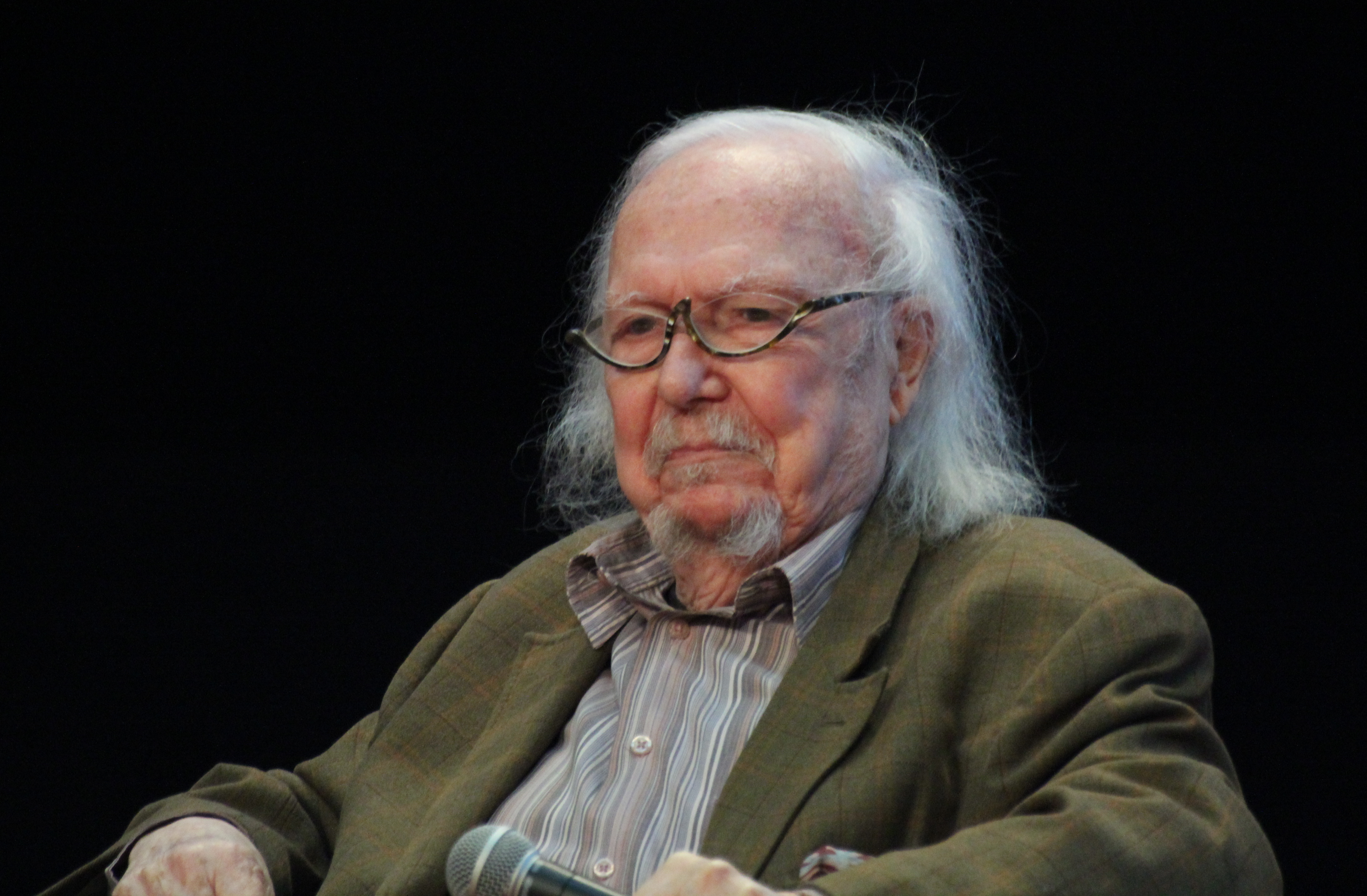
Alain Rey en 2014.
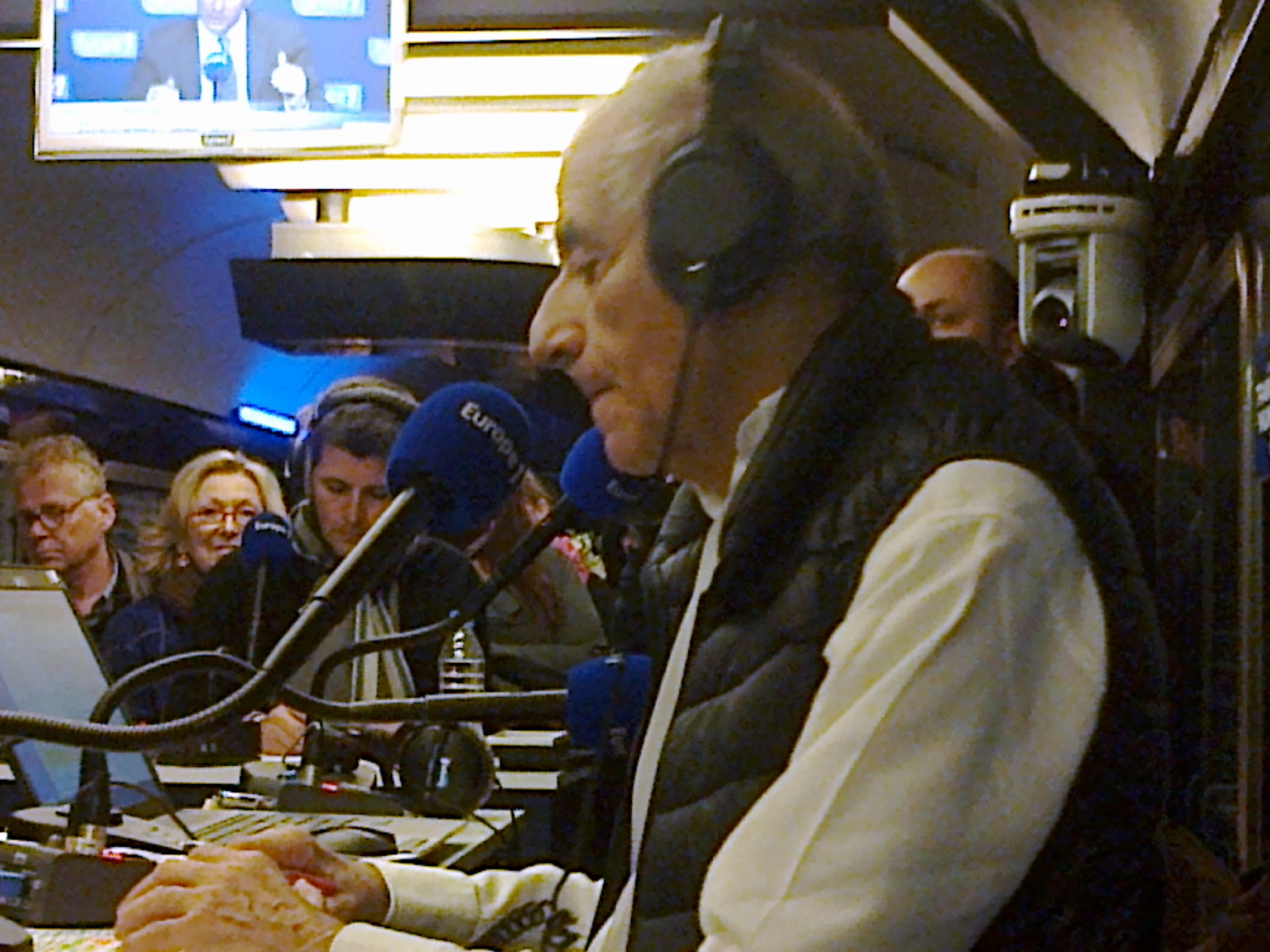
Jean-Pierre Elkabbach en 2014.
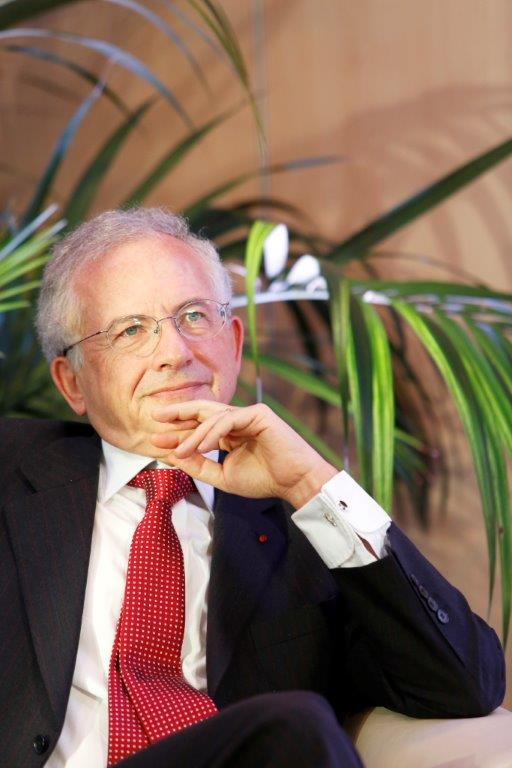
Olivier Schrameck en 2014.
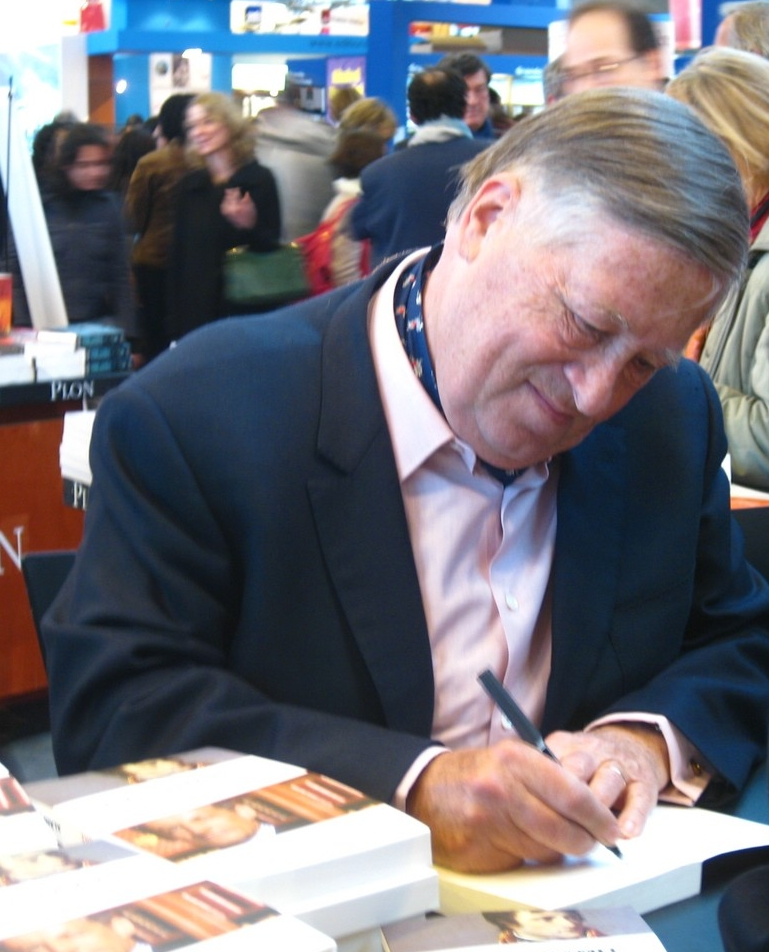
Alain Duhamel en 2009.
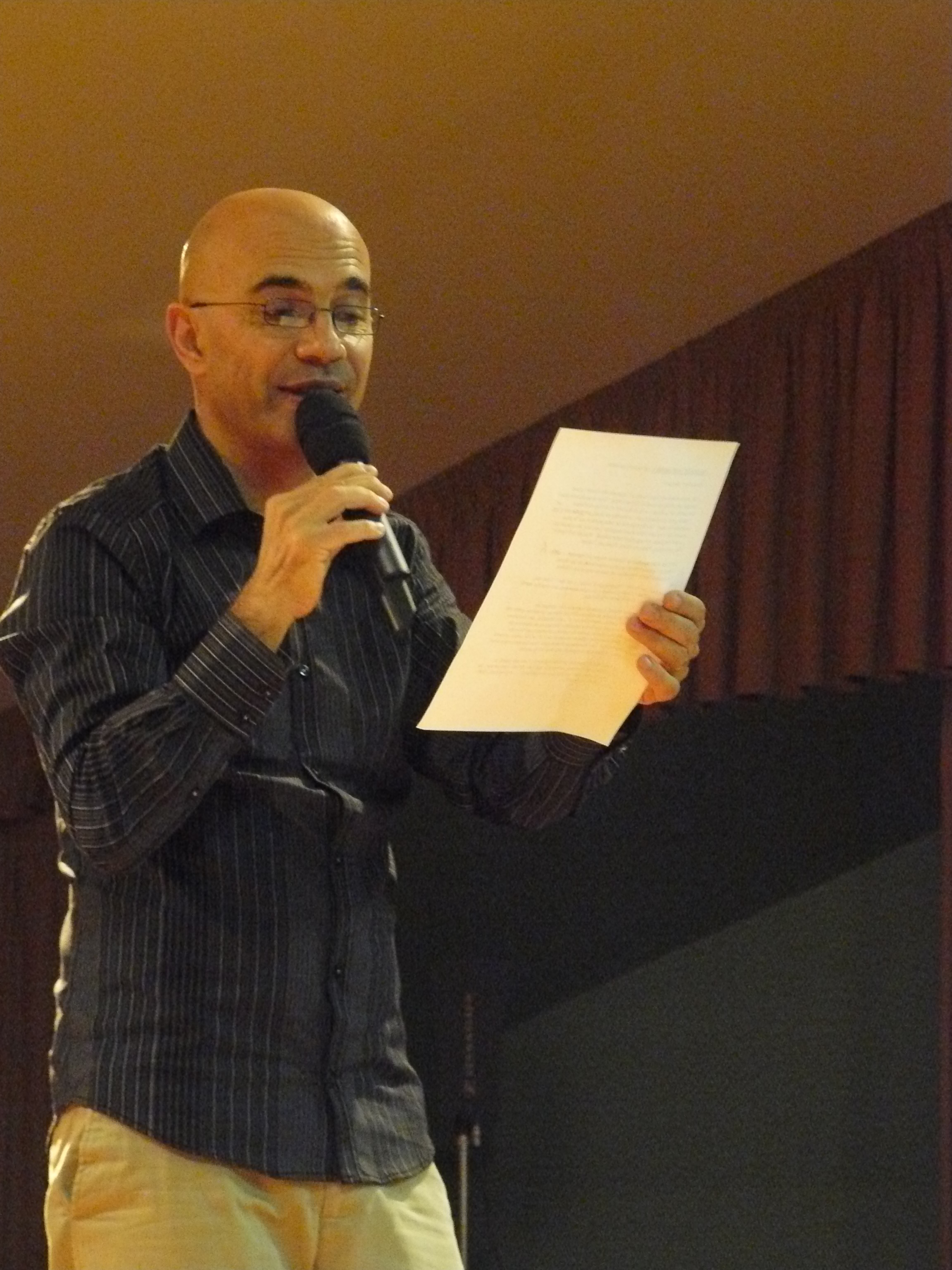
Nicolas Stoufflet en 2008.
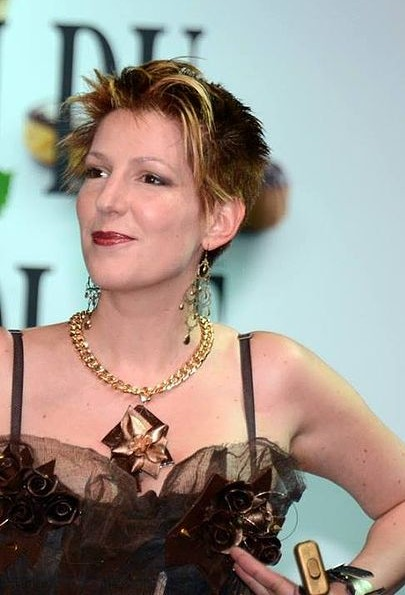
Natacha Polony en 2013.
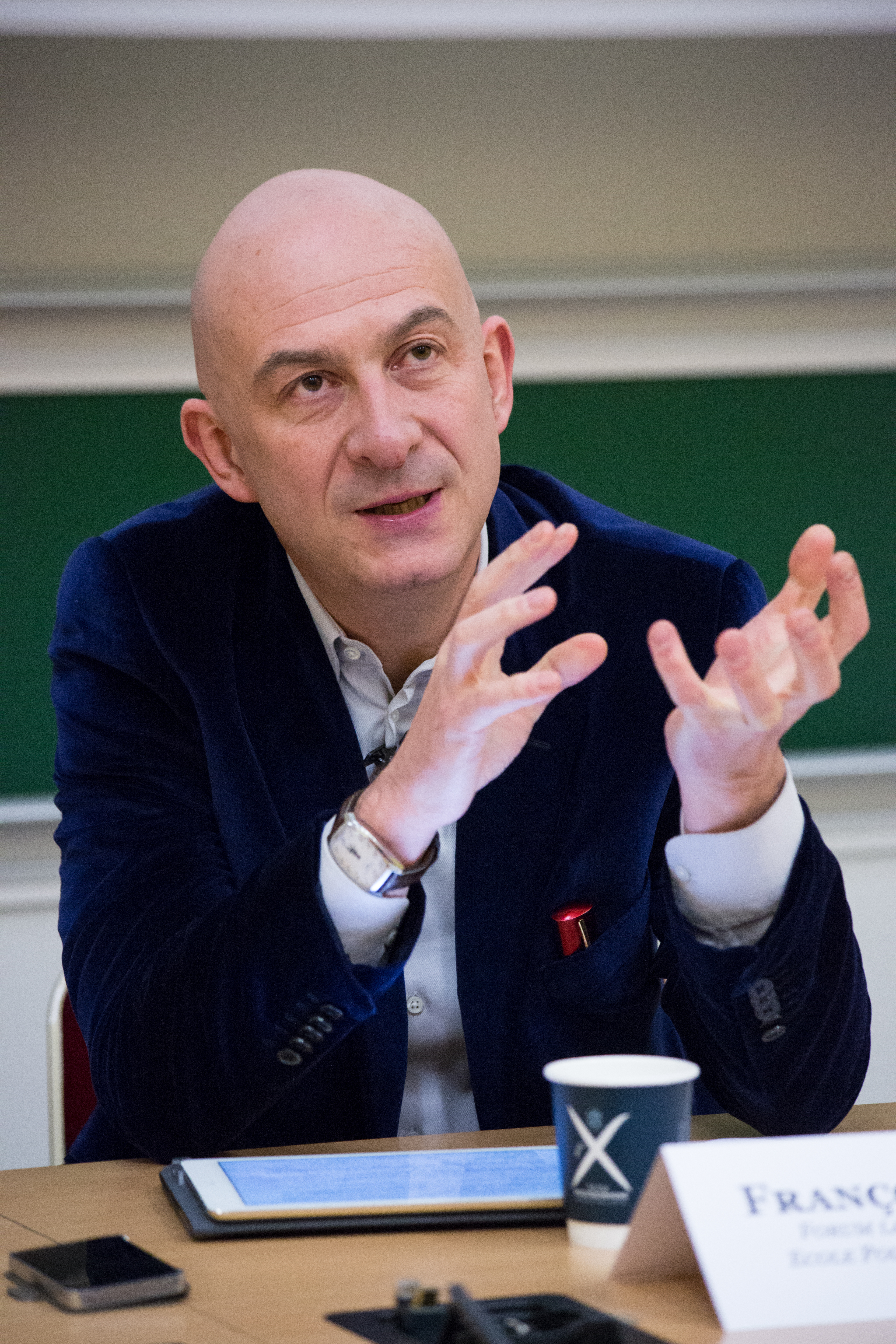
François Lenglet en 2016.
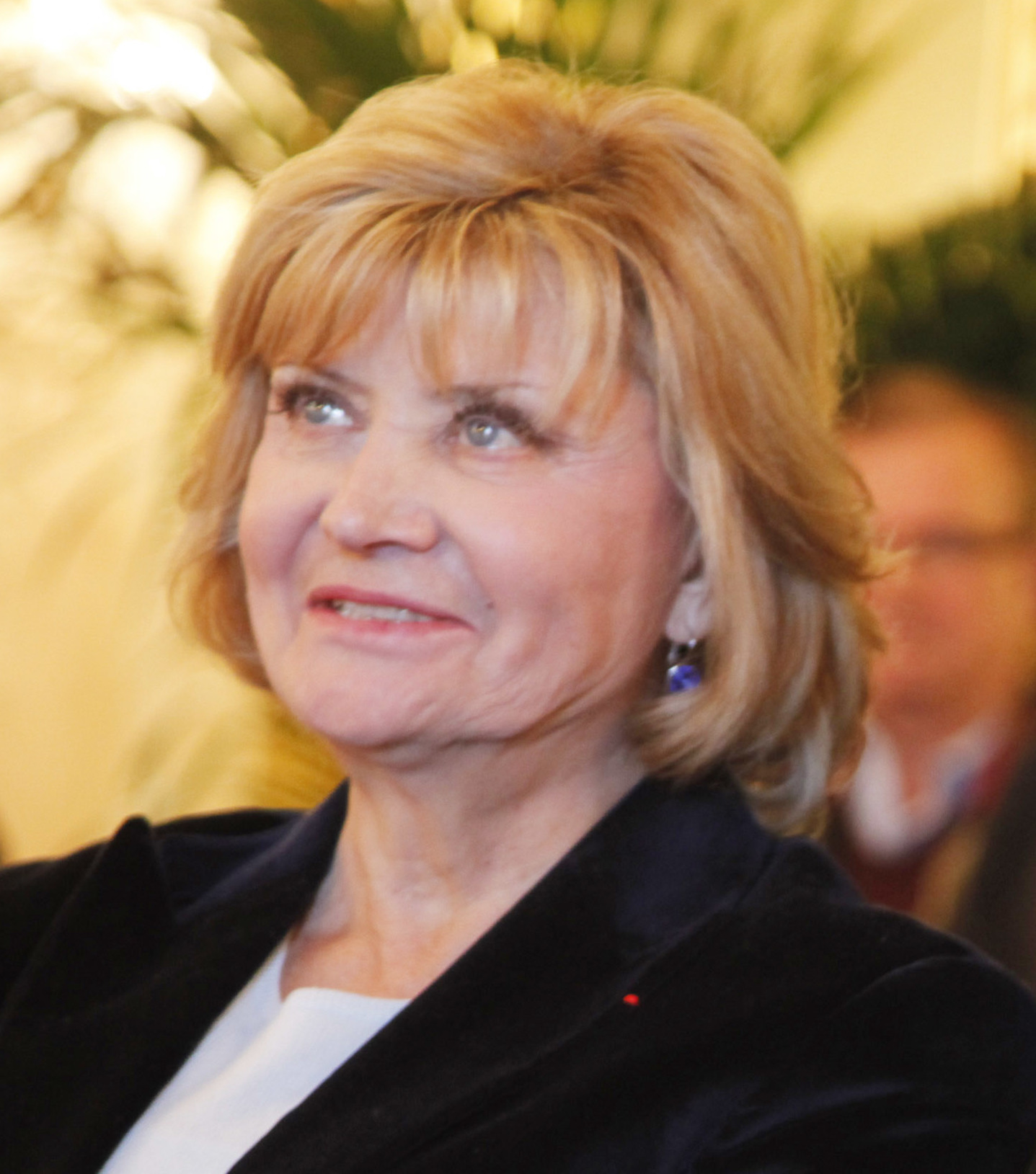
Luce Perrot en 2012.

- Pierre Bénichou, journaliste et sociétaire des Grosses Têtes devient Commandeur de la Légion d'Honneur le 27 mars 2016[430].
- Alain Rey, linguiste, écrivain, chroniqueur sur France Inter, est promu Officier de la Légion d'Honneur le 27 mars 2016[430].
- Jean-Pierre Elkabbach est décoré des insignes d'officier de l’ordre tunisien du Mérite culturel en avril 2016[431].
- Olivier Schrameck, président du Conseil supérieur de l'audiovisuel, accède au grade de Commandeur de la Légion d'Honneur le 14 juillet 2016[432].
- Alain Duhamel, journaliste politique et essayiste français, est élevé à la dignité de Grand Officier de la Légion d'Honneur le 14 juillet 2016[432].
- Nicolas Stoufflet reçoit le titre de Premier fumeur de pipe de France de la Confrérie des maitres-pipiers en juin 2016.
- Benoît Collombat reçoit, avec Étienne Davodeau, le Prix du public du Festival international de la bande dessinée d'Angoulême[433].
- Natacha Polony est intronisée baillie à la confrérie des Baillis de Pouilly le 30 janvier 2016[434].
- Camille Combal est le mec élu Produit d'Or de l'édition 2016 du concours AdopteUnMec[435].
- Patrick Cohen est désigné comme animateur de l'année 2016 par le magazine GQ[436].
- François Lenglet, chroniqueur sur RTL, reçoit, le 14 décembre 2016, pour son ouvrage Tant pis! Nos enfants paieront, le prix du livre d'économie 2016[437].
- Yves Bigot, ancien directeur des programmes de RTL, devient Chevalier de la Légion d'honneur le 30 décembre 2016[438].
- Luce Perrot, ancienne collaboratrice de RTL, assistante de Léon Zitrone, est faite Officier de la Légion d'Honneur le 13 juillet 2016[439].

## Décès en 2016
- Michel Galabru, sociétaire des Grosses Têtes sur RTL, est mort dans son sommeil le 4 janvier 2016, à l'âge de 93 ans[440].
- Michel Tournier, écrivain et participant régulier à des émissions à l'ORTF et à Europe 1, est mort à son domicile de Choisel le 18 janvier 2016, à l'âge de 91 ans[441].
- Anne Vilano, l'astrologue de Chérie FM depuis 2001, est morte le 29 janvier 2016[442], à l'âge de 56 ans.
- Alain Decaux, pionnier des programmes d'histoire dans les médias tels que la radio, est mort à l'hôpital le 27 mars 2016 à Paris, à l'âge de 90 ans[443].
- Jean-Pierre Coffe, personnalité médiatique de premier plan, est mort d'une crise cardiaque dans la nuit du 29 mars 2016, dans sa maison de Lanneray, à l'âge de 78 ans[444].
- Maurice Favières, animateur historique de Radio Luxembourg puis de RTL, est mort le 11 avril 2016 à l'âge de 93 ans[445].
- Mohamed Sayah dit Momo, voix de l'émission Radio Libre avec Difool sur Skyrock, est mort d'une tumeur au cervelet le 24 avril 2016, à l'âge de 31 ans[446].
- Sylvain Jourdain, le directeur de Radio Latitude, est retrouvé mort pendu dans un hangar agricole au Pavillon-Sainte-Julie, le 16 mai 2016[447].
- Emmanuel Maubert, présentateur de la tranche 5h-7h sur Europe 1, hospitalisé à Cannes pour un malaise cardiaque grave, est mort le 31 mai 2016 à l'âge de 51 ans[448].
- Hubert Allouche, président de la CNRA de 2006 à 2009, est mort en juin 2016 des suites d'une longue maladie, à l'âge de 67 ans[449].
- Roger Crochet, homme d'affaires savoyard, fondateur de radio, est mort d'un accident vasculaire cérébral le 24 juin 2016, à l'âge de 88 ans[450].
- Charles Chaynes, compositeur français et personnalité de Radio France, est mort à Saint-Mandé le 24 juin 2016, à l'âge de 90 ans[451].
- Maurice Cazeneuve, metteur en ondes à l'ORTF, est mort le 28 juin 2016 à Neuilly-sur-Seine, à l'âge de 93 ans[452].
- Claude Pons, l'un des fondateurs du Syndicat national des radios libres en 1984, s'est éteint à l'âge de 82 ans, après avoir lutté des années contre une leucémie[453].
- Guy Kédia, chef du service des sports de RTL pendant plus de 20 ans, est mort à l'hôpital à Paris, des suites d'un cancer, le 23 juillet 2016, à l'âge de 82 ans[454].
- Michel Cacouault, président d'une association regroupant RTL Group, Lagardère Active, NextRadioTV et NRJ Group, est mort d'un accident de la route le 23 août 2016[455].
- Claude-Jean Philippe, créateur sur France Culture de l'émission Le Cinéma des cinéastes, est mort le 11 septembre 2016 à l'âge de 83 ans.
- Jean Boissonnat, la voix des éditoriaux économiques sur Europe 1 durant une quinzaine d'années, est mort d'un AVC le 25 septembre 2016 à Paris, à l'âge de 87 ans[456].
- Jean-Michel Damian, producteur et animateur de radio français, est mort à la suite d'une opération dans un hôpital parisien, le 1er novembre 2016, à l'âge de 69 ans[457].
- Rémy Pflimlin, dirigeant de radios du service public français, est mort à l'hôpital à Paris, des suites d'un cancer, le 3 décembre 2016, à l’âge de 62 ans[458].

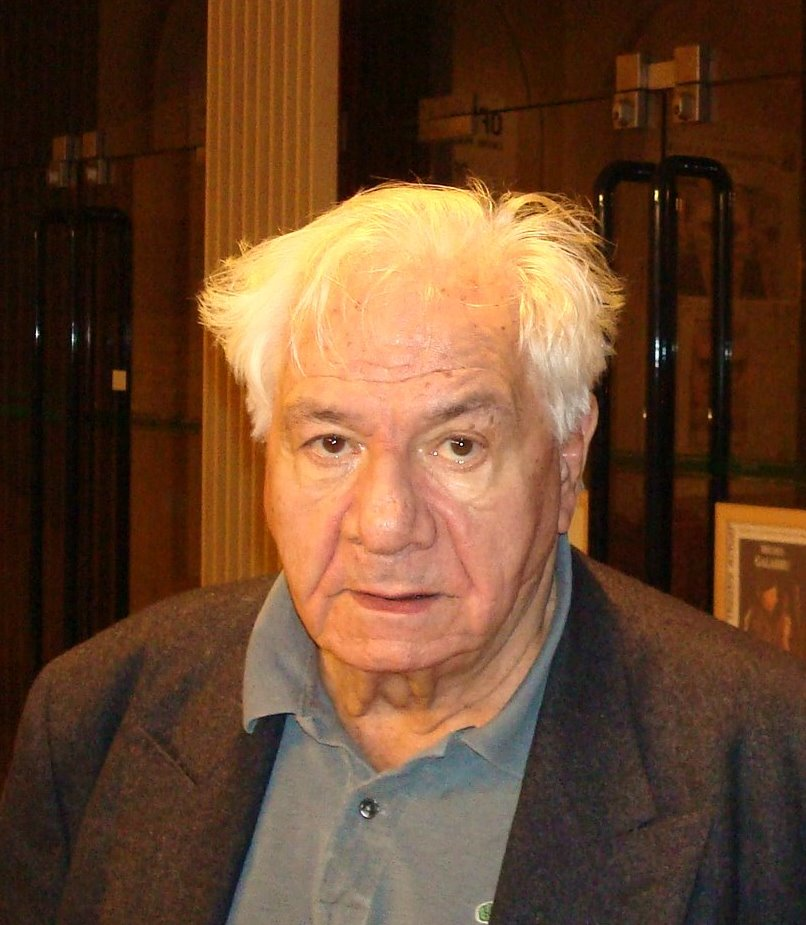
Michel Galabru en 2008.
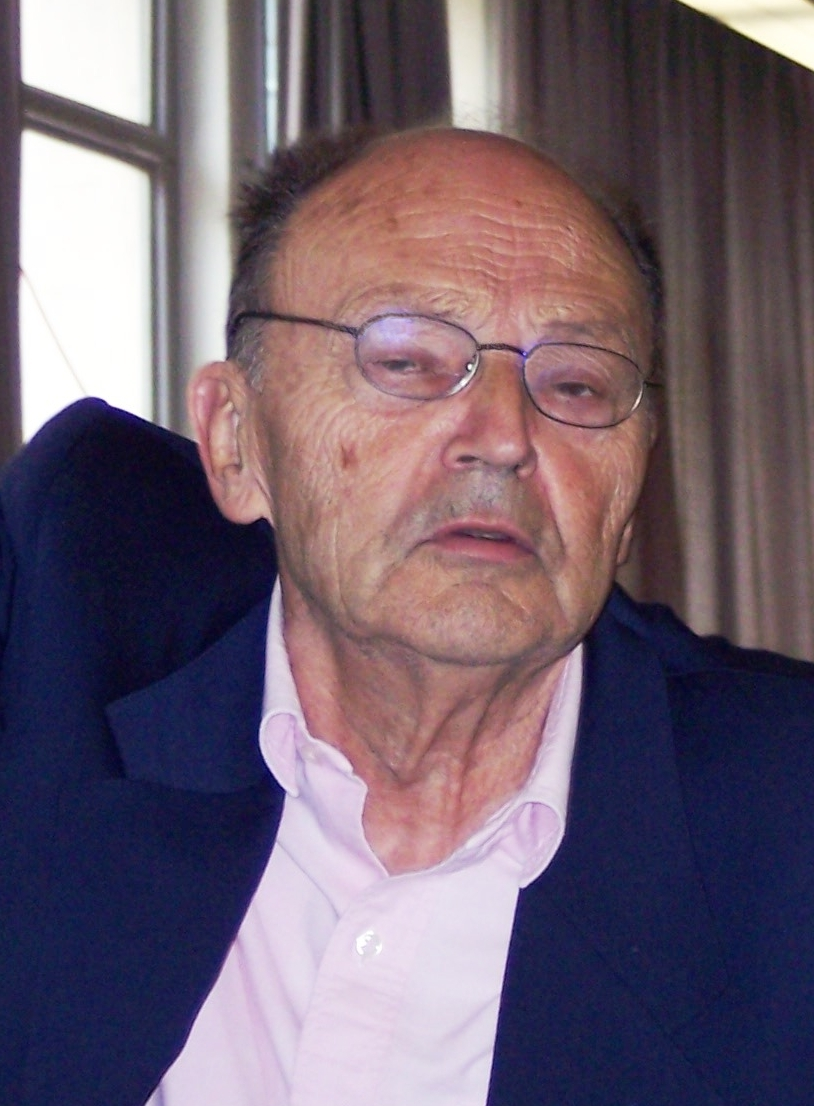
Michel Tournier en 2005.
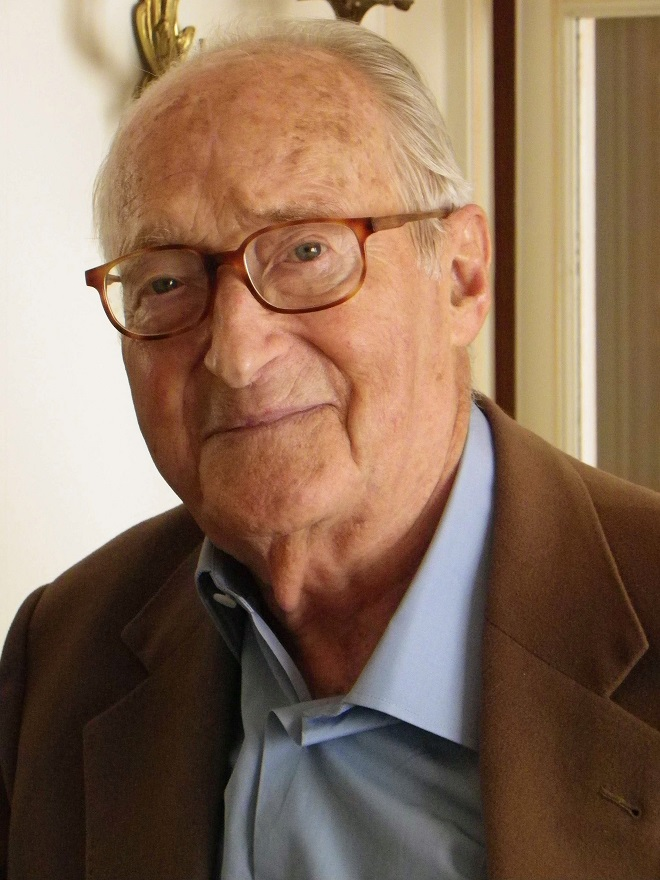
Alain Decaux en 2011.
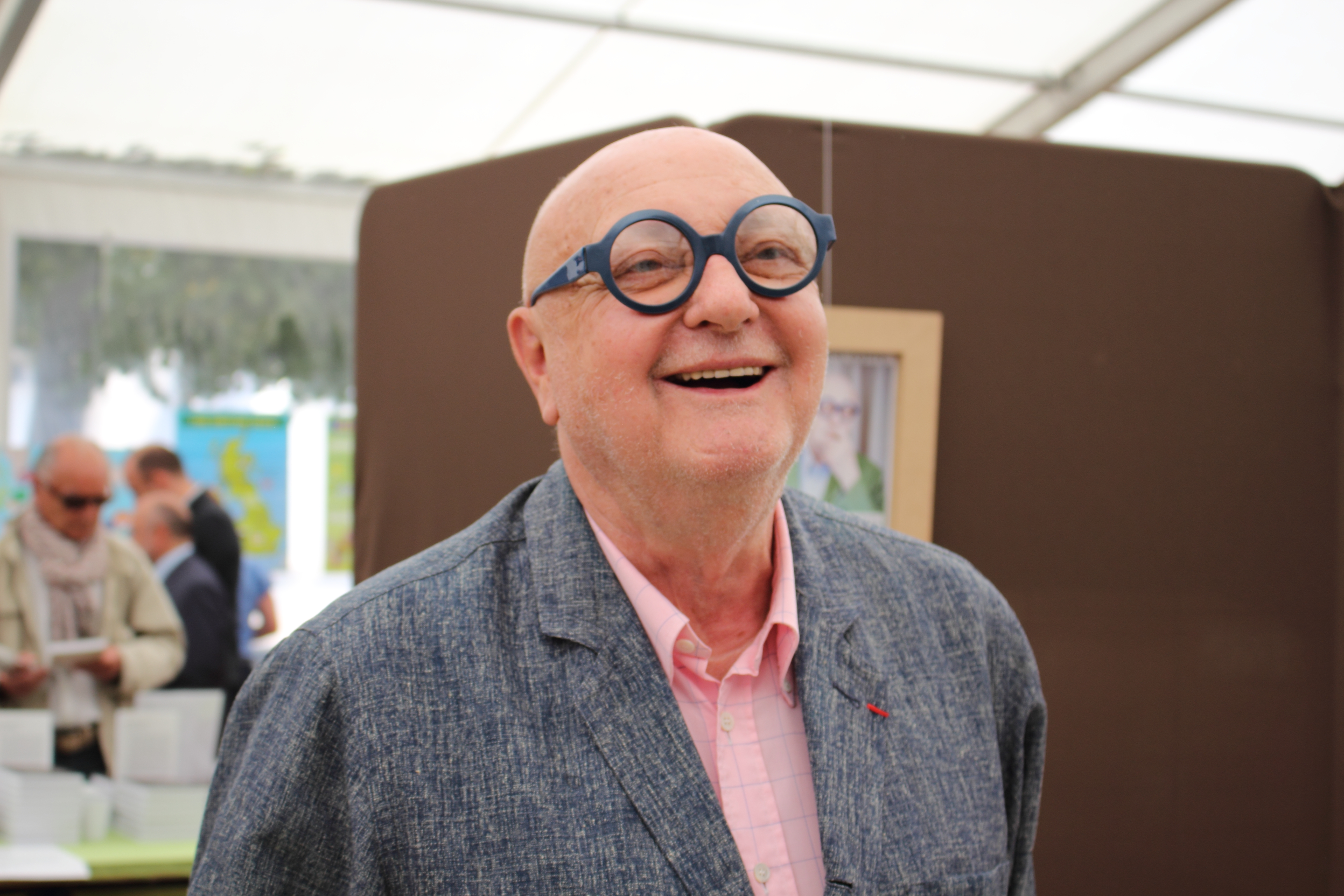
Jean-Pierre Coffe en 2015.